# Historia del republicanismo español

Bandera de España durante la Segunda República, utilizada desde hace más de un siglo por el movimiento republicano español.

La historia del republicanismo en España se remonta a la última década del siglo XVIII por el impacto de la proclamación de la República en Francia, aunque los primeros pasos del republicanismo en España se suelen situar en el Trienio Liberal (1820-1823). La formación del republicanismo tiene lugar durante el reinado de Isabel II (1833-1868) y su primer hito fue la fundación en 1849 del Partido Demócrata. Tras la revolución de 1868 que puso fin a la monarquía de Isabel II el Partido Demócrata se refundó como Partido Republicano Democrático Federal que protagonizará la primera experiencia republicana en España: la Primera República (1873-1874). Tras el largo período de la Restauración borbónica en España (1875-1931) tuvo lugar la segunda oportunidad de poner en práctica los ideales republicanos, pero la Segunda República (1931-1939) se truncó por el golpe de Estado de julio de 1936 que condujo a la guerra civil de 1936-1939 que se saldó con la victoria del bando sublevado y que dio paso a la larga dictadura franquista (1939-1975). La República pervivió en el exilio y cuando se produjo la transición a la democracia los dos grandes partidos de la oposición antifranquista (PCE y PSOE) aceptaron la monarquía parlamentaria de Juan Carlos I y los partidos republicanos históricos no consiguieron ningún apoyo electoral, excepto en Cataluña (con Esquerra Republicana de Cataluña).
En la actualidad, pese a que España es una monarquía (según lo establecido en la Constitución de 1978), el republicanismo no ha desaparecido. Algunas encuestas indican incluso un crecimiento entre la opinión pública del país.

## Orígenes
En 1994 el historiador Demetrio Castro Alfín se refería a los orígenes del republicanismo en España como «complejos y un tanto nebulosos». «Sin duda, los influjos intelectuales más concretos hay que verlos en la experiencia francesa de la Primera República (1792-1799)», aunque «suscitó actitudes ambivalentes... por cuanto vino a quedar hondamente marcada y aun identificada con los más cruentos episodios del Terror», añadía Castro Alfín. De ella procederán la mayoría de sus símbolos: las banderas tricolores, las matronas o mariannes, los gorros frigios o La Marsellesa. Por su parte, Ángel Duarte ha señalado que «con anterioridad al proceso revolucionario francés de finales del siglo XVIII hubo, en nuestro país, un uso erudito y aristocrático de la idea de república».
Se ha señalado como un primer episodio de republicanismo a la «Conspiración de San Blas» de 1795 encabezada por Juan Picornell, sin embargo, en el «Manifiesto al pueblo de Madrid» se decía explícitamente que «no quedará abolida la dignidad real, sino reducida a sus justos y verdaderos límites». Fue en el Trienio Liberal (1820-1823) cuando aparecieron las primeras manifestaciones de republicanismo en el seno de los «exaltados», que constituían el sector más radical de los liberales por oposición a los «moderados». En La Tercerola se puede leer: «Todas las leyes de todos los reinos del mundo conocido están sujetas a una sola: la salud del pueblo, esta es la ley suprema». Sin embargo, entre los liberales, y mucho más entre los absolutistas, seguía predominando una visión muy negativa de la República, cuya proclamación se consideraba que supondría la disolución de la sociedad. De ahí el apelativo de «anarquistas» con el que a menudo se referían a sus partidarios —también el de «jacobinos»—.

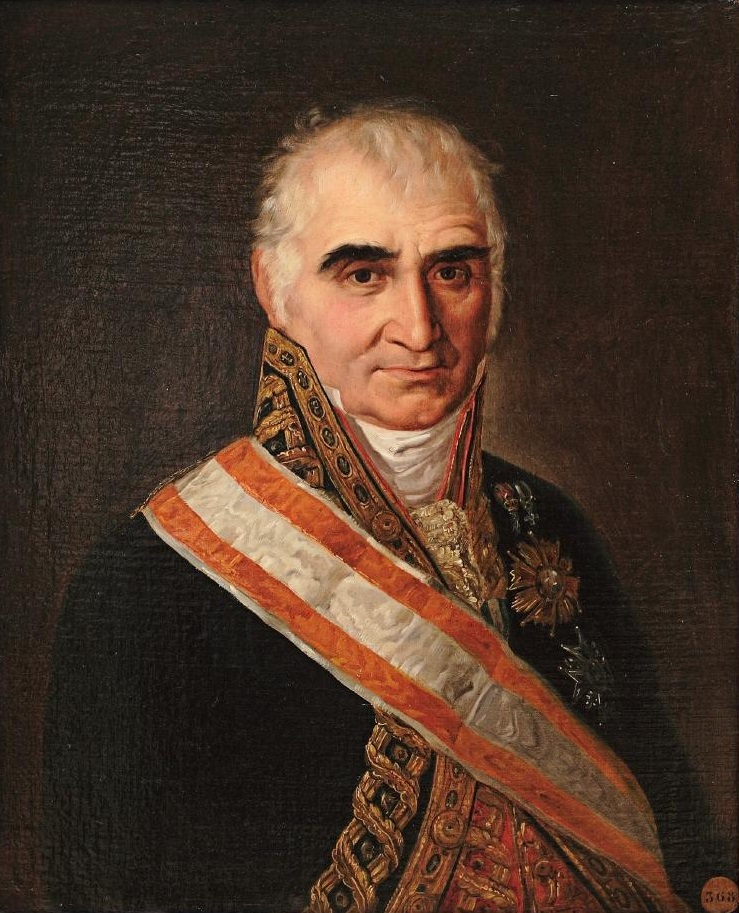
El liberal moderado José Canga Argüelles y Cifuentes publicó en 1826 en el exilio Cartas de un americano sobre las ventajas de los gobiernos republicanos federativos en las que elogiaba el republicanismo de los países americanos que acababan de independizarse.

Tras la restauración del absolutismo en 1823, el incipiente republicanismo español, a menudo entremezclado con el federalismo (y el iberismo), se desarrolló en el exilio liberal. El periódico editado en Londres El Español Constitucional publicó algún artículo defendiendo el sistema republicano. En 1826 José Canga Argüelles y Cifuentes publicaba Cartas de un americano sobre las ventajas de los gobiernos republicanos federativos en las que elogiaba el republicanismo de los países americanos que acababan de independizarse. Más radical fue Antonio Puigblanch que en sus Opúsculos gramático-satíricos defendió la «Regeneración política de la España pendiente, como medio único, de un gobierno confederado» formado por Celtiberia, Hesperia Oriental y Hesperia Occidental. Mayor importancia e impacto tuvo Bases d'une Constitution Politique (o Principios fundamentales de un sistema republicano) publicada en francés en 1832 por otro emigrado, el catalán Ramón Xaudaró y Fábregas. La base territorial de su propuesta de organización federal de la República serían los reinos históricos de la antigua Monarquía Hispánica. «La repercusión de estos escritos fue mínima, y nula a efectos prácticos inmediatos; aun así su existencia no es irrelevante en la trayectoria histórica del republicanismo. Baste el dato de que el proyecto de Xaudaró se reeditaría en Barcelona en 1868, cuando la cuestión federal era candente en el seno del republicanismo».

## Reinado de Isabel II (1833-1868)

### La década de 1830

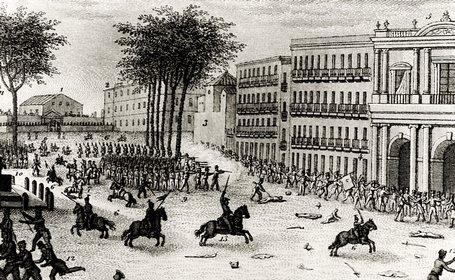
Bullanga de Barcelona de 1837. Xaudaró fue fusilado por su participación en ella.

Tras la muerte de Fernando VII en 1833, se reanuda la revolución liberal que iba a poner fin al Antiguo Régimen en España. Durante ese proceso se produjo un activismo republicano, que tuvo en Barcelona su escenario principal. Precisamente en 1835, Xaudaró comenzó a editar allí El Catalán, «desde cuyas páginas difundía principios de carácter exaltado y democrático, propugnando un sistema basado en el ejercicio íntegro de la soberanía nacional y forma republicana». Xaudaró formó parte de la junta revolucionaria, siendo deportado por esta causa a Cuba. A su vuelta sería fusilado por su participación en las bullangas de mayo de 1837. Ese año se empezó a hablar en Barcelona de un «partido democrático», del que se duda que existiera en realidad. Otro de los medios de difusión del republicanismo, además de la prensa, fueron las sociedades secretas, como los Vengadores de Alibaud (que tomó el nombre del frustrado regicida francés Louis Alibaud) en cuyo juramento el neófito decía: «juro considerar como usurpación hecha al pueblo el poder y la autoridad llamada real». Junto a la lucha contra la reacción política la movilización republicana tuvo también como objetivo la oposición al clericalismo.

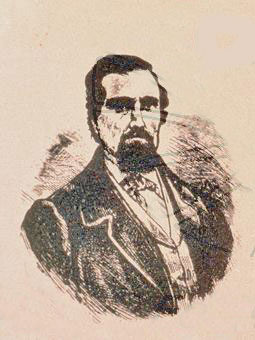
Abdón Terradas, una de las principales figuras del republicanismo inicial en Cataluña.

«A finales de la década de 1830 y principios de la de 1840 la configuración de lo republicano se acelera». La aprobación de la Constitución española de 1837 causó una honda decepción entre el sector más radical del Partido Progresista al haber abandonado este definitivamente la Constitución de 1812 y haber aceptado el liberalismo doctrinario. En Barcelona, Abdón Terradas, «quien contaba ya con cierto renombre como republicano», encabezó un grupo que abandonó el partido, convirtiéndose así en «una de las figuras principales en esta primera etapa del republicanismo». El 13 de junio de 1842 Terradas y un centenar de sus seguidores proclamaron la República en Figueras, ciudad natal de Terradas y de la que había sido elegido alcalde al frente de una candidatura republicana, aunque no puedo acceder al cargo al haberse negado a jurar fidelidad al regente Baldomero Espartero. Ocuparon la ciudad algunas horas y luego se dispersaron. Poco después reapareció en Barcelona continuando con su campaña de agitación política desde las páginas de El Republicano.

### La década de 1840

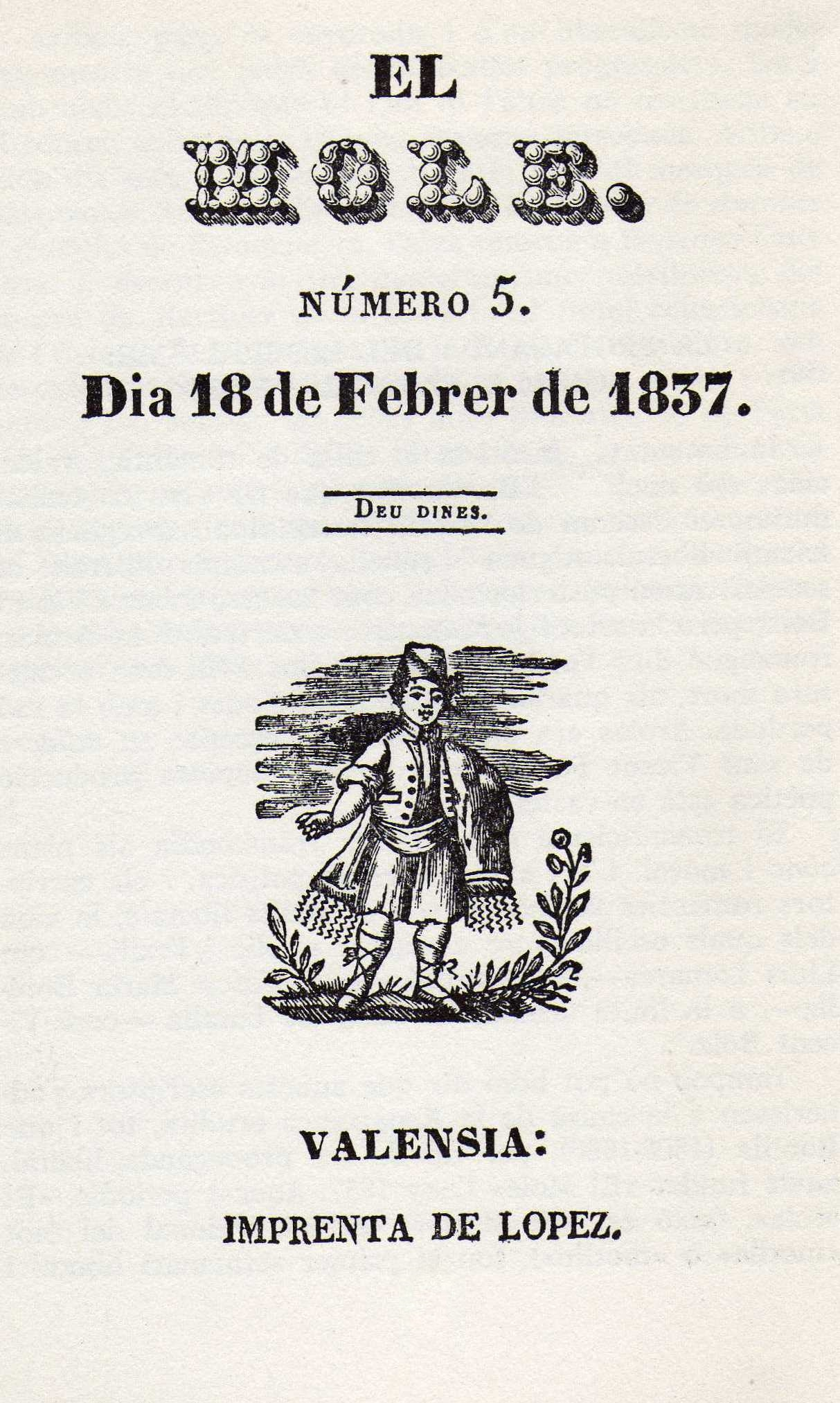
Portada del periódico demócrata-republicano El Mole, escrito en valenciano popular.

El auge del republicanismo durante la regencia de Espartero (1840-1843) no se circunscribió a Barcelona. En Madrid comenzó a publicarse El Huracán, impulsado por Patricio Olavarría; el periódico satírico El Cangrejo; el diario El Peninsular de Eduardo Asquerino y La Guindilla, este último dirigido por Ayguals de Izco. Además en las Cortes existía un grupo de diputados del Partido Progresista próximos a las posiciones democráticas, entre los que se encontraban el poeta José de Espronceda, Manuel García Uzal, el general Pedro Méndez Vigo y Luis Antonio Pizarro Ramírez, conde de las Navas. Este último «llegó a ser una figura relevante y patriarcal del primer republicanismo». En Valencia se editó en valenciano popular El Mole promovido por Josep Maria Bonilla Martínez; en Cádiz El Despertador, Diario del Pueblo y El Demócrata Gaditano; en Teruel, El Centinela de Aragón de Víctor Pruneda.
Por otro lado, en las elecciones municipales de 1841, realizadas mediante un sufragio censitario, pero más amplio que el establecido para las elecciones a Cortes, los candidatos republicanos ganaron en Sevilla, Valencia y San Sebastián, y obtuvieron buenos resultados en Cádiz, Madrid y Barcelona, aunque, como ha advertido Demetrio Castro Alfín, «los sufragios obtenidos no pueden, sin más, interpretarse como un apoyo político mayoritario, directo y consciente a lo que el republicanismo significaba» «porque los republicanos formaron en muchos sitios candidatura con la izquierda del Partido Progresista». Como ha destacado el historiador Ángel Duarte, «los tiempos del espadón progresista [Espartero], de 1840 a 1843, y las decepciones que se le asocian serán claves, pues, para la estructuración del movimiento democrático y su afirmación decisiva como partido independiente». La Federación se suele considerar como el «primer ensayo de creación de un partido democrático-republicano en la clandestinidad».
Durante la década moderada (1844-1854) los republicanos, que entraron en ella enormemente debilitados, formularon su programa político básico. Este no se caracterizaba exclusivamente por la defensa de la República como forma de gobierno, sino que propugnaba un «sustancial cambio político que se expresa por medio de un movimiento social de fuerte impronta populista y estructura interclasista en el que participan activamente individuos procedentes de los estratos medios-bajos y bajos de la pirámide social». Así pues, el objetivo de los republicanos iba más allá de acabar con la monarquía, ya que lo que pretendían era «la democratización de la vida pública, por la universalización del sufragio, la eliminación del privilegio social y la atenuación de las diferencias, y la racionalización y laicización de la vida intelectual y moral partiendo de la escuela primaria». En aquellos años república y democracia se usaban como sinónimos. En un informe del gobernador civil de Barcelona se hablaba de «el partido que en esta capital en más de una vez se ha dado así [sic] mismo el nombre de republicano o demócrata».

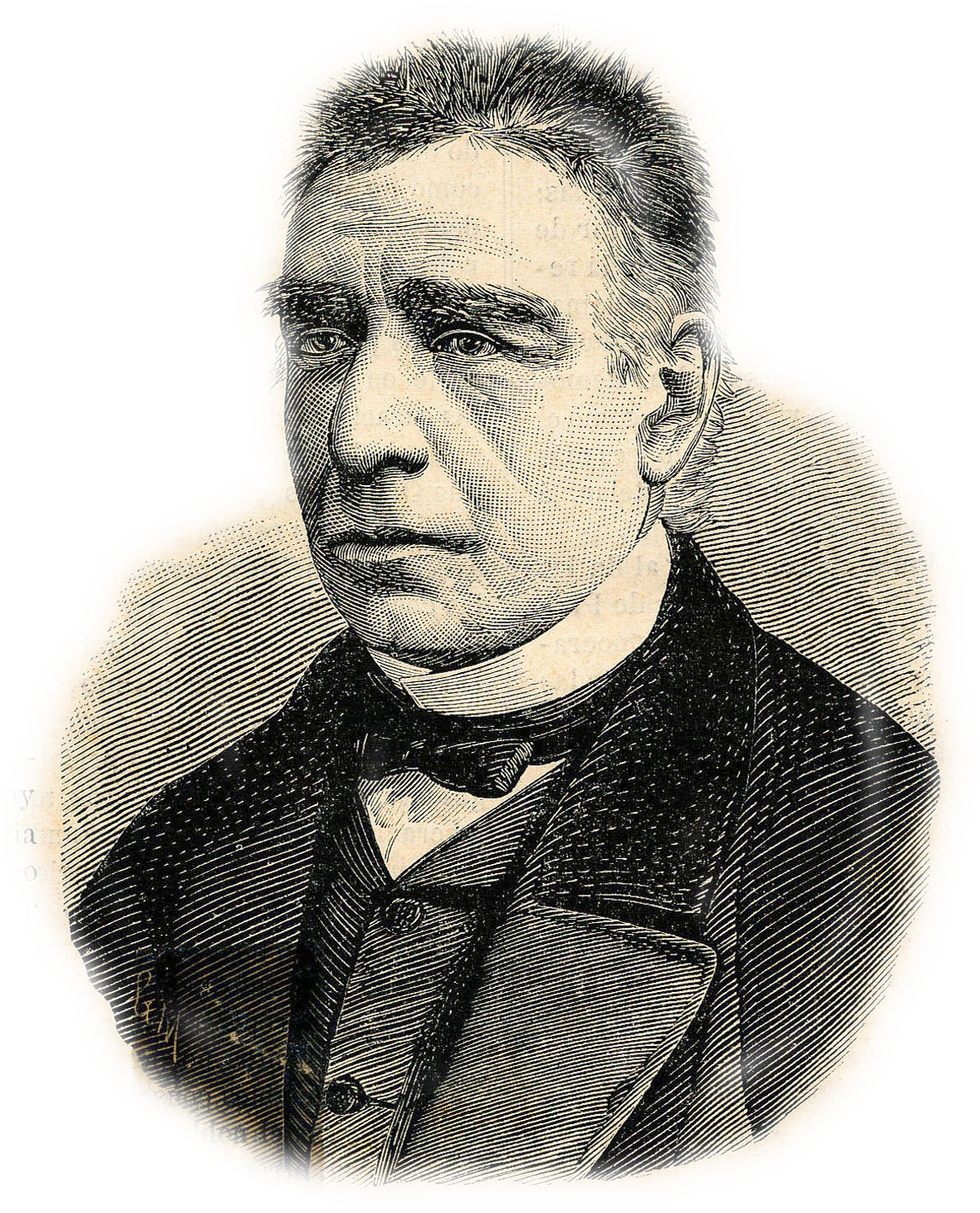
José María Orense, líder de la fracción demócrata del Partido Progresista de la que surgirá el Partido Demócrata en 1849.

Al mismo tiempo se formó una fracción demócrata en el seno del Partido Progresista. La primera prueba de su existencia se sitúa en 1847 con la publicación por el diputado José María Orense de un folleto titulado ¿Qué hará en el poder el partido progresista? en el que propugna un programa político que incluye reivindicaciones populares como la abolición de las quintas y el reconocimiento del derecho de asociación sin restricciones, la libertad completa de imprenta y, sobre todo, el sufragio universal, propuestas que iban mucho allá del programa tradicional del partido. Orense ya había defendido con motivo del debate de la Constitución de 1845 «los principios y aspiraciones básicos del programa democrático que los republicanos tendrían durante mucho tiempo como su fe de bautismo político, aunque Orense tardó años en hacer reconocimiento público de republicanismo». Otra prueba de la existencia de la fracción demócrata entre los progresistas fue la aparición del diario El Siglo. Periódico progresista constitucional, en cuyo primer número publicado el 5 de diciembre de 1847 se decía que la democracia es «nuestro objeto, porque ella es el último término político de la civilización moderna».
La aparición del sector disidente democrático, aunque entre sus miembros había discrepancias, planteó un debate en el seno del partido progresista. Se reunieron entonces sus dirigentes, encabezados por el presidente del grupo parlamentario Manuel Cortina y por Juan Álvarez Mendizábal y Salustiano de Olózaga, con los demócratas José María Orense, Nicolás María Rivero y José Ordax Avecilla. Cortina afirmó la lealtad del partido con la Monarquía Constitucional, aunque los progresistas continuaban rechazando la Constitución de 1845 aprobada a la medida del Partido Moderado, y descartó la propuesta de la implantación inmediata del sufragio universal, que habría que dejar para más adelante cuando el pueblo hubiera alcanzado el nivel de educación y de bienestar que hicieran posible su participación política directa.
Por otro lado, por esos mismos años surgió un grupo muy influido por el socialismo utópico (Henri de Saint-Simon, Charles Fourier) y por el republicanismo socializante francés, también llamado «socialismo jacobino» (y cuyo principal representante sería Louis Blanc), este último defensor del «derecho al trabajo» (la sociedad debía garantizar a cada persona una ocupación acorde con sus facultades y sus necesidades, para lo que era necesario cambiar las condiciones de las relaciones entre capital y trabajo). El líder indiscutible de este grupo fue el joven gaditano autodidacta Fernando Garrido que llegó a Madrid en 1846 (por esas mimas fechas también llegó a la capital el catalán Francisco Pi y Margall) decidido a propagar el ideario fourierista (introducido en España por Joaquín Abreu). Entre marzo de 1847 y mayo de 1848 Garrido editó dos periódicos de corta vida y escasa difusión: La Atracción y La Organización del Trabajo. En sus páginas, en las que también colaboró Sixto Cámara, Garrido defendió la idea de la «democracia pacífica» propugnada por los seguidores de Fourier. Un año antes había salido a la calle en Barcelona La Fraternidad el órgano de los seguidores catalanes del socialista utópico francés Etienne Cabet.

### El Partido Demócrata (1849-1868)

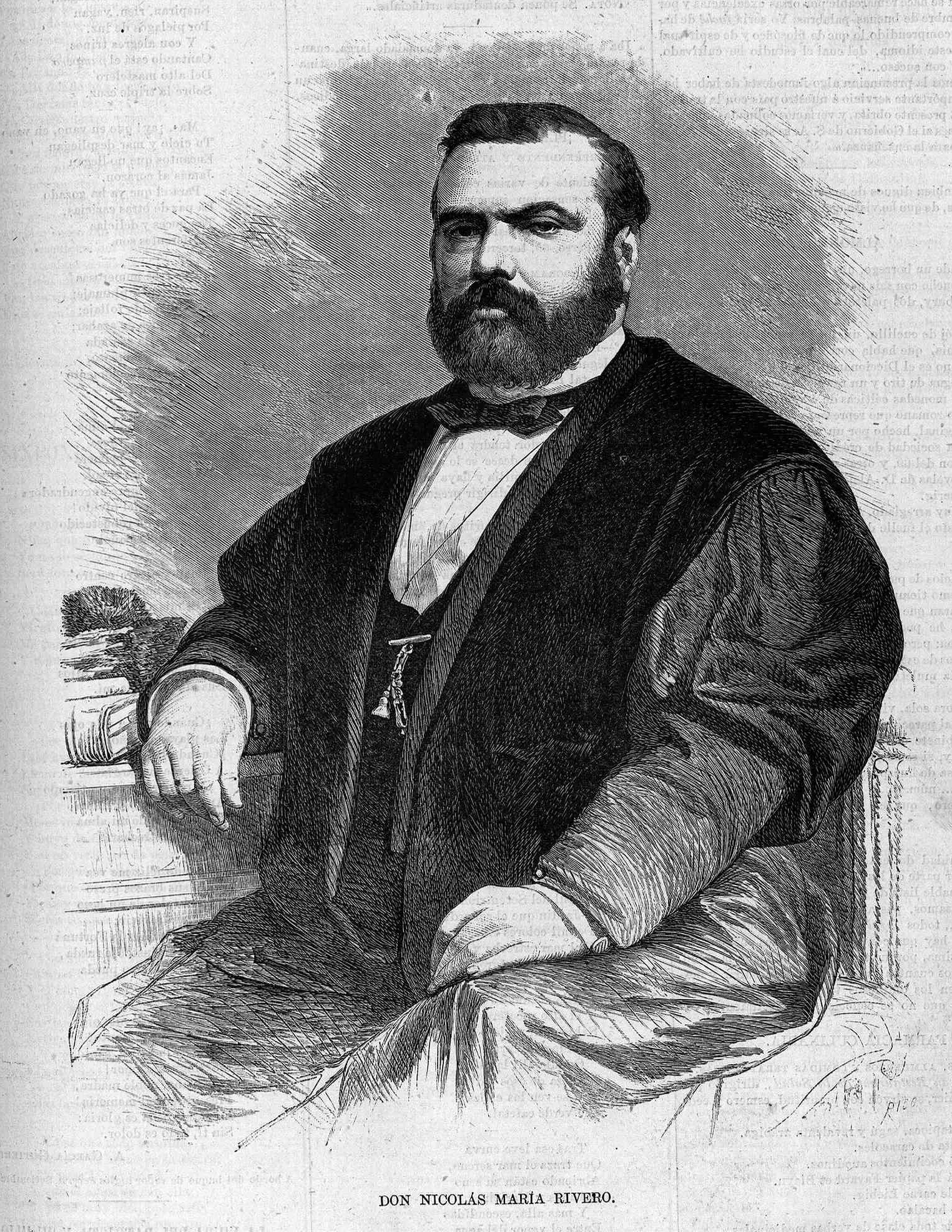
Nicolás María Rivero fue uno de los fundadores del Partido Demócrata y director de su órgano de prensa La Discusión.

El debate en el seno del Partido Progresista fue interrumpido por el estallido de la Revolución de 1848 en Francia y en toda Europa, que cada parte interpretó de acuerdo a sus convicciones. Para el sector demócrata, la caída de la Monarquía y la proclamación de la República en Francia reforzaba su propuesta, lo que les hizo decantarse claramente por la forma de gobierno republicana, mientras que para los progresistas los desórdenes y las revueltas les confirmaron su idea de que la extensión del sufragio universal debía hacerse poco a poco. Tras el verano el debate se reanudó con el resultado del triunfo de las posiciones progresistas "históricas" por lo que el sector demócrata decidió hacer público el «manifiesto de la fracción progresista democrática» —lo redactó José Ordax Avecilla con aportaciones de Nicolás María Rivero, Manuel Aguilar y Aniceto Puig— que se considera el manifiesto fundacional del Partido Demócrata. Lo publicó el diario El Siglo, el 8 de abril de 1849. En él se defendían el sufragio universal, los derechos de reunión y de asociación, la existencia de una única Cámara en representación de la soberanía nacional y la intervención del Estado para reducir las desigualdades sociales, con instrucción pública, asistencia social y un sistema fiscal más justo. Según Ángel Duarte, «el programa del partido, publicado en abril, es cualquier cosa menos republicano. Se reconocen como datos axiomáticos la familia, la unidad nacional, la religión católica e incluso el trono de Isabel II. Los principios no son, pues, republicanos, pero las aspiraciones en materia educativa, fiscal, militar o de derechos son tan ambiciosas que rayan en lo republicano».
En los años 1850 se define la ideología del Partido Demócrata gracias al trabajo intelectual de José Ordax Avecilla, Calixto Bernal, Rafael María Baralt, Nemesio Fernández Cuesta, José María Orense, Fernando Garrido —que en 1855 publica La República democrática federal universal con prólogo de Emilio Castelar— y Francisco Pi y Margall —que a finales de 1854 publica La Reacción y la Revolución— y de la actividad del diario La Discusión de Madrid, dirigido por Nicolás María Rivero. Así, el partido se declara abiertamente a favor del republicanismo, que, según Jorge Vilches siguiendo a Demetrio Castro Alfín, no significaba «sólo la predilección por la República, sino toda una concepción del orden político basada en la democratización de la vida pública por la universalización del sufragio, la eliminación del privilegio social, la atenuación de las diferencias, la racionalización y la laicización de la vida intelectual y moral partiendo de la escuela primaria».

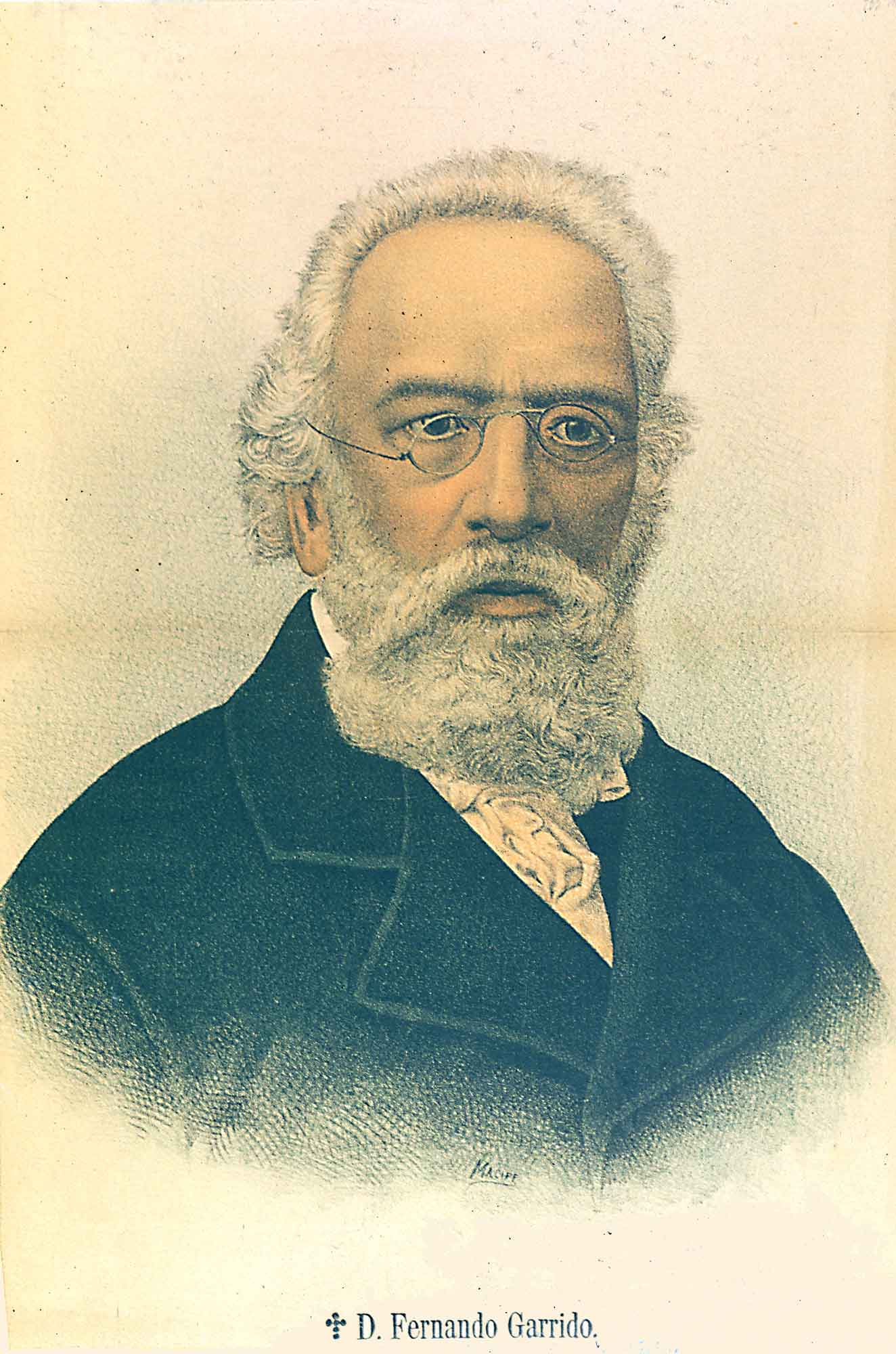
El fourierista Fernando Garrido fue la figura más destacada del sector «socialista» del Partido Demócrata. Mantuvo un importante debate con el «individualista» José María Orense.

La decisión del Partido Progresista de optar por el retraimiento en las elecciones de 1863, convocadas tras la caída del gobierno de la Unión Liberal del general Leopoldo O'Donnell abrió un debate en el seno del partido sobre si se debía colaborar con ellos. La postura del acercamiento a los progresistas mediante la «abstención» en las elecciones fue defendida por Emilio Castelar frente a Nicolás María Rivero que propugnaba la participación en las mismas. La ruptura entre ambos políticos se consumó cuando Castelar abandonó la redacción del periódico La Discusión que dirigía Rivero para fundar en enero de 1864 su propio periódico llamado La Democracia. Finalmente triunfó la propuesta de Castelar, apoyado por Eugenio García Ruiz y comenzaron las actividades conjuntas con los progresistas. La fiesta del 2 de mayo de 1864 fue el primer acto organizado por los dos partidos, lo que se repitió dos días después con motivo del entierro de las cenizas del diputado liberal de las Cortes de Cádiz Diego Muñoz-Torrero.
El acercamiento a los progresistas fue favorecido por el resultado de los dos debates internos que gran importancia para el futuro del partido que tuvieron lugar en esos años 1860. El primero fue el que mantuvieron Fernando Garrido y José María Orense sobre la relación entre el socialismo y el republicanismo y el segundo, que fue el que tuvo mayor trascendencia, el que enfrentó el federalismo «pactista» de Francisco Pi y Margall, «fundado sobre la idea de la emancipación política y social del cuarto estado, las clases trabajadoras, mediante la democracia, la división federal del poder público y las asociaciones obreras, como conjunto garante de la libertad», al liberalismo democrático de Emilio Castelar, lo que dará lugar a que en su seno existan dos proyectos políticos distintos cuyas diferencias se harán patentes tras la Revolución de 1868. «Del grupo castelarino salió el acuerdo con los progresistas en 1865 [y] el Pacto de Ostende de 1866».
Aunque «el debate sobre federación, socialismo y democracia permitió que, mediada la década de los sesenta, el proyecto republicano fuese un hecho», aquel se «cerró en falso» —«la mayor parte de los consensos alcanzados reflejan un equilibrio precario entre las distintas voces republicanas»—, por lo que «el republicanismo de la víspera de 1868 es poliforme. En su interior compiten perspectivas encontradas».

## Sexenio Democrático (1868-1874)
El entendimiento con los progresistas llevó a los demócratas a participar en las conspiraciones encabezadas por el general Prim lo que provocó la ilegalización del partido decretada en 1866 por el gobierno moderado del general Narváez. Ese mismo año demócratas y progresistas firmaban el Pacto de Ostende para llevar a término la Revolución de 1868. Como ha destacado Ángel Duarte, «la circunstancia abierta en septiembre de 1868 [«la reina Isabel II expulsada, la dinastía de los Borbones proscrita; un proceso constituyente abierto»] posibilitó la presencia republicana en la arena pública. Su papel durante las jornadas revolucionarias fue decisivo en lo relativo a la participación popular. En libertad, el republicanismo abandona la clandestinidad».

### La refundación del Partido Demócrata: el Partido Republicano Democrático Federal
Cuando tras el triunfo de La Gloriosa el Gobierno Provisional de 1868-1871 se manifestó en favor de la Monarquía, se acrecentó el debate en el seno del Partido Demócrata sobre la compatibilidad de la monarquía con la democracia y sobre la «accidentalidad» de las formas de gobierno. La mayoría de los demócratas encabezados por José María Orense, Francisco Pi y Margall, Estanislao Figueras, Nicolás Salmerón y Emilio Castelar defendieron la República por lo que se refundó el partido bajo el nombre de Partido Republicano Democrático Federal, mientras que la minoría encabezada por Nicolás María Rivero, Cristino Martos y Manuel Becerra y Bermúdez defendió que lo fundamental era el reconocimiento del sufragio universal (masculino) y de los derechos y libertades individuales y no la forma de gobierno a la que consideraban «accidental». Esta minoría de demócratas que aprobaron la monarquía fueron llamados «cimbrios». A mediados de octubre de 1868 el Partido Demócrata había celebrado un importante mitin en Madrid, presidido por el veterano dirigente José María Orense, en el que se había establecido por aclamación que «la forma de gobierno de la democracia no podía ser otra que la República Federal».

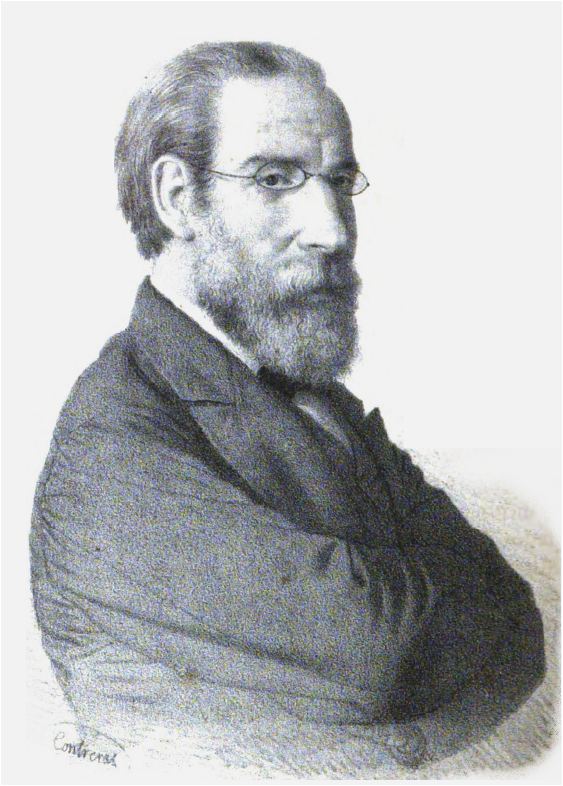
Francisco Pi y Margall, fue el líder más destacado del Partido Republicano Democrático Federal y su principal ideólogo. Ostentó la presidencia del Poder Ejecutivo de la Primera República española entre junio y julio de 1873.

La dirección en Madrid del Partido Republicano Democrático Federal había acordado «aplazar la cuestión social para hasta después de implantada la república», pero pronto se vio desbordada por la presión de las organizaciones «intransigentes» de las provincias que se oponían a la actitud «transigente» o «benévola» de la minoría republicana en el Congreso de los Diputados, y que a su vez estaban presionadas por las clases populares, especialmente a causa de que no solo se había incumplido la promesa de la supresión de las quintas, sino que el gobierno provisional había decretado una nueva de 25 000 hombres para hacer frente a la insurrección cubana —a la que seguiría otra de 40 000 en abril de 1870—. Así, viendo la actitud «benévola» de los dirigentes de Madrid, los comités provinciales empezaron a firmar pactos regionales de asociación para construir la República federal «desde abajo» siguiendo el modelo del Pacto de Tortosa firmado el 18 de mayo de 1869 entre los territorios de la antigua Corona de Aragón. Así, también se firmaron pactos en Córdoba (entre andaluces, extremeños y murcianos), Valladolid (donde nació el Pacto Federal Castellano), Santiago de Compostela y Éibar. El proceso culminó con la firma en Madrid el 30 de junio de 1869 de un «Pacto Nacional» o «Pacto General» que agrupaba los diversos pactos y creaba el «Consejo Federal», que hizo público un manifiesto reivindicando la República Democrática Federal.
El 27 de septiembre de 1869 el comité republicano federal de Barcelona hizo un llamamiento a la insurrección que fue seguida en toda Cataluña, y fuera de ella, en algunos lugares de Aragón, en Béjar, en Orense, en Murcia, en Alicante, en Valencia y en diversos puntos de Andalucía —dirigidos aquí por Fermín Salvochea y José Paúl y Angulo—. Como no contaban con armas ni recursos, la insurrección fue fácilmente aplastada por el ejército, pero rebrotó de nuevo cuando se anunció una nueva quinta, cuyo sorteo se iba a realizar en abril de 1870, en los barrios obreros de Barcelona, como Gracia, en Sevilla y en Málaga, fracasando de nuevo. Sin embargo, la conflictividad se mantuvo en Andalucía en forma de actividades de bandidaje sobre tierras comunales que habían sido «arrebatadas» a los pueblos en la Desamortización de Madoz.
Los republicanos se oponían a cualquier tipo de monarquía y continuaban defendiendo la República Federal, algo que veían a su alcance tras la caída del Segundo Imperio en Francia. Pero en el Partido Republicano Federal convivían bajo «el manto mítico de la República» diversos proyectos políticos, desde los defensores a ultranza del derecho de propiedad hasta «socialistas», y desde los que propugnaban la república «unitaria» —un sector muy minoritario— hasta los que defendían el Estado Federal, siguiendo el modelo de Estados Unidos y de Suiza, que constituían el sector mayoritario, con Francisco Pi y Margall y Nicolás Salmerón a su frente. También, como en el carlismo, existía la oposición entre los partidarios de la «vía legal», que no rehusaban la colaboración con los radicales de Manuel Ruiz Zorrilla, frente a los que se decantaban por la «vía insurreccional».

### La Primera República española

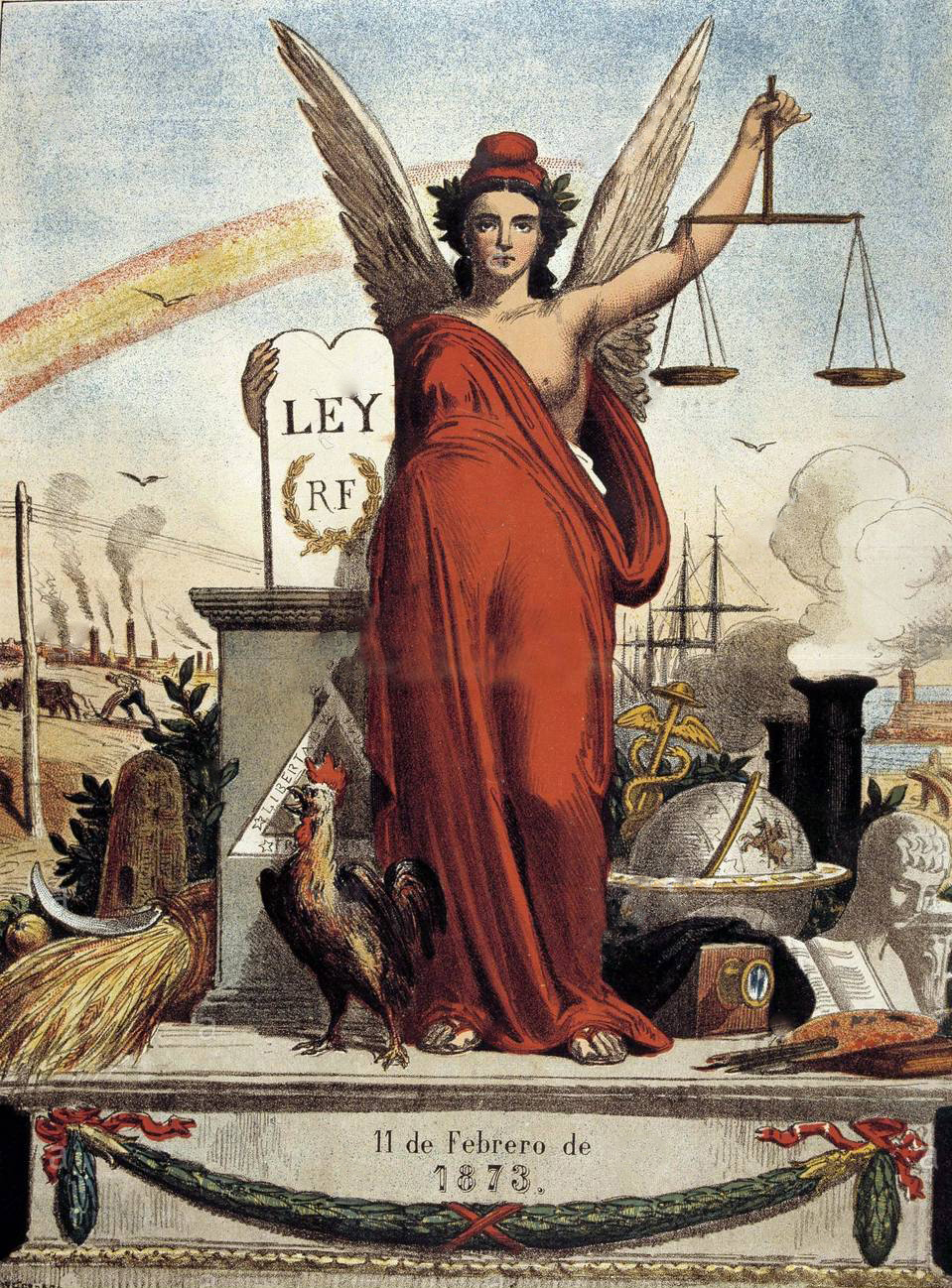
Dibujo alegórico de Tomás Padró publicado en La Flaca el 6 de marzo de 1873 que representa a la República recién proclamada —la fecha del 11 de febrero de 1873 aparece en el pedestal— como una matrona vestida con túnica clásica y el gorro frigio de la libertad. Levanta en su mano izquierda la balanza de la justicia y en la derecha sostiene las tablas de la ley en las que aparece el acrónimo "R. F." rodeado de una corona de laurel. Junta a ella el gallo que representa la tradición republicana francesa y el triángulo de la equidad con el lema "Libertad, Igualdad, Fraternidad". En los laterales y al fondo fondo varios elementos que representan el progreso, la ciencia, las artes, el comercio y el trabajo. En el cielo se dibuja la bandera de España en forma de arco iris.

#### Proclamación de la República y gobierno de Figueras

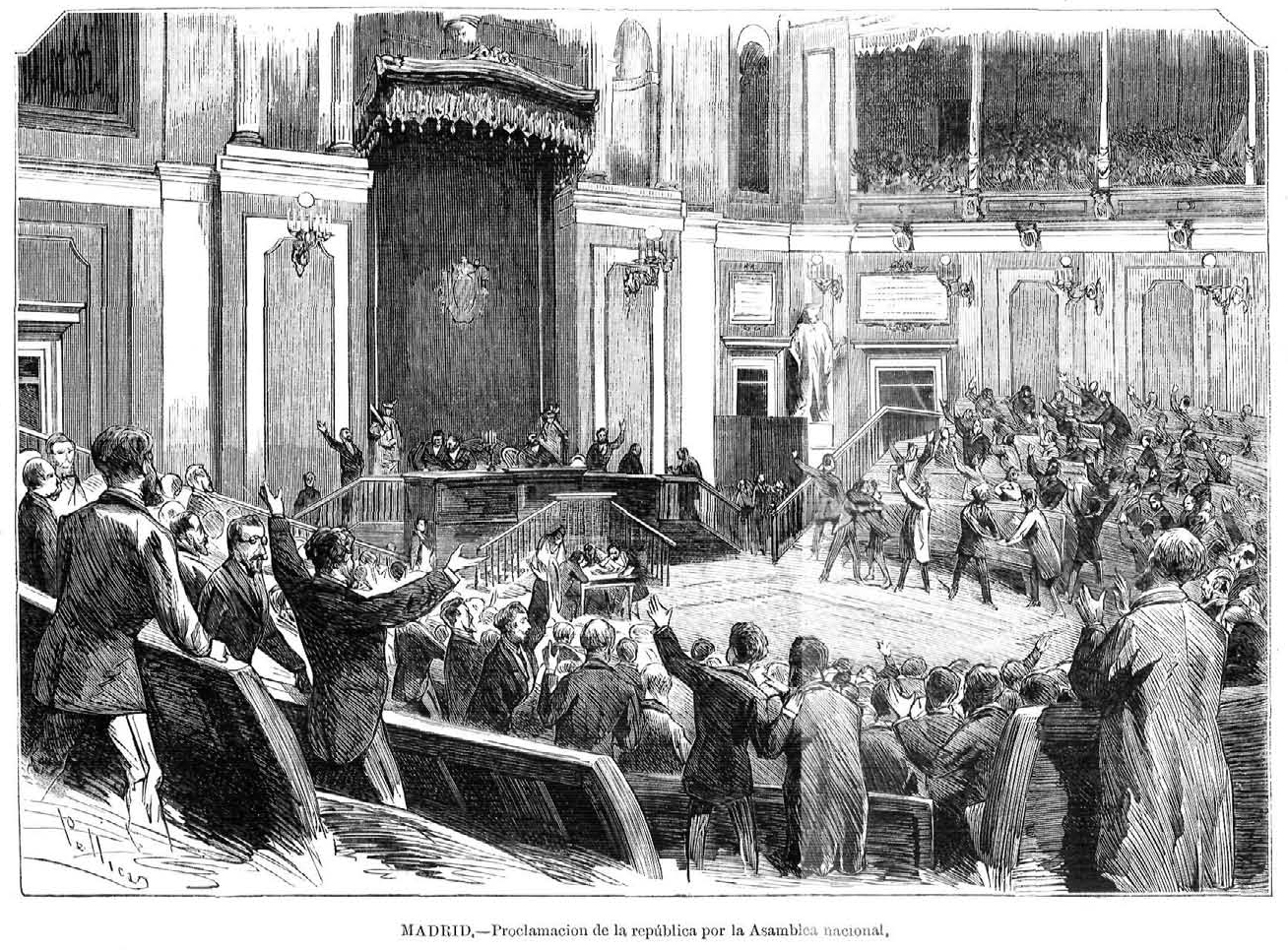
Grabado de la proclamación de la República por la Asamblea Nacional, en La Ilustración Española y Americana, 16 de febrero de 1873.

El 11 de febrero de 1873, al día siguiente de la abdicación del rey Amadeo I, cuyo reinado sólo había durado dos años, el Congreso y el Senado, constituidos en Asamblea Nacional, proclamaron la República por 258 votos contra 32:

La Asamblea Nacional reasume todos los poderes y declara la República como forma de gobierno de España, dejando a las Cortes Constituyentes la organización de esta forma de gobierno. Se elegirá por nombramiento directo de las Cortes un poder ejecutivo, que será amovible y responsable ante las mismas Cortes.

Tras un receso de tres horas, volvieron a reunirse las Cámaras para nombrar presidente del Poder Ejecutivo al republicano federal Estanislao Figueras, quien estaría al frente de un Gobierno pactado entre los radicales y los republicanos federales, e integrado por tres republicanos —Emilio Castelar en Estado, Francisco Pi y Margall en Gobernación y Nicolás Salmerón en Gracia y Justicia— y cinco radicales —José Echegaray en Hacienda, Manuel Becerra y Bermúdez en Fomento, Francisco Salmerón en Ultramar, el general Fernando Fernández de Córdoba en Guerra y el almirante José María Beránger en Marina—. Cristino Martos fue elegido presidente de la autoproclamada Asamblea Nacional —«el verdadero poder en una situación de Convención»— por 222 votos, frente a los 20 que reunió Nicolás María Rivero.

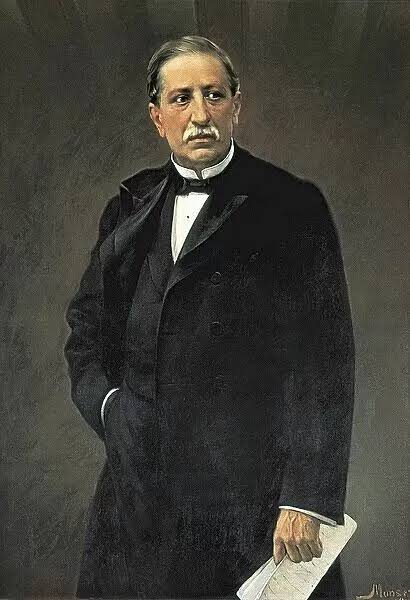
Estanislao Figueras fue el primer presidente del Poder Ejecutivo de la Primera República española.

Como ha destacado Ángel Duarte, la tarea de Figueras «no fue fácil. La República nacía en los momentos de mayor intensidad de las guerras cubana y carlista; en medio de un ciclo de protestas obreras y campesinas y con un déficit presupuestario que limitaba su capacidad operativa».
Las elecciones a Cortes Constituyentes, que debían reunirse el 1 de junio en Madrid, habían sido convocadas por una ley de 11 de marzo de 1873 en la que la edad para votar se había rebajado de los 25 a los 21 años, lo que suponía pasar de cuatro millones de electores a cuatro millones y medio. Los comicios tuvieron lugar los días 10, 11, 12 y 13 de mayo, obteniendo los republicanos federales 343 escaños, y el resto de fuerzas políticas, 31. Así pues, la representatividad resultante de estas elecciones fue muy limitada a causa del retraimiento de la totalidad de las fuerzas de oposición política —radicales, constitucionales, carlistas (en guerra desde 1872), monárquicos alfonsinos de Cánovas del Castillo, republicanos unitarios e incluso las incipientes organizaciones obreras adscritas a la Internacional—. Con un porcentaje del 60 % de abstención, fueron los comicios con la participación más baja de la historia de España. En Cataluña, solo votó el 25 % del electorado; en Madrid, el 28 %. Como señaló el republicano Nicolás Estévanez, «España distaba mucho de ser republicana».
La aplastante mayoría de que gozaban los republicanos federales en las Cortes Constituyentes era, sin embargo, engañosa porque en realidad sus diputados estaban divididos en tres o cuatro grupos según los autores (existía además un grupo integrado por unos 20 diputados monárquicos y republicanos unitarios que constituían la extrema derecha de la Cámara; entre ellos se encontraban Antonio de los Ríos Rosas, Francisco Romero Robledo y Manuel Becerra y Bermúdez):
- Los «intransigentes» («jacobino-socialistas», los llama Román Miguel González) con unos 50 o 60 diputados formaban la extrema izquierda de la Cámara ―y ese era el lugar físico donde se sentaban―. Propugnaban que las Cortes se declararan en Convención, asumiendo todos los poderes del Estado ―el legislativo, el ejecutivo y el judicial― para construir la República Federal «de abajo arriba», desde el municipio a los cantones y desde éstos al poder federal. También defendían la introducción de reformas sociales que mejoraran las condiciones de vida del «cuarto estado». Este sector de los republicanos federales no tenía un líder claro, aunque reconocían como su «patriarca» a José María Orense, el viejo marqués de Albaida. Destacaban dentro de él Nicolás Estévanez, el general Juan Contreras, o los escritores Roque Barcia y Manuel Fernández Herrero. Antes de las elecciones ya habían creado el Centro Revolucionario Federal que después pasó a llamarse Centro Republicano Federal Español. Su principal órgano de prensa era La Justicia Federal. Román Miguel González ha destacado que el liderazgo del grupo recayó «en personajes cada vez más demagogos: Casalduero, Barcia, el general Contreras…».[67] Según Manuel Suárez Cortina, los intransigentes eran «portadores de una cultura política pre moderna, de defensa comunitaria y componentes neocarbonarios».[68]

- Los «centristas» («demosocialistas», los llama Román Miguel González) con unos 60 diputados liderados por Francisco Pi y Margall (por lo que en ocasiones también eran llamados «pimargallianos»), constituían el centro-izquierda de la Cámara. Coincidían con los «intransigentes» (o «jacobino-socialistas») en que el objetivo era construir una república federal «de abajo arriba», pero que, dado que no se había alcanzado el poder mediante una revolución, había que hacerlo «de arriba abajo», es decir, primero había que elaboran la Constitución federal y luego proceder a la formación de los cantones o Estados federados. Dentro de los «demosocialistas» existía un pequeño grupo situado más a la izquierda que intentaba acercar posiciones con los «intransigentes» (o «jacobino-socialistas) y que estaba encabezado por Ramón de Cala, Eduardo Benot y Francisco Díaz Quintero. Paralelamente existía otro grupo situado más a la derecha que proponía el acercamiento a los «demoliberales reformistas» de Nicolás Salmerón y que estaba encabezado por José Cristóbal Sorní y Juan Manuel Cabello de la Vega.

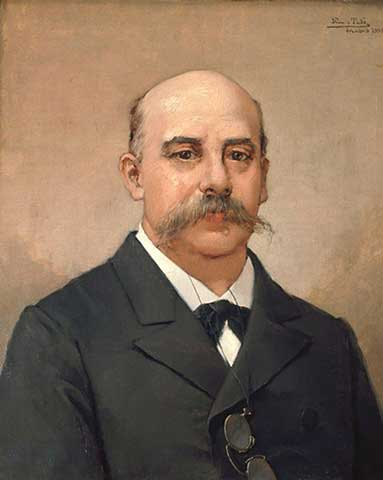
Emilio Castelar fue el líder de los «demoliberales reformistas». Fue el cuarto presidente del Poder Ejecutivo de la Primera República española.

- Los «demoliberales reformistas» (según la categorización de Román Miguel González), integrados por unos 40 o 50 diputados liderados por el «demokrausista» Nicolás Salmerón (Jorge Vilches los encuadra dentro de los «moderados», la derecha de la Cámara, en los que también incluye al grupo de Emilio Castelar). Estos «demoliberales con tendencias reformistas» («de fuertes componentes sociales»)[68] constituían el centro-derecha de la Cámara y en su seno destacaban los también «demokrausistas», como Salmerón, Manuel Pedregal y Cañedo, Eduardo Palanca y Eduardo Chao. Coincidían con los pimargallianos en que la prioridad de las Cortes era aprobar la nueva Constitución ―rechazando, al igual que ellos, convertirlas en una Convención como demandaban los «intransigentes»― y se diferenciaban de los «demoliberales individualistas» de Castelar en que en el nuevo régimen solo cabrían los republicanos «viejos».

- Los «demoliberales individualistas» (en la terminología de Román Miguel González), integrados por unos 50 o 60 diputados y cuyo líder indiscutible era Emilio Castelar. Constituían la derecha de la Cámara y a veces recibían el apoyo de la extrema derecha (monárquica y republicana unitaria), entre otras razones porque los «demoliberales individualistas» eran partidarios de la conciliación con los radicales y con los constitucionales para incluirlos en el nuevo régimen. Junto a Castelar destacaban Eleuterio Maisonnave, Buenaventura Abárzuza Ferrer y Miguel Morayta y Sagrario.

#### La República Federal
El 1 de junio de 1873 se abrió la primera sesión de las Cortes Constituyentes bajo la presidencia del veterano republicano José María Orense, y comenzó la presentación de propuestas. El 8 de junio se aprobó la suscrita por siete diputados que decía:

Artículo único. La forma de gobierno de la Nación española es la República democrática federal.

Tras la «huida» a París de Figueras, Francisco Pi y Margall fue elegido el 11 de junio por las Cortes presidente del Poder Ejecutivo de la República, continuando también al frente del ministerio de la Gobernación.

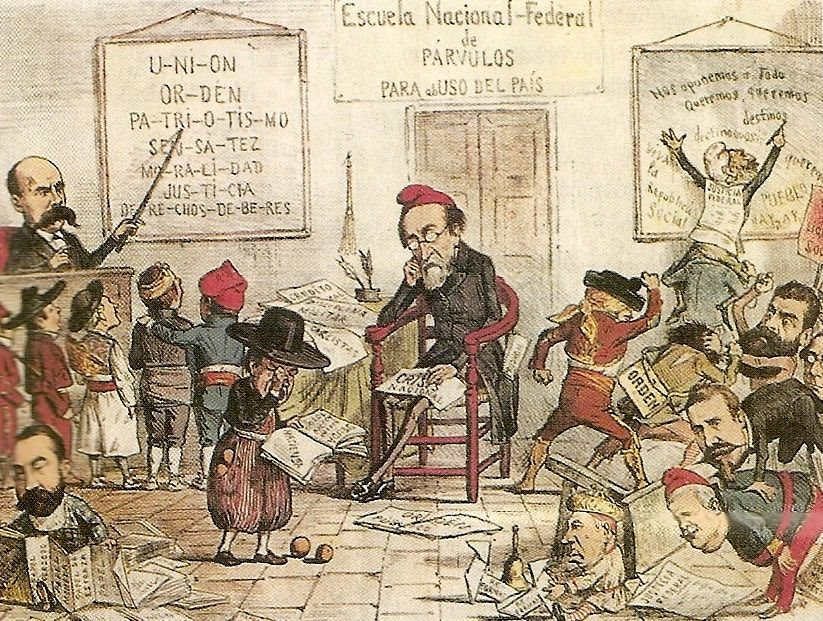
Caricatura de la revista satírica La Flaca en la que aparece en el centro un Pi y Margall medio dormido desbordado por el cantonalismo, representado por figuras infantiles ataviadas con los distintos trajes regionales. En cambio a su derecha Emilio Castelar consigue imponer el orden señalando con un puntero los valores por los que se deben regir: UNIDAD, ORDEN, PATRIOTISMO, MORALIDAD... En la esquina inferior izquierda un Nicolás Salmerón ensimismado permanece ajeno a lo que está sucediendo.

La respuesta de los «intransigentes», identificados como «centro reformista», a la asunción de poderes excepcionales por parte del Gobierno de Pi y Margall y al bando del gobernador civil de Madrid que limitaba las garantías de los derechos individuales fue abandonar las Cortes el 1 de julio. En el Manifiesto que hicieron público al día siguiente mostraron su determinación «de plantear inmediatamente las reformas que habían venido sosteniendo el Partido Republicano en su incansable propaganda» justificada porque a su juicio

separadamente el Gobierno de la República y la mayoría han emprendido en sus últimas determinaciones una marcha funesta, han destruido de un solo golpe el edificio de nuestra propaganda y rasgado la bandera de la libertad y justicia, a cuyo nombre hemos combatido contra tantas reacciones, y no era digno del centro reformista sancionar con su presencia propósitos que, aunque fueran honrados, son de seguro, ciegos, trastornadores y liberticidas.

Tras el abandono de las Cortes por los «intransigentes» —que llegaron a considerarse como «los únicos federales genuinos»— el Comité de Salud Pública, creado por ellos y presidido por Roque Barcia, hizo un llamamiento a la inmediata y directa formación de cantones. Sin embargo, el llamamiento insurreccional no fue secundado —excepto en Cartagena, cuyo cantón fue proclamado el 12 de julio— «ya que fue contenido rápidamente por Pi y Margall».

Focos de la sublevación cantonal (sobre las fronteras autonómicas actuales). Aunque aparecen en el mapa, en las localidades de Toro, Jumilla, Loja, y Jerez de la Frontera no está documentado que allí se proclamaran cantones. En Écija el cantón no llegó a proclamarse por la rápida intervención del capitán general Domingo Ripoll. En el caso de Alcoy, no fue una insurrección cantonal, sino una insurrección obrera «internacionalista» dirigida por la FRE-AIT. Faltarían en el mapa las localidades de Arjona y Linares, donde sí se proclamaron cantones.

El 15 de julio Pi y Margall pidió a las Cortes que se discutiera y aprobara rápidamente la nueva Constitución para así frenar la extensión de la rebelión cantonal. Dos días después, el 17 de julio, se dio lectura al Proyecto de Constitución Federal de la República Española que había redactado Emilio Castelar. Ante el acoso al que estaba siendo sometido dentro incluso de su propio gobierno, Pi y Margall intentó formar uno nuevo que agrupara a todos los sectores de la Cámara, incluido el formado por diputados «intransigentes» no implicados en la insurrección de Cartagena y que habían vuelto a la Cámara rompiendo el retraimiento, para lo que pidió el voto de confianza, pero el resultado le fue adverso al obtener el apoyo de solo 93 diputados, frente a los 119 que obtuvo el «demoliberal reformista» Nicolás Salmerón. Lo que había sucedido era que como la política de Pi y Margall de «persuasión y represión» no había conseguido detener la rebelión de Cartagena, el sector «moderado» ―contando también con el apoyo de la extrema derecha no republicana federal― había votado a favor de Nicolás Salmerón. Al día siguiente Pi y Margall dimitió, tras 37 días de mandato.
Tras la caída de Pi y Margall la rebelión cantonal se extendió fuera de Cartagena porque muchos republicanos federales, no sólo los «intransigentes», pensaron que con Nicolás Salmerón al frente del gobierno sería imposible ni siquiera alcanzar la República Federal «desde arriba». Así, el movimiento cantonal se generalizó a partir del 19 de julio por las regiones de Andalucía, de Murcia y de Valencia, y por algunas localidades de Castilla y de León, lo que añadido al conflicto carlista, supuso que en treinta y dos provincias hubiese focos rebeldes que «alzaban bandera de insurrección».
El 7 de septiembre de 1873 Salmerón dimitió y Emilio Castelar fue elegido presidente del Poder Ejecutivo, contando con el apoyo de aquél que pasó a presidir las Cortes. Pero tres meses después se produjo la ruptura entre Castelar y Salmerón lo que ponía en peligro la continuidad del gobierno del primero, por lo que Cristino Martos, líder de los radicales, y el general Serrano, líder de los constitucionales, acordaron llevar a cabo un golpe de fuerza para evitar que Castelar fuera reemplazado al frente del Poder Ejecutivo por un voto de censura que previsiblemente iban a presentar Salmerón y Pi y Margall, su nuevo aliado, en cuanto volvieran a abrirse las Cortes el 2 de enero de 1874. El militar que iba a encabezarlo era Manuel Pavía, capitán general de Castilla la Nueva, que incluía Madrid.

#### El golpe de Pavía y la República unitaria (la «dictadura de Serrano»)
Hacia las cinco de la madrugada del 3 de enero se votó la cuestión de confianza al gobierno de Castelar presentada por varios diputados de la derecha, en la que este salió derrotado por 100 votos a favor y 120 en contra, lo que le obligó a presentar la dimisión. Se hizo un receso durante el cual Pi y Margall, Salmerón y Figueras, junto con otros dos diputados, se reunieron para acordar quién iba a presidir el gobierno. El designado fue el «centrista» Eduardo Palanca y en la reunión también pactaron el reparto de los ministerios. En aquellos momentos el diputado constitucional Fernando León y Castillo ya había hecho llegar el resultado de la votación adverso para Castelar al general Pavía, que se encontraba al frente de sus tropas desplegadas por la capital.

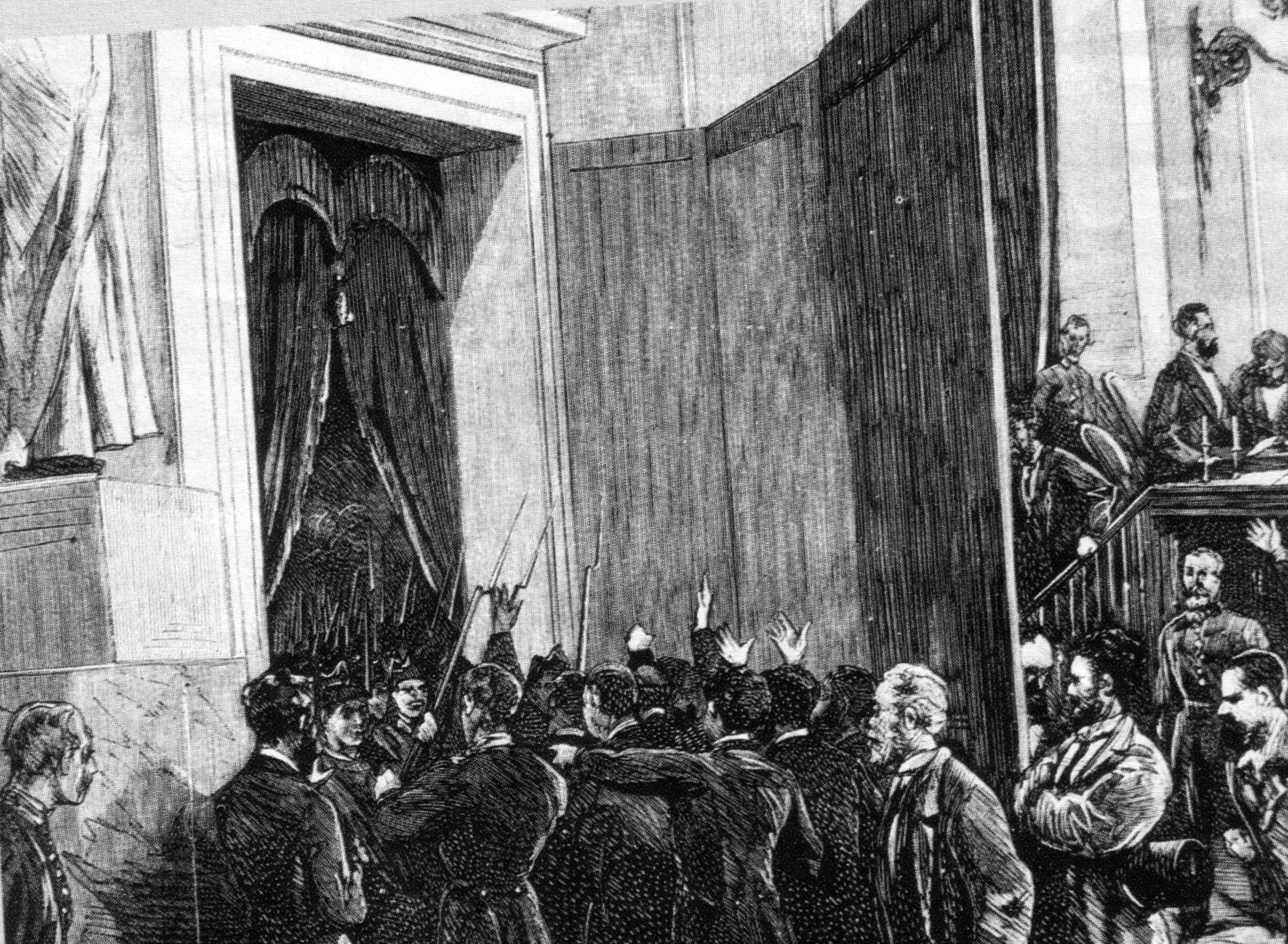
Entrada de las tropas de Manuel Pavía en el Congreso de los Diputados el 3 de enero de 1874.

A las siete menos cinco de la mañana se reanudó la sesión y cuando se estaba iniciando la votación de investidura del nuevo gobierno se supo que las tropas Pavía habían rodeado el edificio del Congreso y el propio general se encontraba en la plaza frente al edificio. Dos ayudantes suyos le entregaron una nota a Salmerón, presidente de las Cortes, que decía: «Desaloje el local». Le dieron cinco minutos de plazo para cumplirla. Salmerón les dijo que le comunicaran a Pavía que estaba atentando contra la soberanía nacional y contra la República y «que el tribunal del pueblo será inexorable contra el autor de semejante crimen». Salmerón informó a los diputados lo que estaba sucediendo, a lo que estos respondieron con vivas a la soberanía nacional y mueras a los traidores y a Pavía.

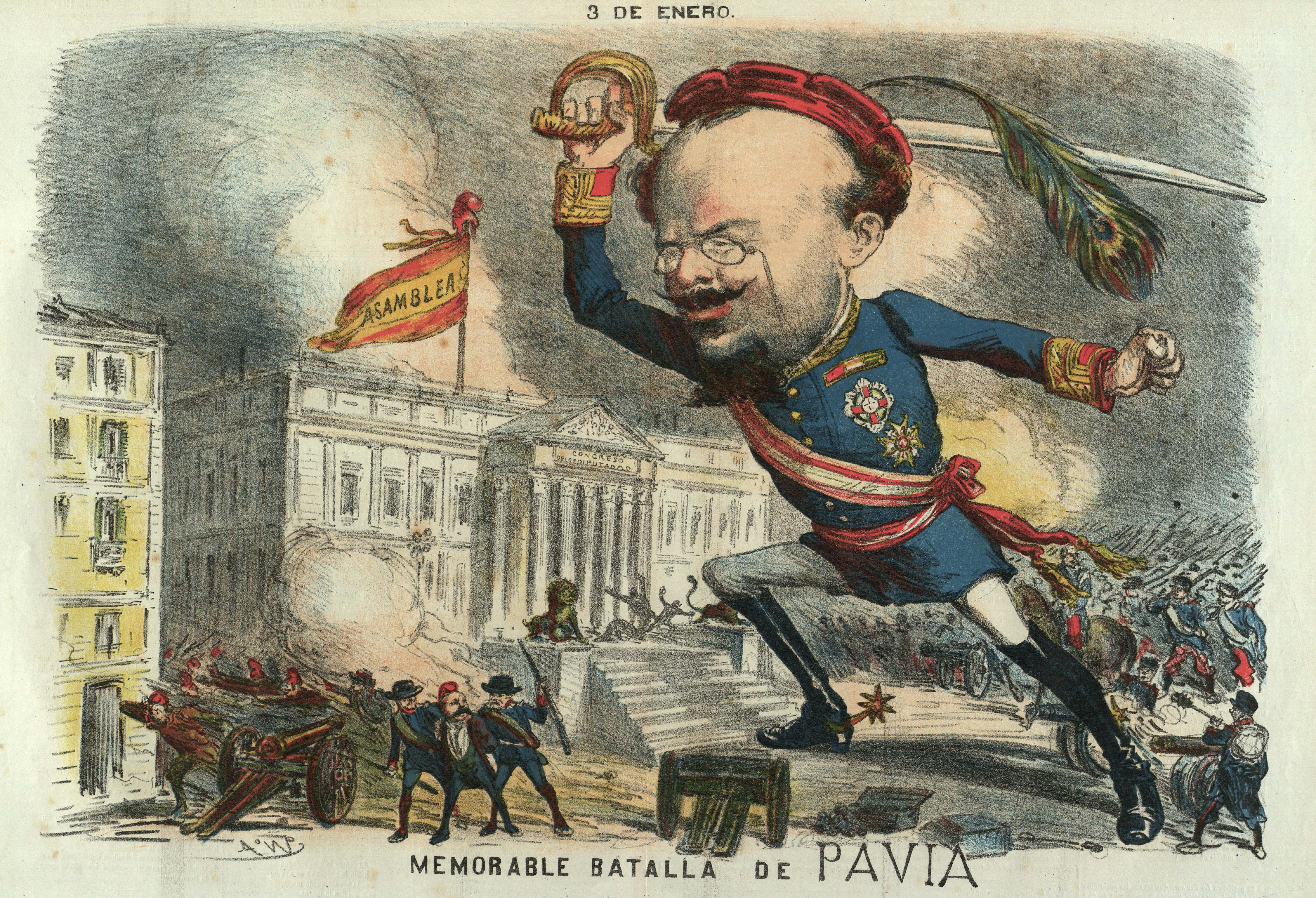
Memorable batalla de Pavía, caricatura del golpe de Estado de Pavía, en La Madeja Política, n.º 13 (24 de enero de 1874). Dibujo de Tomás Padró Pedret.

A continuación penetraron en el edificio los soldados del regimiento de Mérida, seguidos por los guardias civiles encargados de la custodia del edificio al mando de coronel Iglesias, que se había pasado al lado de los golpistas. Hubo disparos al aire en los pasillos para que los diputados aceleraran el abandono del hemiciclo. Uno de los últimos en salir fue el todavía presidente del Poder Ejecutivo, Emilio Castelar, a quien se acercaron dos diputados de la extrema derecha monárquica y republicana unitaria para pedirle, por encargo del general Pavía, que asistiera a la reunión que iba a convocar este para formar un «gobierno nacional», a lo que Castelar se negó.
Como Castelar había rehusado el ofrecimiento del general Pavía para que presidiera el «gobierno nacional» que él proponía porque no estaba dispuesto a mantenerse en el poder por medios antidemocráticos —de hecho redactó una Protesta contra «la herida brutal que se ha inferido a la Asamblea Constituyente»—, la presidencia del Poder Ejecutivo de la República la asumió el líder del Partido Constitucional el general Serrano, duque de la Torre, quien se fijó como objetivo prioritario acabar con la rebelión cantonal y con la Tercera Guerra Carlista. Su gobierno estuvo integrado por constitucionalistas, radicales y un republicano unitario, Eugenio García Ruiz, este último por imposición de Pavía ―el líder de los monárquicos alfonsinos Antonio Cánovas del Castillo rehusó participar porque seguía siendo un gobierno republicano―. En su primer manifiesto el nuevo gobierno acusó a las disueltas Cortes de «ingratas con el elocuentísimo tribuno [Castelar], honrado patricio y eminente hombre de Estado» al haberle despojado de «la dictadura, salvadora en estos momentos azarosos y que él ejercía con acierto, lealtad, templanza y patriotismo».

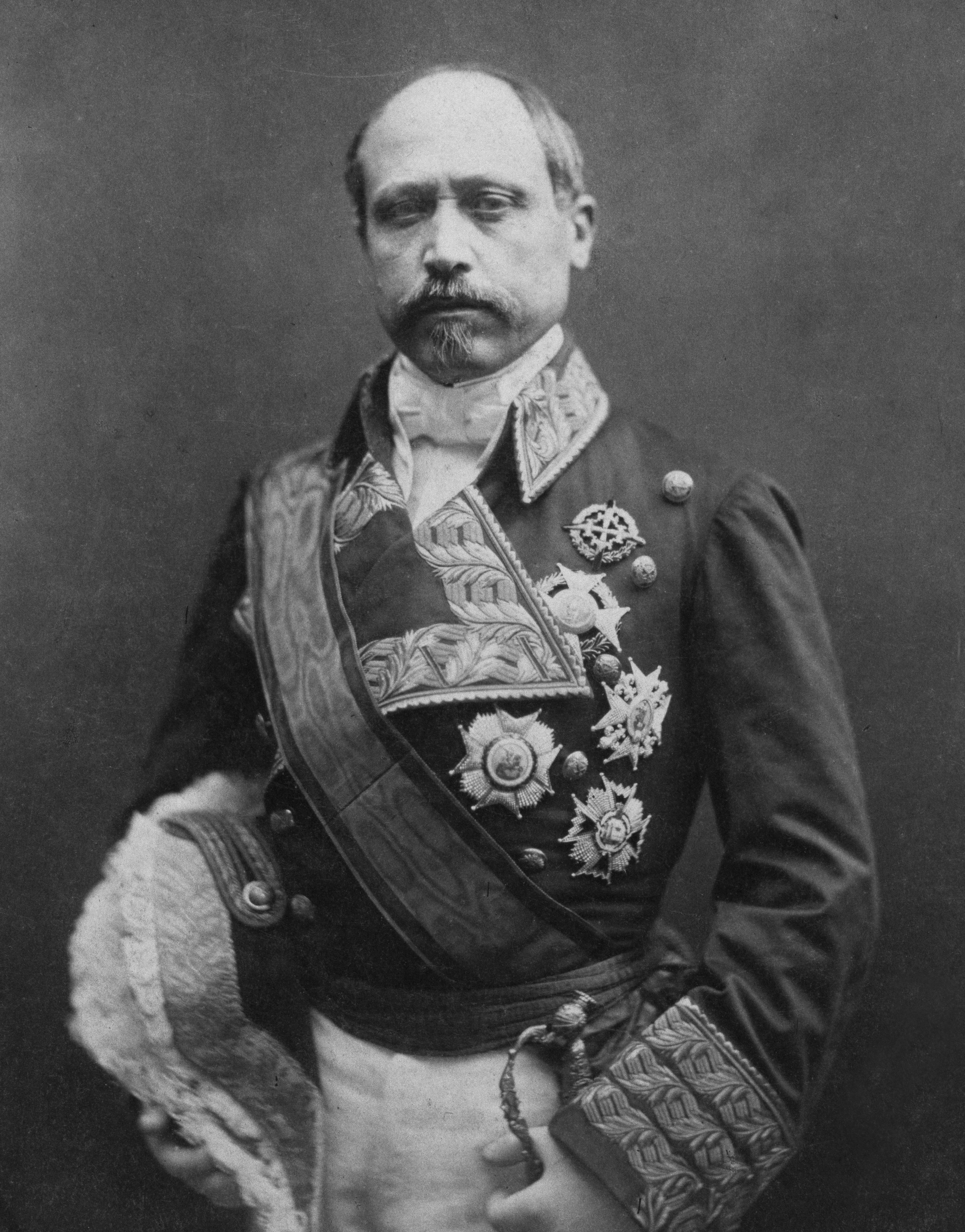
El general Serrano fotografiado por Nadar. Presidió la República durante 1874 hasta el triunfo del pronunciamiento de Martínez Campos que dio paso a la Restauración de la monarquía.

La disolución de las Cortes y la formación del Gobierno de Serrano supusieron el final de facto de la Primera República, aunque oficialmente continuaría casi otro año más; «nominalmente la República continuaba pero completamente desnaturalizada», afirma José Barón Fernández. Como ha señalado María Victoria López-Cordón, «la facilidad y la escasa resistencia con que Pavía terminó con la República federal, irrumpiendo con sus tropas en el Congreso, es el mejor exponente de la fragilidad de un régimen que apenas contaba con base para sustentarse». «La república aparecía tocada de muerte», ha afirmado Ángel Duarte.
El 29 de diciembre de 1874, el general Arsenio Martínez-Campos se pronunció en Sagunto a favor de la restauración de la monarquía borbónica, en la persona de don Alfonso de Borbón, hijo de Isabel II. Dos días después, se formó el llamado Ministerio-Regencia, presidido por Antonio Cánovas del Castillo, a la espera de que el príncipe Alfonso regresara a España desde Inglaterra.
El nuevo régimen de la Restauración impondrá sobre todo al principio unas serias restricciones a los derechos y libertades «por el temor que la Iglesia, el Ejército o las clases acomodadas sintieron ante el protagonismo de sectores de ordinario subalternos atraídos por las expectativas de la Federal o por el amanecer anunciado desde el internacionalismo proletario... Responsable destacado de tales angustias era, en última instancia, el republicanismo federal. Consecuencia de ello fue la compleja estrategia adoptada para contenerlo: contracción del sufragio y recuperación del voto censatario; control del Parlamento por parte de la Corona y del Ejército; recurso a la suspensión de garantías y estados de excepción».

## Restauración (1875-1931)

### Reinado de Alfonso XII y Regencia de María Cristina (1875-1902)

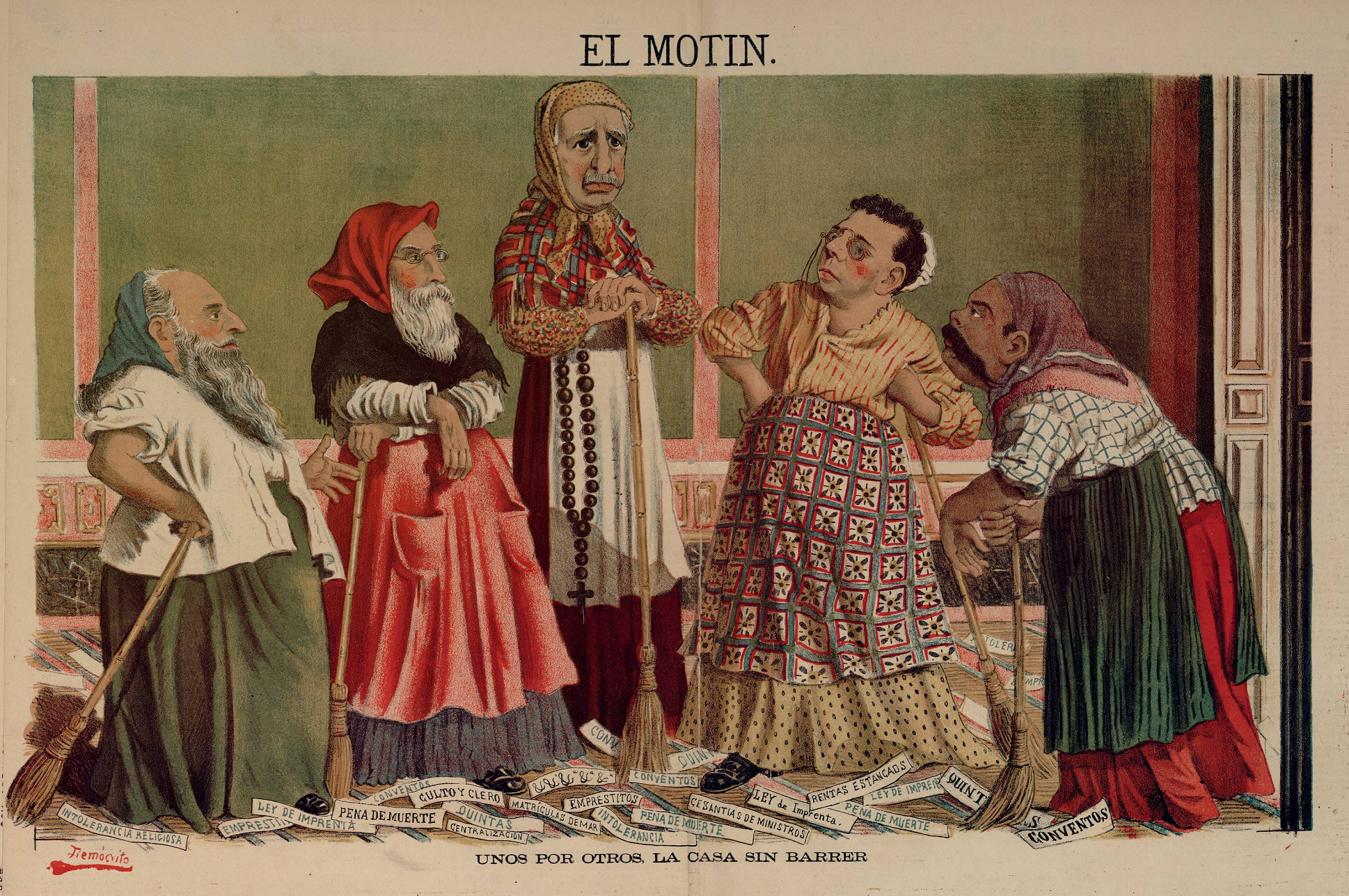
Caricatura de El Motín publicada el 2 de octubre de 1881 titulada Unos por otros la casa sin barrer. Representa la división de los republicanos. Aparecen de izquierda a derecha José Carvajal Hué, Francesc Pi y Margall, Estanislao Figueras, Cristino Martos y Emilio Castelar.

Durante las primeras décadas de la Restauración los republicanos aparecen divididos en tres partidos políticos (cuatro a partir de 1890) que discrepan no sólo sobre el régimen republicano (federal o unitario), sino también sobre la forma de conseguir el retorno de la República. Se trataba del Partido Republicano Democrático Federal con Francisco Pi y Margall (que en 1877 publicó Las nacionalidades) y Estanislao Figueras al frente (este último rompió con Pi en 1881 y fundó el Partido Federal Orgánico, pero murió al año siguiente); el Partido Republicano Progresista de Manuel Ruiz Zorrilla (antiguo jefe de Gobierno del reinado de Amadeo I que se había pasado al republicanismo), al que se unió inicialmente Nicolás Salmerón, exiliado en París como Ruiz Zorrilla; y el Partido Republicano Posibilista de Emilio Castelar. En cuanto a la estrategia a seguir frente al régimen de la Restauración las mayores divergencias se dieron entre Emilio Castelar, partidario de colaborar con el Partido Liberal-Fusionista de Sagasta si este asumía los postulados democráticos (juicio por jurado, sufragio universal, etc.), postura próxima a la de Nicolás Salmerón que defendía los procedimientos legales y el fortalecimiento del régimen parlamentario (y acabaría fundando en 1890 el Partido Republicano Centralista que se presentaría a las elecciones), y Manuel Ruiz Zorrilla, el principal valedor, desde su exilio en París, del retraimiento electoral y de la vía insurreccional, para lo que propició la clandestina Asociación Republicana Militar. Por otro lado, las relaciones entre estos partidos eran habitualmente pésimas.

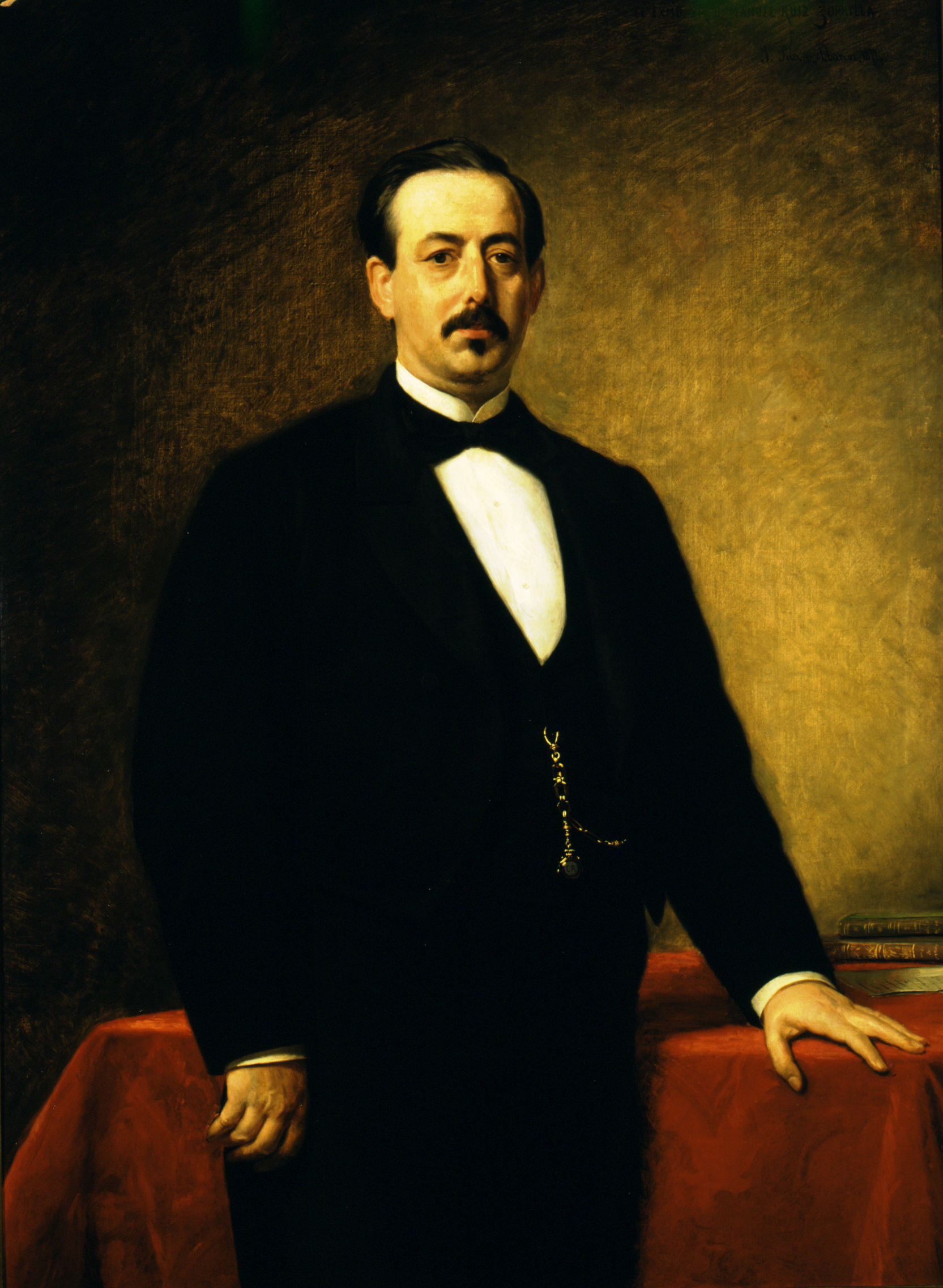
Manuel Ruiz Zorrilla, líder del Partido Republicano Progresista e impulsor desde su exilio en París de varios pronunciamientos fallidos que pretendían restablecer la República.

Todos estos partidos se caracterizan por el fuerte grado de identificación con sus líderes, todos ellos políticos veteranos con una larga trayectoria, y que, como ha indicado Carlos Dardé, «ninguno de ellos se cuestionaba los fundamentos del orden económico», aunque «proponían diversas medidas reformistas como el fomento del cooperativismo, la constitución de jurados mixtos, la concesión de créditos baratos a los campesinos o el reparto de determinadas tierras, y, en algunos casos, medidas intervencionistas por parte del Estado, como la reducción por ley de la jornada de trabajo o la reglamentación de las condiciones en que éste se realizaba». Todos eran partidos interclasistas, aunque el Partido Republicano Federal tenía un fuerte arraigo entre las clases populares, y su implantación era fundamentalmente urbana. Su organización se encontraba «a medio camino entre los partidos de notables y los partidos de masas» y en ella desempeñaban un papel crucial los casinos republicanos como lugares de socialización y de lectura de los periódicos de esa tendencia, entre los que destacaban los madrileños El Globo (impulsado por Castelar), La Justicia (impulsado por Salmerón), El País (impulsado por Ruiz Zorrilla) y El Nuevo Régimen (impulsado por Pi y Margall), y el barcelonés La Publicidad. Por su parte La Campana de Gracia pasó a apoyar a Salmerón, tras el «viraje» de Castelar.

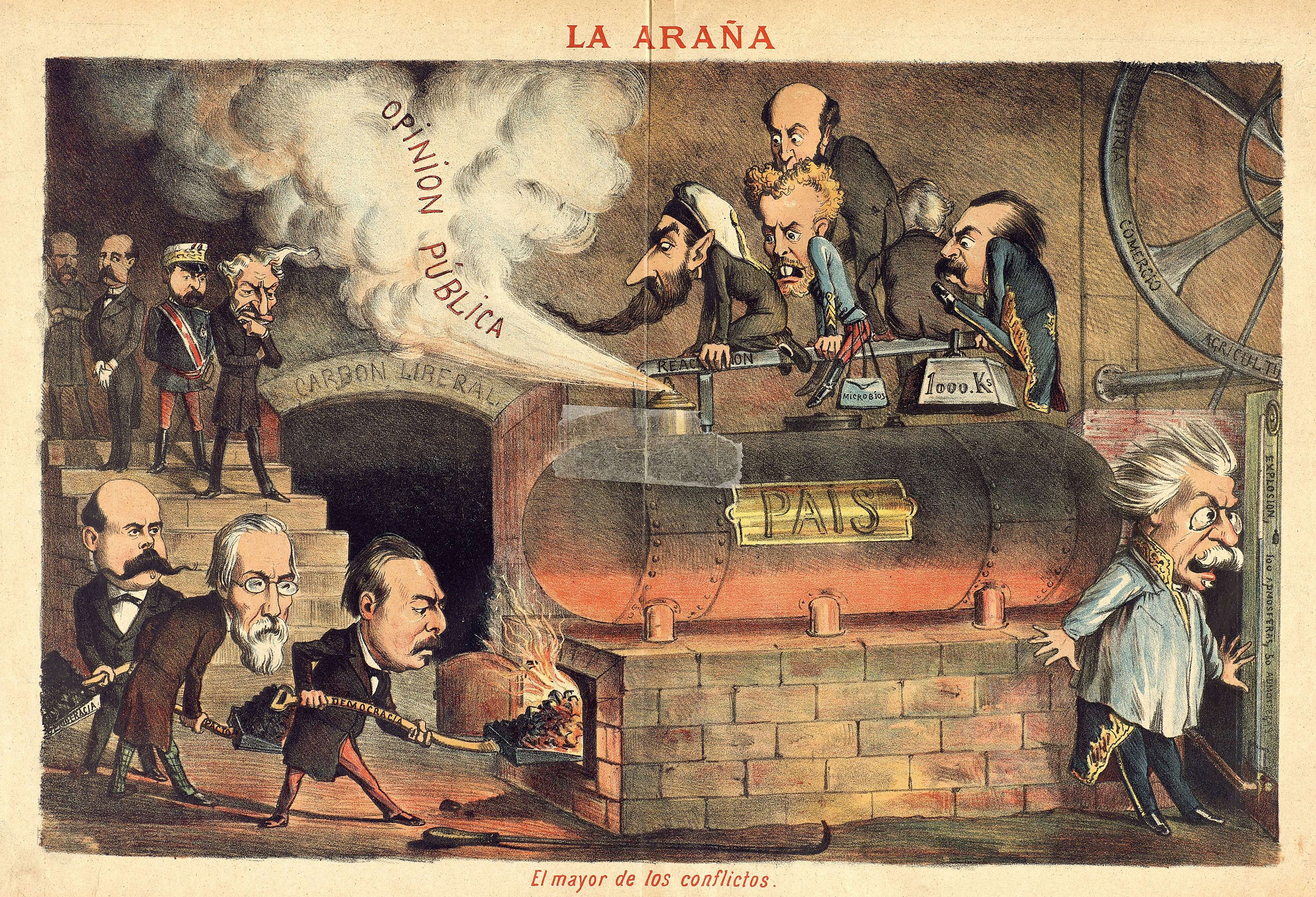
Caricatura de La Araña (18 de julio de 1885) titulada «El mayor de los conflictos» en la que aparecen los líderes republicanos Manuel Ruiz Zorrilla, Francisco Pi y Margall y Emilio Castelar alimentando con carbón la caldera que representa al país y que está a punto de reventar. Lo intentan evitar los ministros conservadores Francisco Romero Robledo y Francisco Silvela, mientras el presidente del Gobierno Cánovas se teme lo peor. En segundo plano el líder liberal Sagasta contemplando meditabundo la escena.

Entre 1875 y 1881 hubo numerosas conspiraciones republicanas, pero ninguna de ellas llegó a alcanzar sus objetivos. Todas terminaron con la detención de los civiles y los militares implicados que en su mayoría fueron deportados a islas africanas o al extranjero. A partir de la llegada al poder de los liberales de Sagasta en 1881, lo que trajo consigo la apertura política —«Somos un pueblo libre», manifestó entusiasmado Castelar—, el activismo republicano cambió de signo, y algunos de sus políticos más destacados —en su mayoría antiguos radicales como Segismundo Moret o Cristino Martos— se integraron en el régimen canovista, por lo que el protagonismo de los militares aumentó. Así en el verano de 1883 se produjo la sublevación de las guarniciones de Badajoz, Santo Domingo de la Calzada y La Seo de Urgel, que no prosperó por la falta de apoyos militares entre el resto del Ejército. El último intento fue el pronunciamiento encabezado por el general Manuel Villacampa del Castillo de septiembre de 1886, también fracasado.

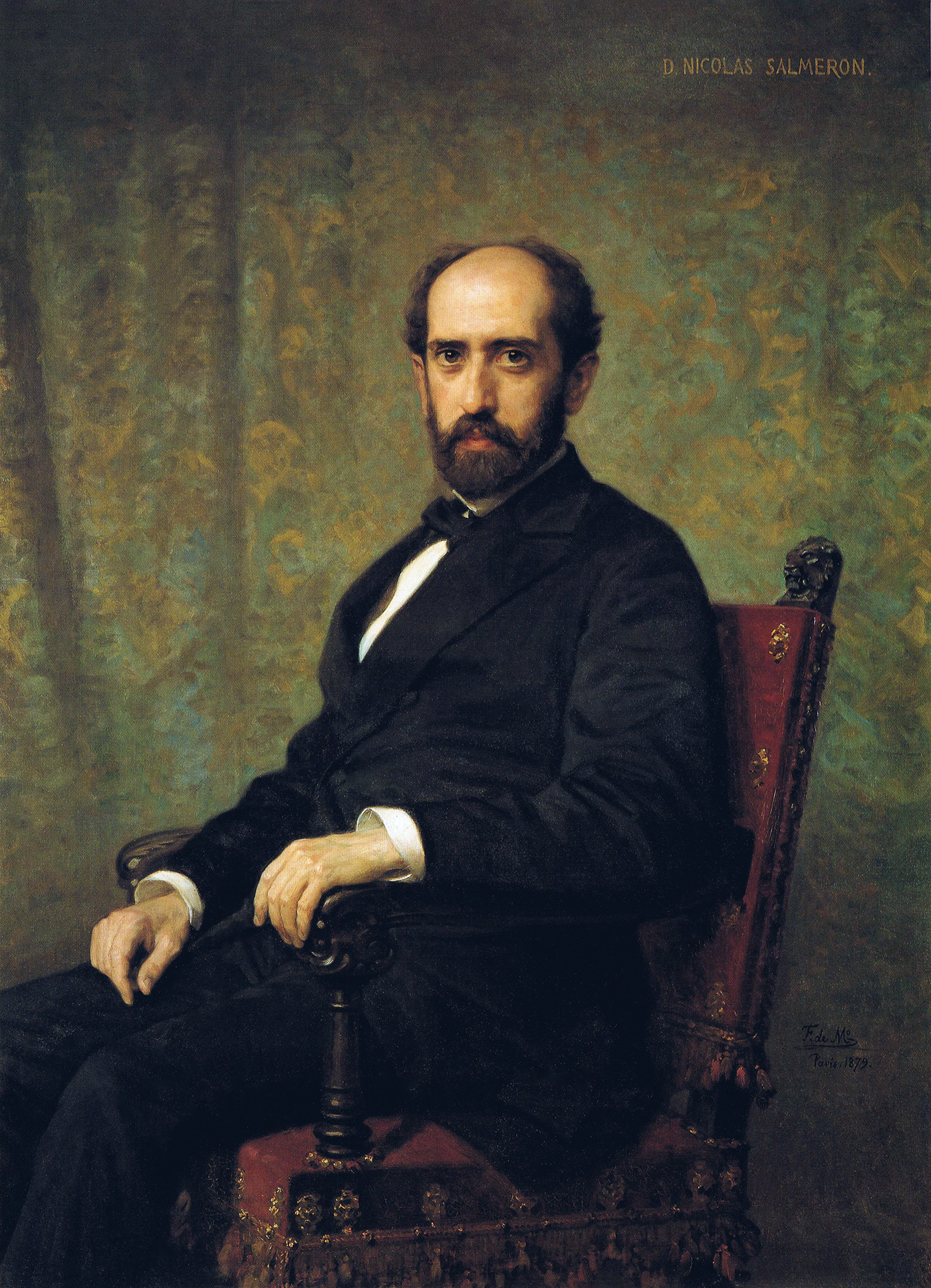
Retrato de Nicolás Salmerón por Federico Madrazo (1879). Salmerón fue el tercer presidente del Poder Ejecutivo de la Primera República española. Tras la muerte de Ruiz Zorrilla, Pi y Margall y Castelar, se convirtió en el líder histórico del republicanismo hasta su fallecimiento en 1908.

Descartada la «vía insurreccional» sólo quedaba la «vía electoral», pero esta siempre estuvo vedada para los partidos republicanos incluso después de que se aprobara el sufragio universal (masculino) en 1890 porque el régimen político de la Restauración se basaba en el sistemático fraude electoral, perpetrado gracias a las redes clientelares caciquiles, que aseguraba el turno entre los dos partidos dinásticos, el Conservador de Cánovas y el Liberal de Sagasta (los cambios de gobierno, con la complicidad de la Corona, se producían antes de las elecciones, mediante las cuales el nuevo gobierno se aseguraba una mayoría en las Cortes que le permitiera desarrollar su programa político). A los republicanos, como ha destacado Carlos Dardé, «sólo les quedaba la posibilidad de la "victoria moral", es decir, ganar en algunas circunscripciones urbanas donde las elecciones eran menos sucias y cuyo resultado se correspondía a veces con la voluntad expresada por los votantes; pero mientras los partidos monárquicos fueran sólidos, estuvieran relativamente unidos y controlaran los resortes del poder, semejante victoria era completamente ineficaz» —en las elecciones de 1893, ganadas por los liberales que fueron quienes las convocaron, solo consiguieron 32 diputados, más una docena de «posibilistas», de un total de 400, y fue el mejor resultado de los republicanos en dos décadas—. A pesar de ello, en cuanto se aprobó el sufragio universal en 1890 Emilio Castelar disolvió su partido, el Partido Republicano Posibilista, y aconsejó a sus miembros que ingresaran en el Partido Liberal. El liderazgo de los republicanos pasó a desempeñarlo Nicolás Salmerón hasta su muerte en 1908 —Ruiz Zorrilla murió en 1895, Castelar en 1899 y Pi y Margall en 1901—.
Carlos Dardé concluye: «Las posibilidades de los republicanos, o de cualquier otro proyecto político basado en la opinión, eran muy limitadas en un país mayoritariamente desmovilizado». Por otro lado, con la excepción de Pi y Margall, los republicanos se sumaron a la campaña patriótica con motivo de la guerra de independencia cubana y el 27 de marzo de 1896 hicieron público un manifiesto en el que protestaban «contra el más leve propósito o la forma más atenuada de cualquier poder extranjero que menoscabe la soberanía indiscutible de la nación española».

### Periodo constitucional del reinado de Alfonso XIII (1902-1923)
Según Manuel Suárez Cortina, «a principios del siglo XX, el republicanismo español conoció una profunda transformación que permite una nítida distinción entre republicanismo histórico [heredero de la experiencia de la I República] y nuevo republicanismo». Los republicanos más jóvenes —como Alejandro Lerroux, Vicente Blasco Ibáñez, Álvaro de Albornoz, Marcelino Domingo, Diego Martínez Barrio o Melquiades Álvarez— fueron los primeros que comprendieron que había que «modernizar la estructura de los partidos republicanos si se deseaba ser auténtica alternativa de poder» (el «viejo republicanismo... tenía, al igual que los partidos monárquicos, una estructura orgánica débil, sin un aparato sólido que a menudo se asemejaba a grupos de amigos y tertulias muy lejanas de la imagen de partidos de masas de estructura moderna») y denunciaron «la incapacidad o falta de voluntad para la movilización del electorado». Así describió Álvaro de Albornoz a los «viejos» partidos republicanos:

Las mismas tertulias, los mismos comités, los mismos casinos. Una vida mezquina, lánguida, de puertas adentro, generalmente los comités son grupitos que dirige un aspirante a concejal. Cuando el jefe llega a ser concejal y a tener su influencia, el grupito se convierte en grupo; así se han constituido los cacicazgos republicanos de las grandes ciudades.

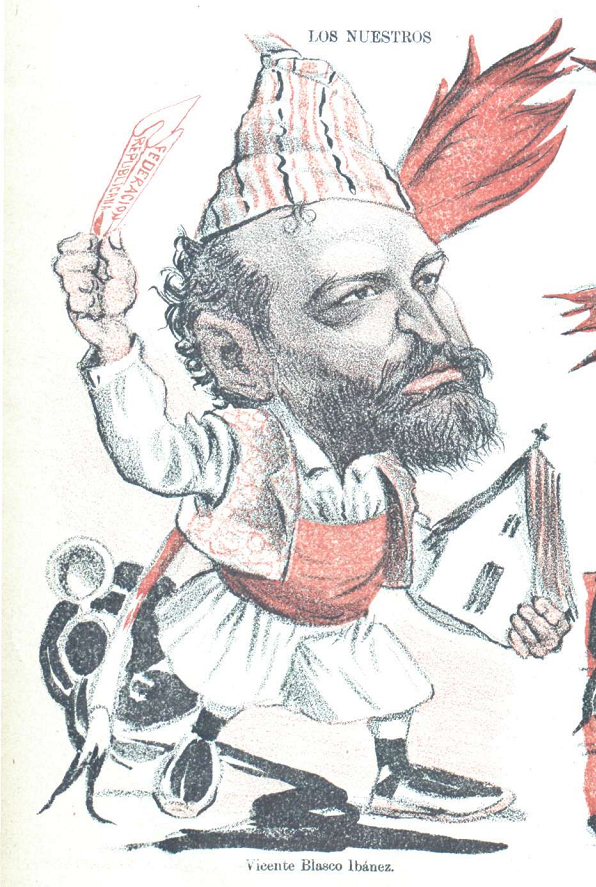
Caricatura de Vicente Blasco Ibañez publicada por Don Quijote en 1902 dentro de la serie «Los Nuestros».

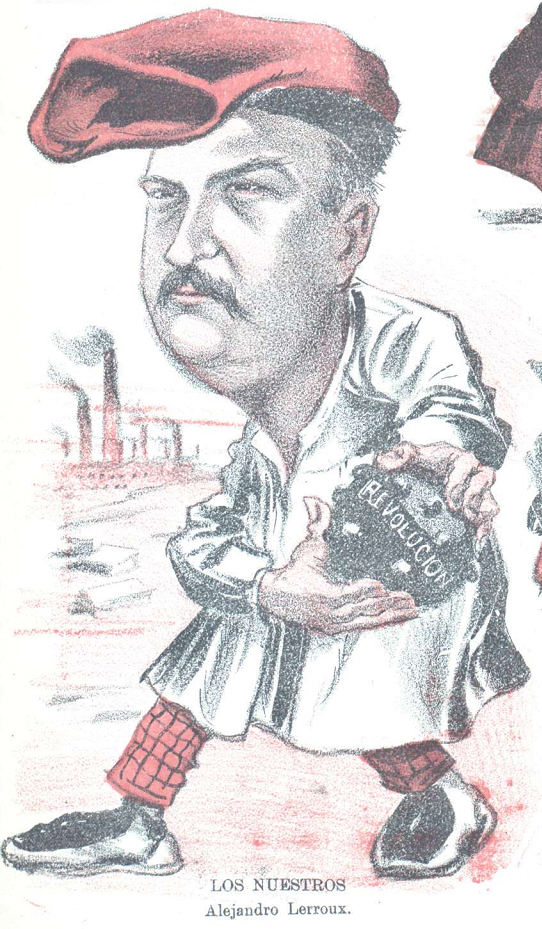
Caricatura de Alejandro Lerroux publicada por Don Quijote en 1902 dentro de la serie «Los Nuestros».

Los dos principales protagonistas de la renovación de principios del siglo XX del republicanismo fueron Vicente Blasco Ibáñez y Alejandro Lerroux. El primero había fundado en el que sería su gran feudo, la ciudad de Valencia, El Pueblo y en 1898 había resultado elegido diputado a Cortes. El segundo inició en 1890 su militancia en el Partido Republicano Progesista de Ruiz Zorrilla, fue redactor y director de su órgano de prensa El País y más tarde fundador de El Progreso, desde el que desplegó una campaña para la revisión de los juicios de los condenados en los Procesos de Montjuic. En 1901 se instaló en Barcelona y consiguió ser elegido diputado por esa circunscripción. En el manifiesto que hizo público, «¡Al pueblo!», ya aparecían los tres rasgos que definirán su proyecto político: «el patriotismo español [anticatalanista], el populismo anticlerical y un siempre fecundo resentimiento de clase». Tanto Blasco Ibáñez en Valencia como Lerroux en Barcelona conseguirán un gran ascendiente sobre amplios sectores de la clase obrera de sus respetivas ciudades —y de su entorno inmediato—, lo que «no puede entenderse sin la decisión y la simpatía con la que estos republicanos hablaron de los trabajadores, de la explotación que sufrían y de su solidaridad para con ellos».
El primer intento de ámbito nacional de renovación del «viejo» republicanismo fue la Unión Republicana nacida en marzo de 1903 bajo el liderazgo de Nicolás Salmerón, el último líder histórico republicano que seguía vivo. Consiguió aglutinar a todas las fuerzas republicanas —sólo el grupo republicano progresista encabezado por José María Esquerdo y una parte del Partido Republicano Democrático Federal se quedaron al margen— con el fin de alcanzar la democracia republicana por procedimientos electorales. Solo un mes después de haberse constituido se presentó a las elecciones de abril de 1903 logrando 36 diputados, lo que fue considerado todo un éxito.

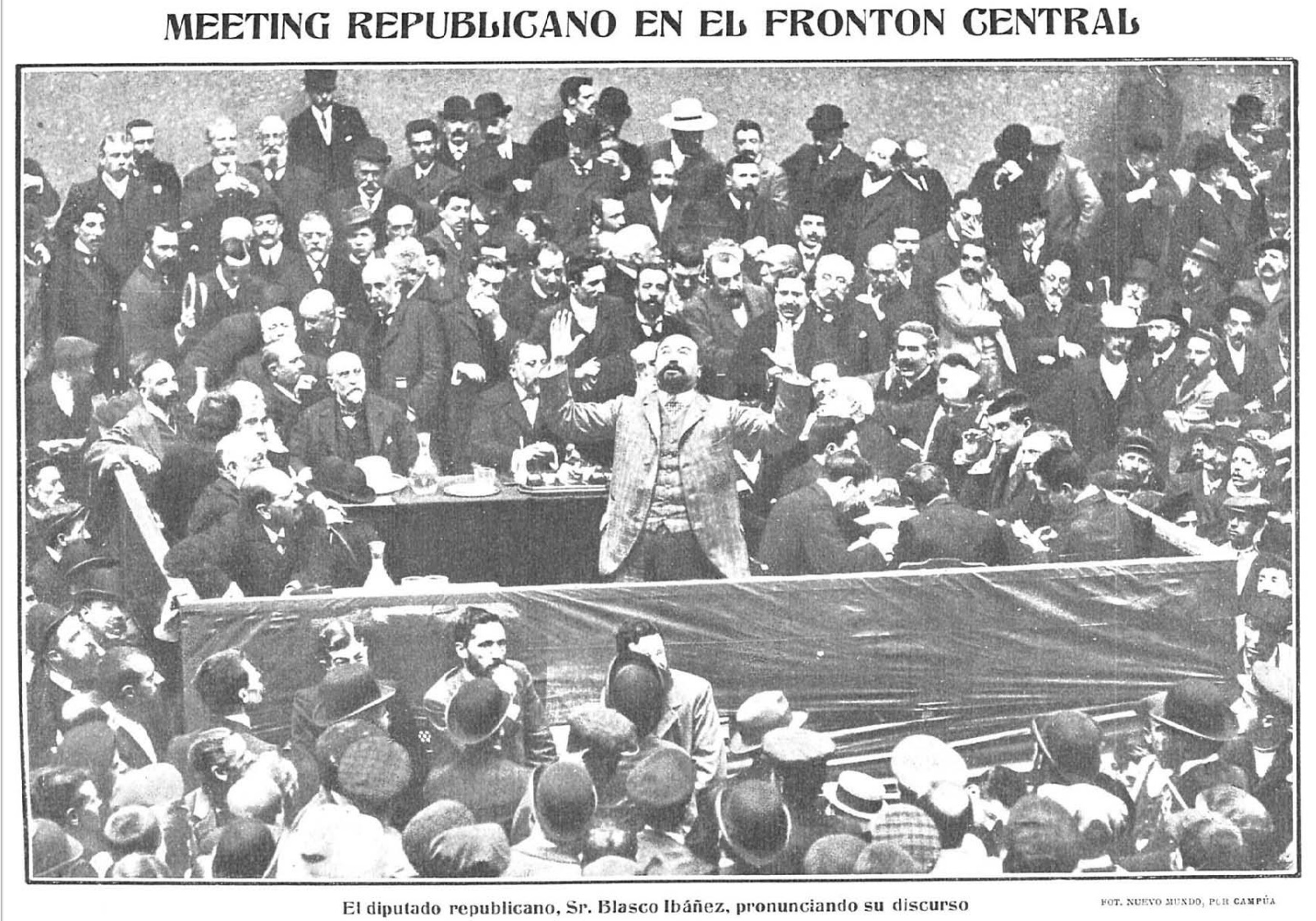
Vicente Blasco Ibáñez en un mitin republicano en el frontón central de Madrid en mayo de 1905, fotografiado por Campúa.

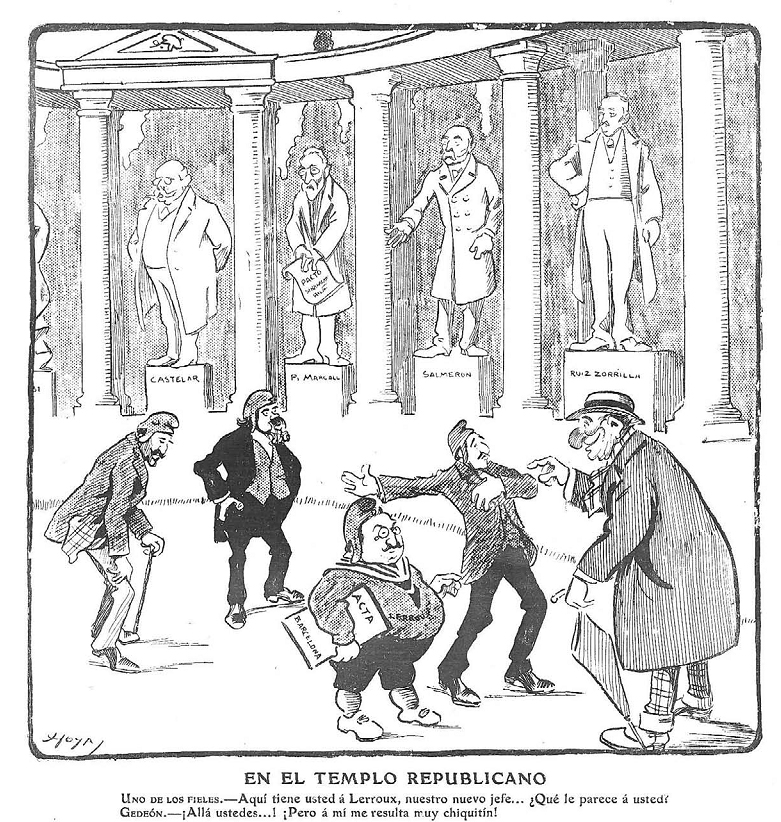
Ilustración satírica publicada en Gedeón el 17 de enero de 1909, en la que aparece Alejandro Lerroux en el "templo republicano" donde se encuentran las estatuas de los líderes históricos ya fallecidos: Castelar, Pi y Margall, Salmerón y Ruiz Zorrilla. Uno de los seguidores de Lerroux le pregunta a Gedeón "¿Qué le parece a usted nuestro jefe?" a lo que este responde: "¡Allá ustedes...! ¡Pero a mí me resulta muy chiquitín!".

Sin embargo, a partir de 1906 la Unión comenzó a resquebrajarse por la existencia en su seno de dos tendencias nacientes: una «moderada» representada por los llamados republicanos «gubernamentales» (encabezados por Gumersindo de Azcárate y Melquiades Álvarez); otra «radical» representada por Alejandro Lerroux y su Federación Revolucionaria. Los miembros de esta última tendencia acabaron abandonando la Unión para formar en enero de 1908 el Partido Republicano Radical (el apoyo de Salmerón a la Solidaridad Catalana que llegó a presidir y a la que no se sumaron los «lerrouxistas» fue el detonante de la ruptura: las tensiones entre solidarios y antisolidarios se habían puesto en evidencia en la asamblea nacional celebrada en junio de 1907, impidiendo que se establecieron las bases programáticas de la Unión o que se abordara la cuestión de su jefatura, y quedando así patente «la incapacidad de la Unión como grupo coherente para ser una alternativa al sistema canovista y al régimen monárquico» como lo demostraba su regresión electoral).

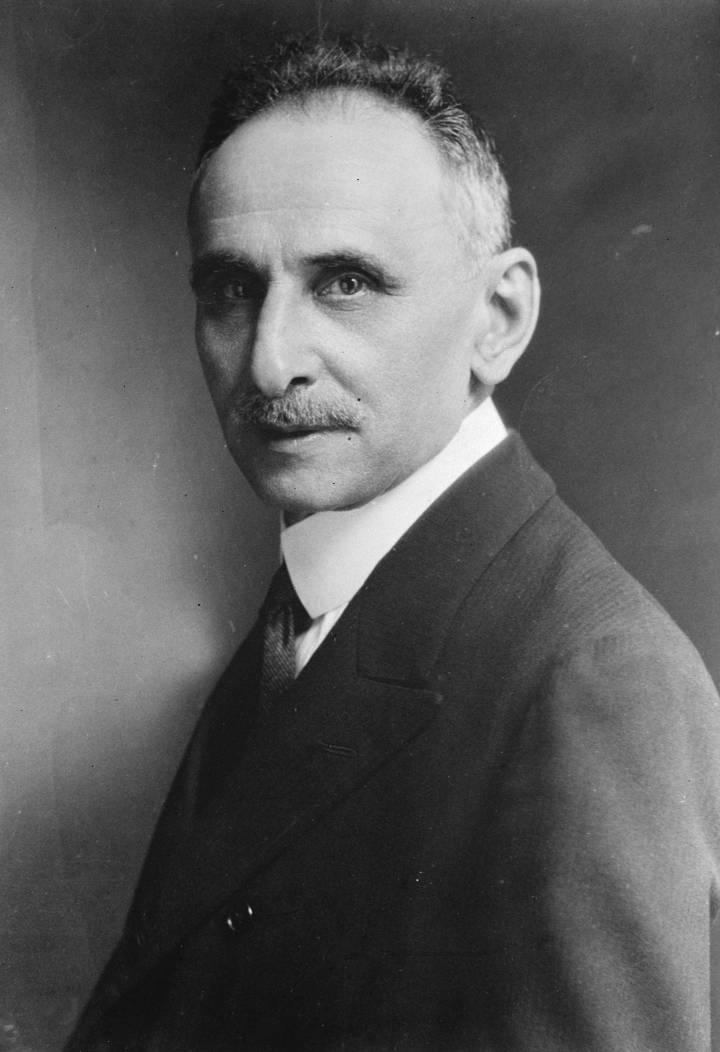
Melquiades Álvarez, líder de la tendencia republicana «gubernamental» que acabará fundando el Partido Reformista, que se declarará «accidentalista» sobre la forma de gobierno.

El Partido Republicano Radical de Alejandro Lerroux, «afirmó una clara orientación izquierdista, proclamó la separación de la Iglesia y el Estado [partiendo de un furibundo anticlericalismo], se declaró autonomista en lo político, y en lo social, socialista, en un intento por revitalizar la causa republicana en dirección a las inquietudes de las bases populares del republicanismo». Por su parte la tendencia «gubernamental» formalizó una alianza con el monárquico y dinástico Partido Liberal llamada «Bloque de Izquierdas» para acabar con el gobierno largo de Antonio Maura a raíz de los sucesos de la Semana Trágica de Barcelona de 1909. Pero una vez conseguido el objetivo el «Bloque» se deshizo y dio paso en 1910 a la Conjunción Republicano-Socialista, la alianza con los socialistas del PSOE a la que también se sumó el Partido Republicano Radical de Lerroux, aunque por poco tiempo. Ese mismo año la Conjunción se presentó a las elecciones consiguiendo 37 diputados, uno de ellos el secretario general del PSOE Pablo Iglesias (por primera vez un obrero ocupaba un escaño en las Cortes). La coalición electoral entre republicanos y socialistas, a las que estos siempre se habían negado, fue posible por el impacto de la Semana Trágica y de la ejecución de Francisco Ferrer y Guardia.

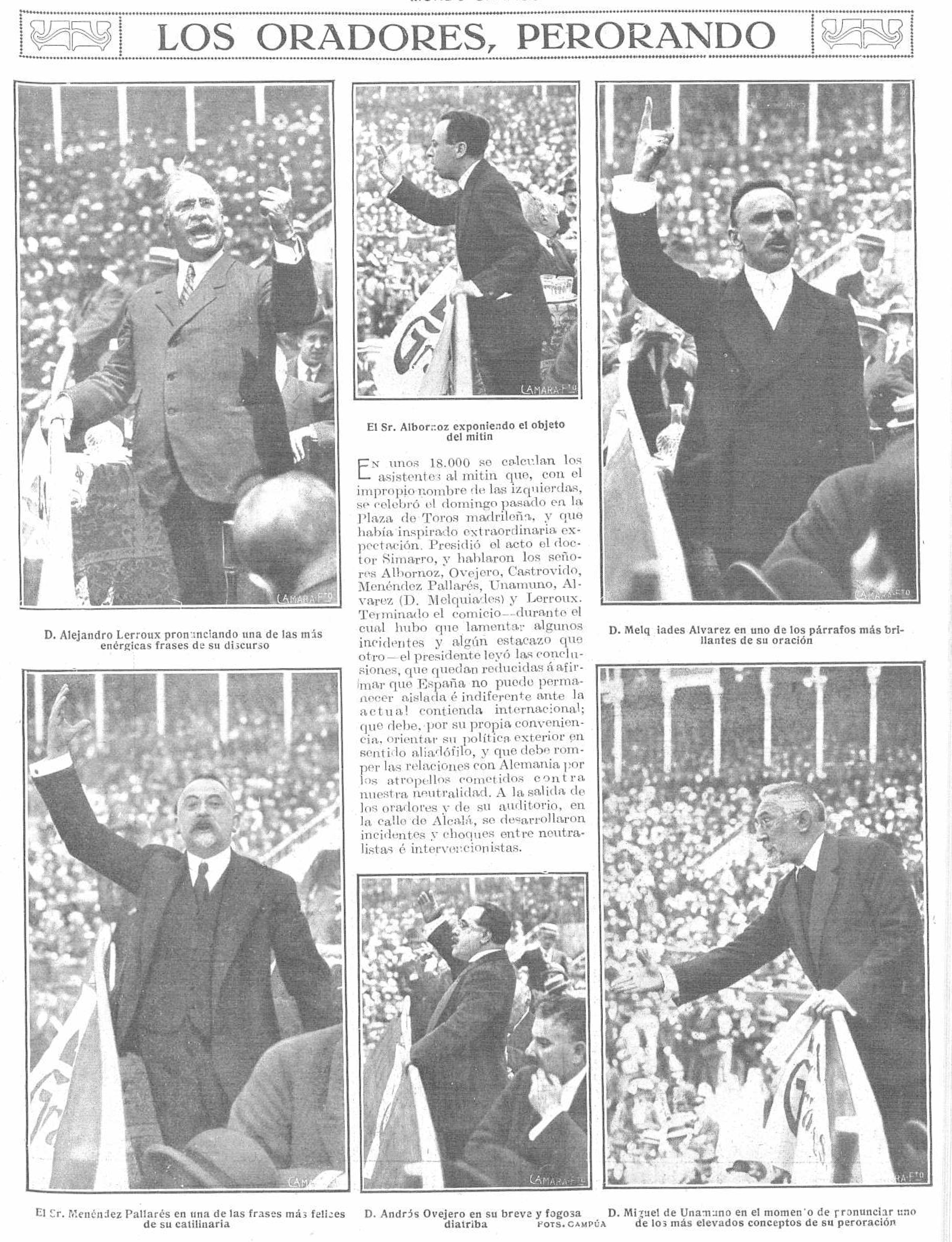
Página de Mundo Gráfico sobre el "mitin de las izquierdas" celebrado en la plaza de toros de Madrid el 31 de mayo de 1917. Aparecen de izquierda a derecha y de arriba abajo: Alejandro Lerroux, Álvaro de Albornoz, Melquiades Álvarez, Emilio Menéndez Pallarés, Andrés Ovejero y Miguel de Unamuno.

Por su parte los «gubernamentales», tras constatar la imposibilidad de alcanzar un programa común en el seno de la Unión Republicana, como quedó patente en la Asamblea de 1911, decidieron formar un partido propio al año siguiente, el Partido Republicano Reformista o, simplemente, Partido Reformista. «El nuevo partido tenía el cometido de ofrecer a la sociedad española una fuerza política moderna, progresista en lo político y moderada en lo social». En principio siguió integrado en la Conjunción Republicano-Socialista, pero «si la monarquía se avenía a una transición hacia formulaciones democráticas con un programa de reforma social como base, los reformistas, como demostraron más adelante, no tendrían inconveniente en dejar el problema de las formas de gobierno en un segundo plano». La declaración de la «accidentalidad» de la forma de gobierno hecha en 1913 por su máximo dirigente Melquiades Álvarez, convencido de que había llegado el momento de su acceso al poder, abrió una crisis en el seno de la Conjunción Republicano-Socialista que saldó con la exclusión de la misma de los reformistas. «A partir de entonces el republicanismo histórico entró en una fase en extremo crítica», ha señalado Manuel Suárez Cortina, y más tarde los socialistas acabarían abandonando la Conjunción, presentándose a las elecciones ellos solos.
Manuel Suárez Cortina concluye:

En el seno del movimiento republicano los primeros veinte delataron que las dos corrientes republicanas más recientes, la radical y la reformista, habían constituido un fracaso en su intento por modernizar la propuesta republicana. Este fracaso quedaba en evidencia por la misma debilidad social de sus partidos pero además porque con el paso del tiempo la orientación crecientemente conservadora de los líderes radicales y reformistas provocó la pérdida paulatina de una buena parte de las bases sociales anteriormente republicanas.

### Dictadura de Primo de Rivera (1923-1930)

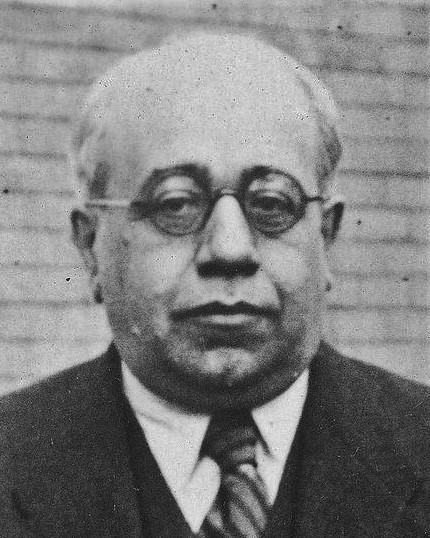
Manuel Azaña en 1932 cuando era presidente del gobierno durante la Segunda República Española. En 1925 fundó Acción Republicana tras abandonar el Partido Reformista de Melquiades Álvarez.

El golpe de Estado de Primo de Rivera de septiembre de 1923 «cogió una vez más en total desorganización al republicanismo». y además «en 1923 la propuesta republicana está en horas bajas». «Entre 1919 y 1923 la agitación social y las utopías sociales más duras están tomando el relevo. El republicanismo parece cosa del pasado, un ideal del ayer, del mundo liberal». Sin embargo, el republicanismo se vio reforzado por la aparición de un nuevo partido: Acción Republicana. Su promotor era Manuel Azaña, antiguo miembro del Partido Reformista de Melquiades Álvarez. Azaña, como la mayoría de las personalidades que abandonaron el partido tras el golpe de Estado de Primo de Rivera, había dado por liquidado el proyecto reformista de alcanzar la democracia en el seno de la Monarquía, y apostaba ya por la República, tal como lo expuso en el manifiesto Apelación a la República que hizo público en mayo de 1924. Para alcanzarla proponía crear «una nueva conjunción republicano-socialista capaz de oponer al bloque avasallador de las fuerzas oscurantistas coligadas, la resistencia primero, la contraofensiva después de la voluntad liberal latente so la mentida resignación del país».
Azaña criticó a los viejos republicanos como Alejandro Lerroux (o Vicente Blasco Ibáñez, que ha vuelto a la vida política tras años de retiro y que en París había publicado un duro alegato contra Alfonso XIII y contra la dictadura titulado: Alphonse XIII démasqué: la terreur militariste en Espagne) y propuso un nuevo republicanismo. Esta iniciativa se concretó en mayo de 1925 con el nacimiento del llamado «Grupo de Acción Republicana», que estaba integrado por intelectuales, algunos de ellos procedentes como Azaña del Partido Reformista, como Ramón Pérez de Ayala o José Giral, y otros no, como Luis Jiménez de Asúa, Luis Araquistain, Honorato de Castro Bonel o Martí y Jara.
La unión entre el nuevo y el viejo republicanismo se alcanzó el 11 de febrero de 1926 con la fundación de la Alianza Republicana, el mismo día en que se celebraba el 53.er aniversario de la Primera República Española. Formaban parte de la Alianza los viejos Partido Republicano Radical de Alejandro Lerroux y Partido Republicano Democrático Federal, junto con las nuevas formaciones de Acción Republicana de Azaña y el Partit Republicà Català, fundado por Marcelino Domingo y Lluís Companys.
En el manifiesto que hizo público la Alianza Republicana el mismo día que se creó se pedía la convocatoria de «unas Cortes Constituyentes elegidas mediante sufragio universal, en las cuales lucharemos por la proclamación del régimen republicano». El manifiesto recibió un amplio respaldo de los centros republicanos, unos 450, que decían agrupar a cerca de 100 000 personas. Todos los partidos firmantes se comprometieron a permanecer unidos hasta conseguir la caída de la Dictadura. La Junta Provisional de la Alianza quedó constituida por Manuel Hilario Ayuso Iglesias, Roberto Castrovido, Marcelino Domingo, Alejandro Lerroux y Manuel Azaña.
Según la historiadora Ángeles Barrio, «la importancia de la Alianza estribaba en que representaba una renovación del republicanismo capaz de lograr, como se demostró a raíz de la proclamación de la Segunda República Española, lo que hasta entonces no le había sido posible: atraer al proyecto político de la República a unas bases sociales principalmente urbanas, de clases medias y medias bajas, así como a amplios sectores de los trabajadores», a pesar de que, como ha señalado Manuel Suárez Cortina, «su capacidad de actuación estuvo mermada tanto por la clandestinidad a que se vio sometida como por la existencia de una clara diferenciación de posiciones doctrinales y orgánicas en su interior».

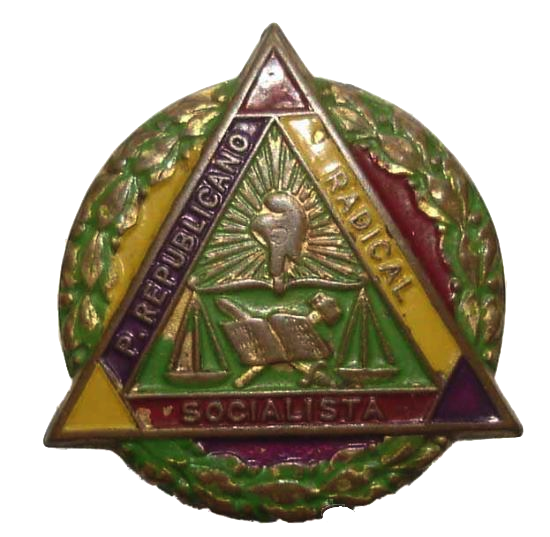
Emblema del Partido Republicano Radical-Socialista fundado en 1929, producto de una escisión por la izquierda del Partido Republicano Radical de Lerroux. Sobre los lados del triángulo de la igualdad aparecen las palabras: REPUBLICANO, RADICAL, SOCIALISTA. En el centro un gorro frigio sostiene la balanza de la justicia.

Aunque la Alianza tuvo un papel secundario en el fracasado golpe de Estado de junio de 1926, conocido como la Sanjuanada, participó activamente en el intento de golpe de Estado de enero de 1929 encabezado por José Sánchez Guerra. En los meses siguientes abandonaron la Alianza los republicanos federales y el Partido Radical de Lerroux sufrió una escisión por su izquierda encabezada por Álvaro de Albornoz, al que se unió Marcelino Domingo, que dio nacimiento al Partido Republicano Radical-Socialista, de ideología obrerista, anticlerical y laicista. Sin embargo, estas defecciones no debilitaron a la Alianza que en julio de 1929 decía contar con unos 200 000 afiliados.
Según Shlomo Ben Ami, el crecimiento del republicanismo estuvo íntimamente relacionado con el descontento de las clases medias con la Dictadura. El republicanismo «empezó a abarcar y dar expresión a la pequeña burguesía urbana, a los pequeños empresarios amenazados con la quiebra de sus negocios por la carga fiscal y por el favoritismo del régimen hacia los monopolios, a los comerciantes que habían tenido que reducir el ámbito de sus negocios debido a la política de altos aranceles de la dictadura. Es revelador que en los programas de la mayoría de los partidos republicanos se hablara del libre comercio y la defensa de la pequeña empresa, frente al expansionismo y el proteccionismo de las grandes compañías. Esos partidos atraían también a las clases profesionales, sobre todo en provincias, donde el maestro, el médico, el ingeniero y el abogado encontraban cada vez más difícil ganarse decorosamente la vida, debido al constante aumento de precios y, a partir de 1929, a la escasez de nuevas oportunidades de empleo. Ir al monte de piedad ya se había vuelto costumbre para las amas de casa de clase media deseosas de mantener las apariencias de un nivel de vida decoroso».

### «Dictablanda» de Berenguer (1930-1931)
Durante la llamada «Dictablanda» del general Berenguer, que siguió a la caída de la dictadura de Primo de Rivera en enero de 1930, la alternativa republicana fue ganando apoyos al mismo tiempo que la monarquía de Alfonso XIII los iba perdiendo. A ello contribuyeron sin duda los cambios sociales y de valores que se habían producido en España en los últimos treinta años que no eran nada favorables al restablecimiento del sistema de poder de la Restauración, pero el súbito auge del republicanismo en las ciudades se debió sobre todo a que en los meses que siguieron a la caída de Primo de Rivera se produjo una identificación entre dictadura y monarquía. Las clases populares y las clases medias urbanas llegaron a la conclusión (como la dictadura acababa de demostrar) que monarquía era igual a despotismo y democracia era igual a república. En 1930 «la hostilidad frente a la Monarquía se extendió como un huracán imparable por mítines y manifestaciones por todas España»; «la gente comenzó a echarse alegremente a la calle, con cualquier pretexto, a la menor ocasión, para vitorear a la República». A la causa republicana también se sumaron los intelectuales que formaron la Agrupación al Servicio de la República (encabezada por José Ortega y Gasset, Gregorio Marañón y Ramón Pérez de Ayala) y algunos destacados políticos monárquicos, como Niceto Alcalá Zamora y Miguel Maura, que fundaron la Derecha Liberal Republicana.

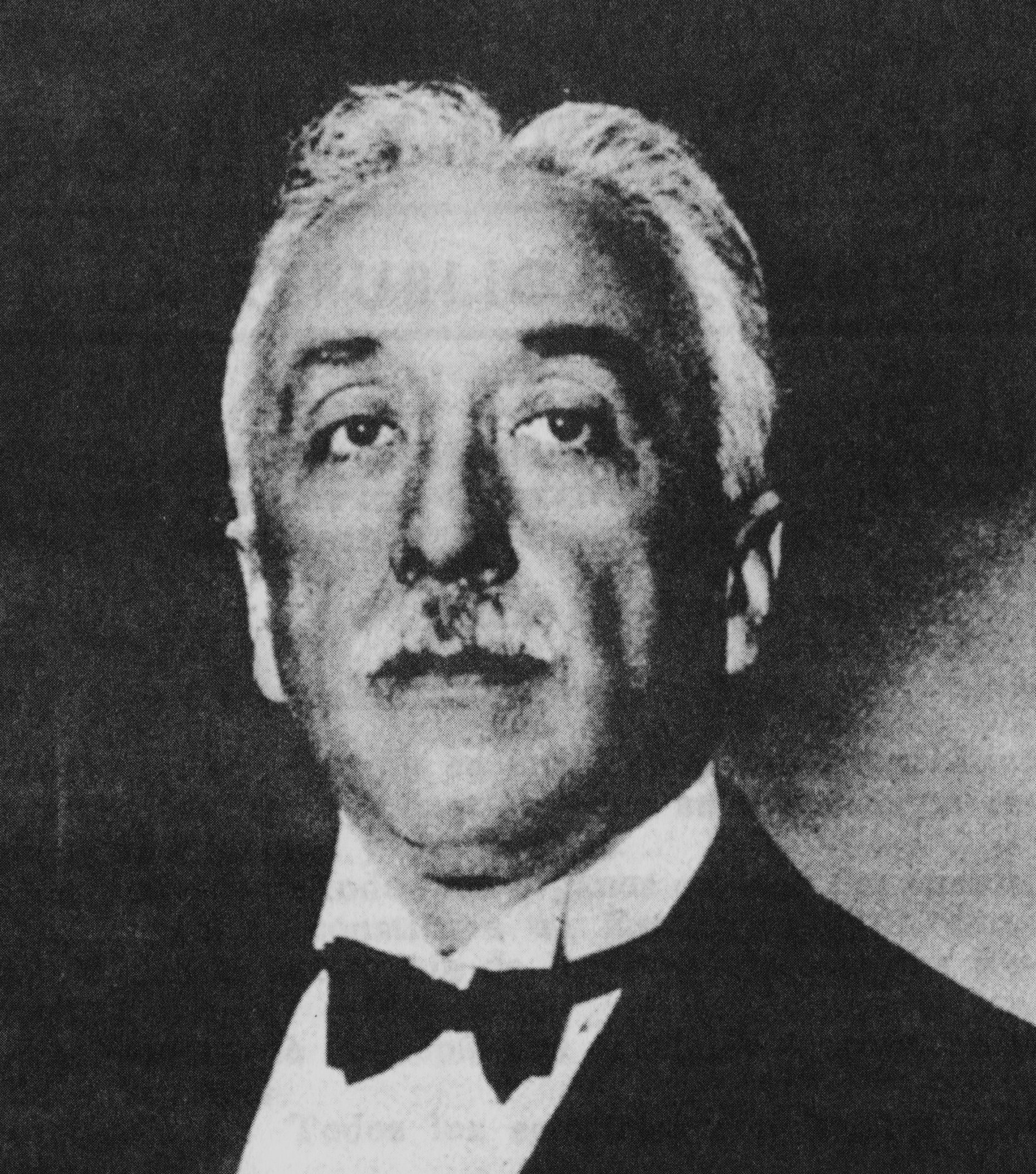
Niceto Alcalá-Zamora. Antiguo ministro de la monarquía fundó en 1930 junto con Miguel Maura la Derecha Liberal Republicana. Encabezaría el Gobierno Provisional de la Segunda República Española y entre diciembre de 1931 y abril de 1936 sería el presidente de la República.

El día 17 de agosto de 1930 tuvo lugar el llamado Pacto de San Sebastián en la reunión promovida por la Alianza Republicana en la que al parecer (ya que no se levantó acta escrita de la misma) se acordó la estrategia para poner fin a la monarquía de Alfonso XIII y proclamar la Segunda República Española. A la reunión asistieron, según consta en la «nota oficiosa» hecha pública al día siguiente, por la Alianza Republicana, Alejandro Lerroux, del Partido Republicano Radical, y Manuel Azaña, del Grupo de Acción Republicana; por el Partido Radical-Socialista, Marcelino Domingo, Álvaro de Albornoz y Ángel Galarza; por la Derecha Liberal Republicana, Niceto Alcalá-Zamora y Miguel Maura; por Acción Catalana, Manuel Carrasco Formiguera; por Acción Republicana de Cataluña, Matías Mallol Bosch; por Estat Català, Jaume Aiguader; y por la Federación Republicana Gallega, Santiago Casares Quiroga. A título personal también asistieron Indalecio Prieto, Felipe Sánchez Román, y Eduardo Ortega y Gasset, hermano del filósofo. Gregorio Marañón no pudo asistir, pero envió una «entusiástica carta de adhesión».
El 29 de septiembre de 1930 tiene lugar un gran mitin republicano en la plaza de toros de Madrid. «Los oradores son una muestra de la pluralidad que está adquiriendo la promesa republicana. Junto a Lerroux o Gerardo Abad Conde, Domingo y Azaña, al lado de Vicente Marco Miranda, Niceto Alcalá-Zamora y Diego Martínez Barrio: radicales, y radicalsocialistas, librepensadores y católicos, gallegos, andaluces, valencianos, catalanes, madrileños... Republicanos de siempre y republicanos de ayer mismo».
Al mes siguiente se sumaron al Pacto firmado en San Sebastián las dos organizaciones socialistas, el PSOE y la UGT, con el propósito de organizar una huelga general que fuera acompañada de una insurrección militar que metiera a «la Monarquía en los archivos de la Historia», tal como se decía en el manifiesto hecho público a mediados de diciembre de 1930. Para dirigir la acción se formó un «comité revolucionario» integrado por Niceto Alcalá-Zamora, Miguel Maura, Alejandro Lerroux, Diego Martínez Barrio, Manuel Azaña, Marcelino Domingo, Álvaro de Albornoz, Santiago Casares Quiroga y Luis Nicolau d'Olwer, por los republicanos, e Indalecio Prieto, Fernando de los Ríos y Francisco Largo Caballero, por los socialistas. La CNT, por su parte, continuaba su proceso de reorganización (aunque al levantarse su prohibición sólo se le dejó reconstituirse a nivel provincial), y de acuerdo con su ideario libertario y «antipolítico» no participó en absoluto en la conjunción republicano-socialista, por lo que continuaría actuando en la práctica como un «partido antisistema» de izquierda revolucionaria.

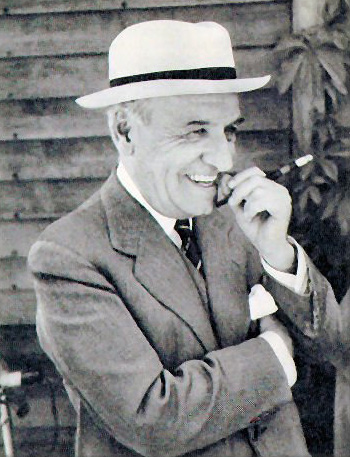
El filósofo José Ortega y Gasset publicó en el diario El Sol el 14 de noviembre de 1930 un artículo titulado "El error Berenguer" que tuvo una gran repercusión, ya que daba por acabada a la monarquía (Delenda est Monarchia era la frase con la que acababa, parafraseando el Carthago delenda est de la Antigua Roma). Junto con otros intelectuales fundaría la Agrupación al Servicio de la República.

El comité revolucionario republicano-socialista, presidido por Alcalá-Zamora, que celebraba sus reuniones en el Ateneo de Madrid, preparó la insurrección militar que sería arropada en la calle por una huelga general. Según los conjurados, el recurso a la violencia y a las armas para alcanzar el poder y cambiar un régimen político lo había legitimado el propio golpe de Estado que trajo la dictadura. A mediados de diciembre de 1930 el comité hizo público un manifiesto que decía:

¡ESPAÑOLES! Surge de las entrañas sociales un profundo clamor popular que demanda justicia y un impulso que nos mueve a procurarla. Puestas sus esperanzas en la República, el pueblo está ya en la calle. Para servirle hemos querido tramitar la demanda por los procedimientos de la ley, y se nos ha cerrado el camino. (…) Seguros estamos de que para sumar a los nuestros sus contingentes se abrirán las puertas de los talleres y las fábricas, de los despachos, de las Universidades, hasta de los cuarteles. Venimos a derribar la fortaleza en que se ha encastillado el poder personal, a meter la Monarquía en los archivos de la Historia y a establecer la República sobre la base de la soberanía nacional representada en una Asamblea Constituyente.
Entre tanto, nosotros, conscientes de nuestra misión y nuestra responsabilidad, asumimos las funciones del Poder Público con carácter de Gobierno provisional. ¡Viva España con honra! ¡Viva la República!

Sin embargo, la huelga general no llegó a declararse y el pronunciamiento militar fracasó fundamentalmente porque los capitanes Fermín Galán y Ángel García Hernández sublevaron la guarnición de Jaca el 12 de diciembre, tres días antes de la fecha prevista (el enviado a Jaca por el comité, Santiago Casares Quiroga, no comunicó a tiempo que el levantamiento militar se había retrasado al 15 de diciembre). Estos hechos se conocen como la «sublevación de Jaca» y los dos capitanes insurrectos fueron sometidos a un consejo de guerra sumarísimo y fusilados. Su muerte movilizó extraordinariamente a la opinión pública en memoria de estos dos «mártires» de la futura República. El día 15 de diciembre el general Gonzalo Queipo de Llano, jefe del comité militar, con la colaboración de varios oficiales se apoderó del aeródromo de Cuatro Vientos, pero tuvo que abandonarlo por la rápida respuesta de las unidades militares leales al Gobierno. Seis miembros del comité revolucionario fueron detenidos e ingresaron en prisión (Niceto Alcalá Zamora, Álvaro de Albornoz, Miguel Maura, Francisco Largo Caballero, Fernando de los Ríos y Santiago Casares Quiroga). Los otros cuatro se escondieron o abandonaron España (Alejandro Lerroux, Marcelino Domingo, Manuel Azaña e Indalecio Prieto).

## La Segunda República (1931-1939)

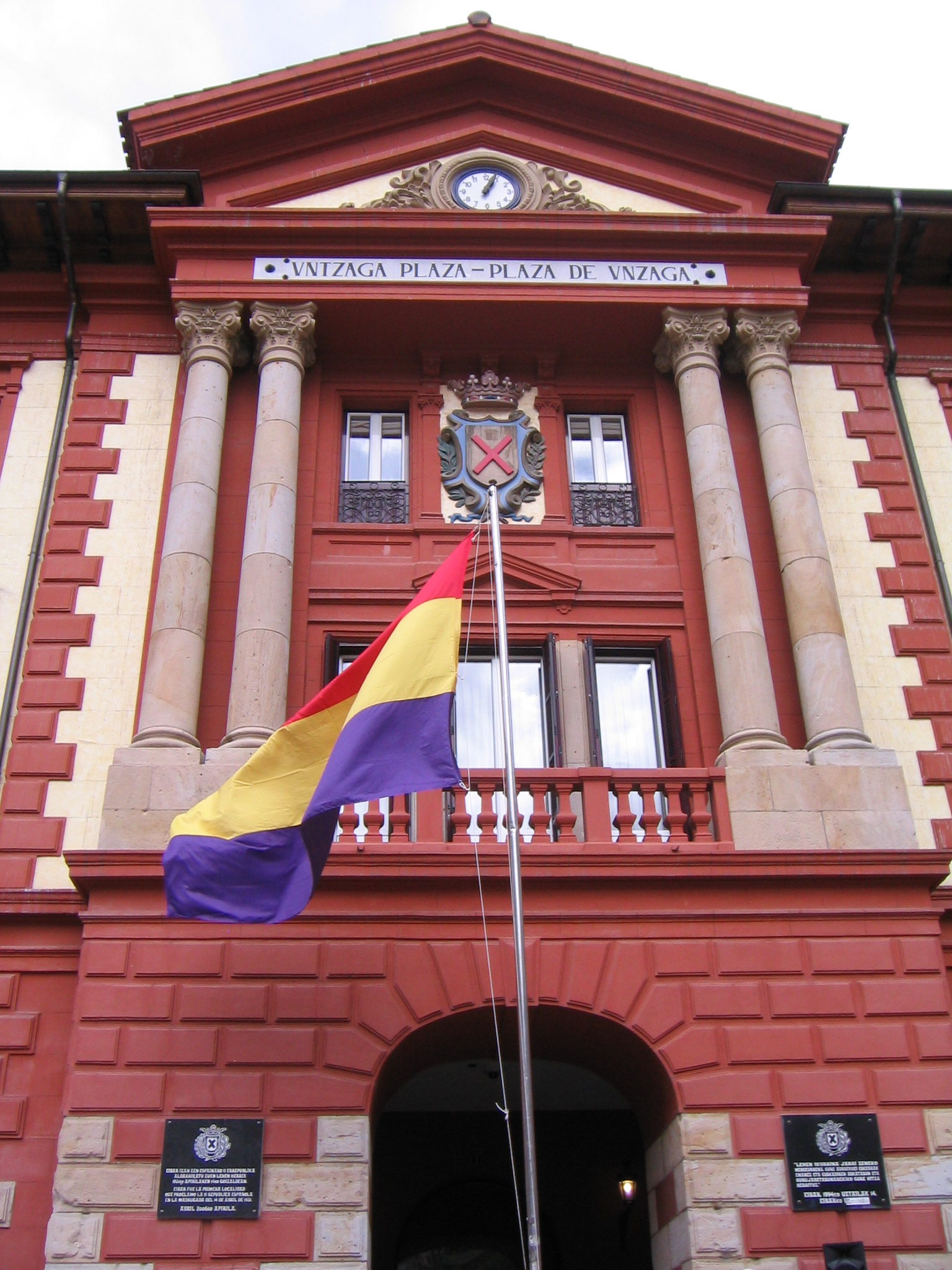
Bandera republicana izada en el 77 aniversario de la proclamación de la Segunda República española en Éibar.

Como ha destacado el historiador Ángel Duarte, con la Segunda República, el republicanismo español «se halla con la oportunidad de llevar a buen puerto el entramado de esperanzas que se han concitado a su alrededor en el tiempo largo. Durante la dictadura de Primo de Rivera se le han añadido, además, otros anhelos. Una eclosión de expectativas variadas ve en el derrocamiento de la monarquía y en la arribada de la república la solución a sus problemas, personales y colectivos».

### Primer bienio (1931-1933)

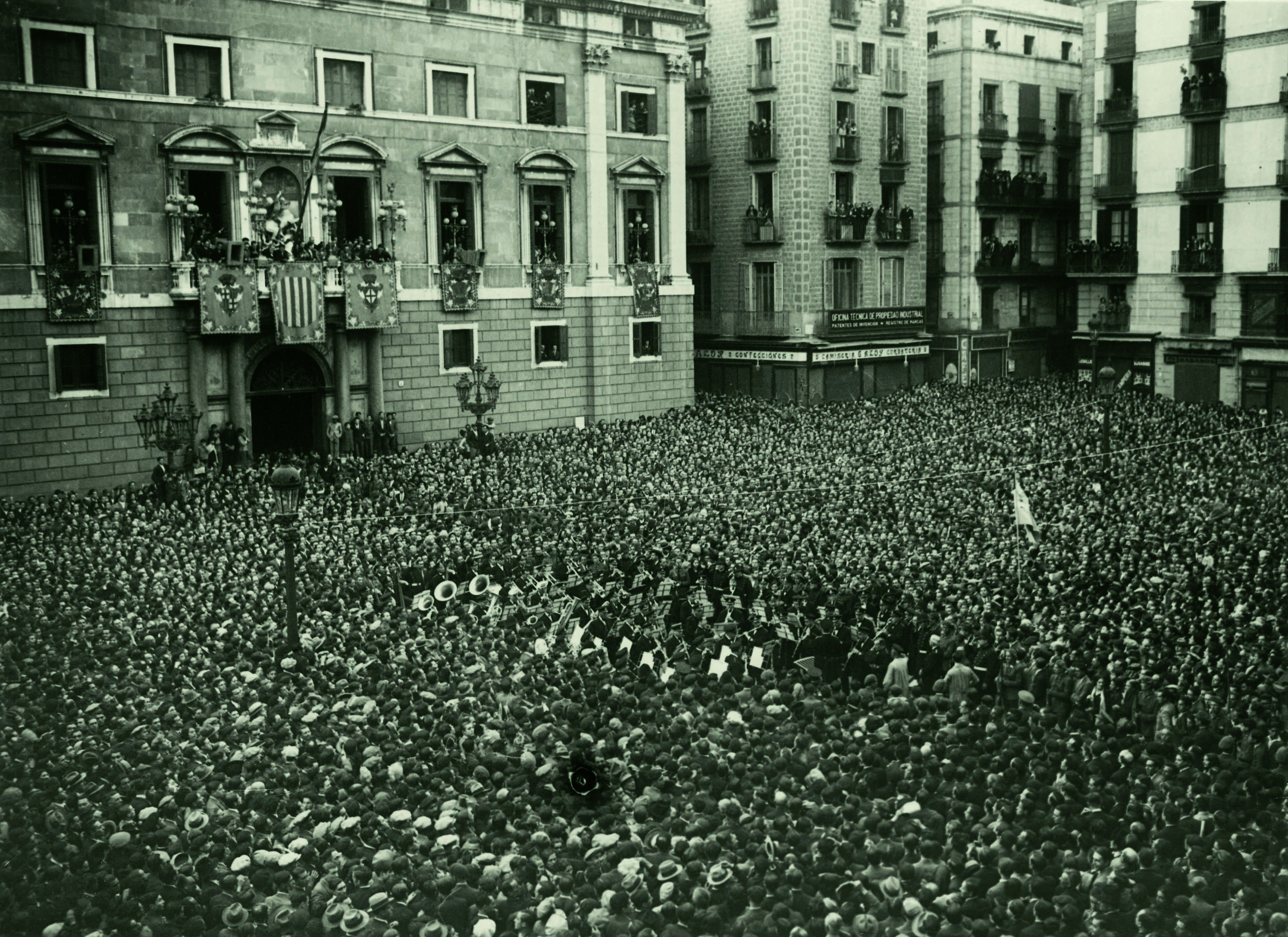
Proclamación de la Segunda República española en la plaza de San Jaime de Barcelona (14 de abril de 1931).

A las 20 horas del 14 de abril de 1931 se constituyó el "Gobierno Provisional" de la República que designó a Niceto Alcalá-Zamora como su presidente. A esa misma hora el rey Alfonso XIII abandonaba Madrid en coche en dirección a Cartagena, donde hacia las cuatro de la madrugada embarcaría rumbo a Marsella. La República no había llegado como consecuencia de un vacío de poder provocado por la abdicación del rey (como en febrero de 1873 cuando tras la abdicación de Amadeo I se proclamó la Primera República), sino como resultado de «una fiesta popular revolucionaria... para celebrar el resultado de las elecciones municipales del día 12 y proclamar festivamente la República. Fue, en fin, esa movilización la que dio su primer carácter al republicanismo, un sentimiento sin raíces profundas en la sociedad, tan amplio como difuso, emotivo, nada estructurado, sin partidos, casi sin afiliados; un republicanismo que había avanzado, incontenible por los cafés, las salas de conferencias, las calles, en las conciencias y en los corazones, sin que al mismo tiempo progresara en organización y en definición programática».

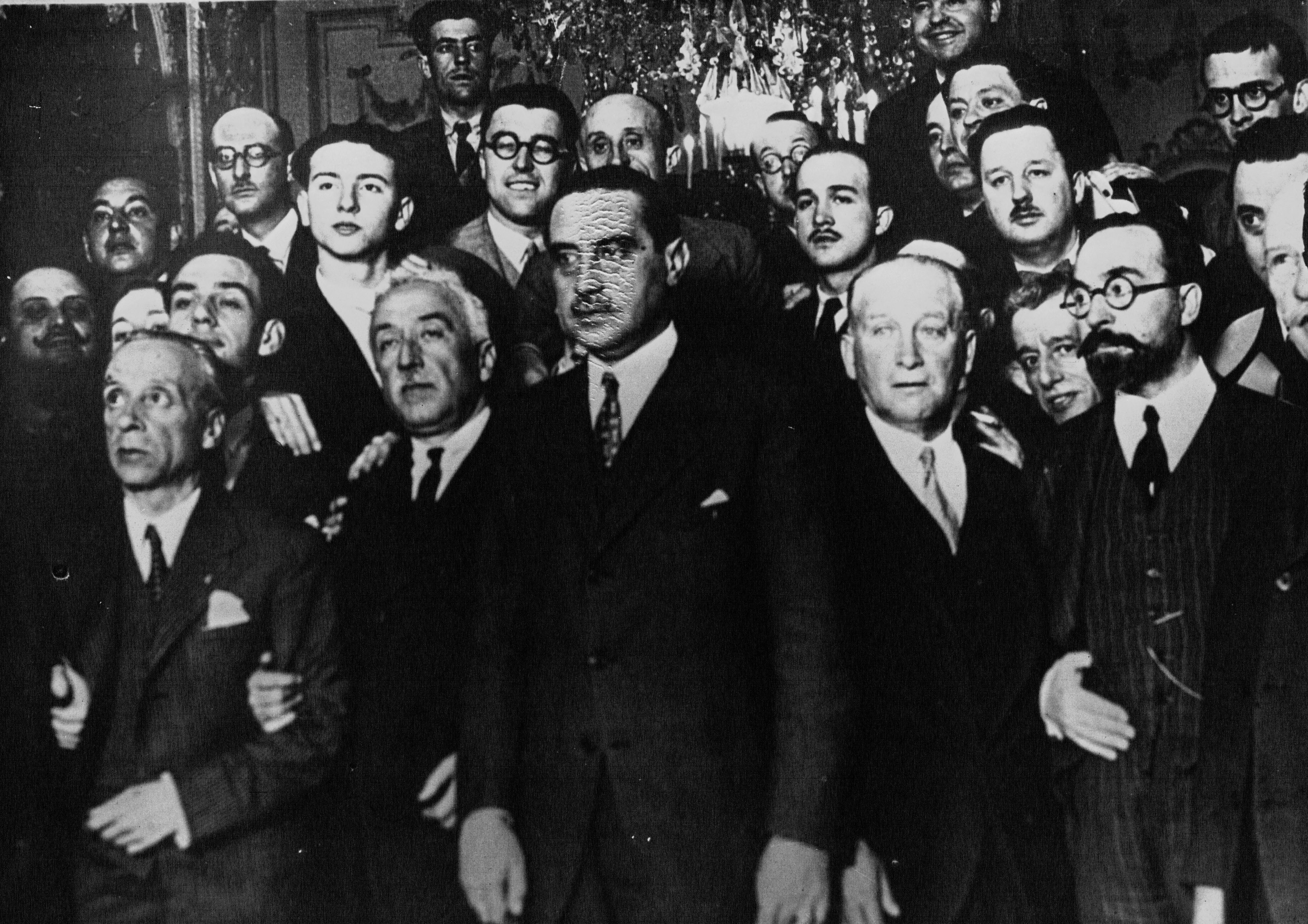
Miembros del Gobierno Provisional de la Segunda República Española. De izquierda a derecha: Álvaro Albornoz, Niceto Alcalá-Zamora, Miguel Maura, Francisco Largo Caballero, Fernando de los Ríos y Alejandro Lerroux.

La primera crisis del Gobierno Provisional se produjo en octubre de 1931 con motivo del debate en las Cortes Constituyentes, formadas tras las elecciones de junio, del artículo 26 de la futura Constitución que se ocupaba de la «cuestión religiosa». En desacuerdo con la redacción final del artículo los dos miembros declaradamente católicos del gobierno provisional, Niceto Alcalá-Zamora y Miguel Maura, dimitieron. Manuel Azaña, ministro de la Guerra que había destacado por su reforma militar y por su intervención en las Cortes para logar una solución de compromiso sobre la «cuestión religiosa», fue quien sustituyó a Alcalá Zamora al frente del gobierno. La rápida unanimidad que se alcanzó para nombrar a Azaña fue debida a que era el único miembro del mismo que contaba con el apoyo del resto de ministros..
La asunción de la presidencia por Manuel Azaña supuso un giro a la izquierda en la política del Gobierno Provisional, lo que acentuó el enfrentamiento entre radicales y socialistas no solo en el gobierno y en las Cortes, sino también fuera de las instituciones. El conflicto se evidenció claramente en Andalucía y en Extremadura, donde los socialistas representaban a los jornaleros sin tierras y los radicales a «labradores y propietarios, personas de orden» perjudicadas por los decretos agrarios del ministro socialista Francisco Largo Caballero e indignadas por los supuestos abusos de poder de las autoridades locales socialistas. Pero también en las ciudades donde los radicales estaban respaldados por «comerciantes, industriales y productores… atemorizados» por el creciente poder de los sindicatos.
El 9 de diciembre las Cortes aprobaron finalmente la nueva Constitución e inmediatamente se planteó la elección del presidente de la República. El primer candidato en el que se pensó fue Alejandro Lerroux, pero este lo rechazó porque estaba convencido de que si ocupaba el cargo su partido, el republicano radical, se desintegraría y, por otro lado, su ambición política era ocupar la presidencia del gobierno, no el cargo más o menos protocolario de la presidencia de la República. Descartado Lerroux, fue elegido el antiguo presidente del Gobierno Provisional, Niceto Alcalá-Zamora, a pesar de la viva oposición que había manifestado sobre la forma como se había resuelto la cuestión religiosa en la Constitución y que le llevó a dimitir.

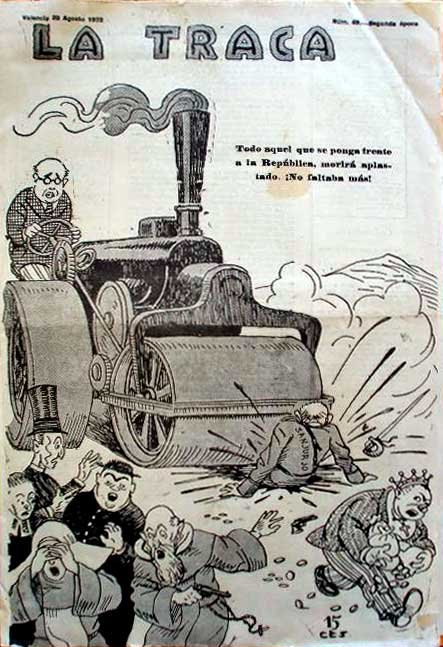
Portada del semanario satírico republicano La Traca del 20 de abril de 1932 en la que aparece el presidente del gobierno Manuel Azaña conduciendo una apisonadora con la que va a acabar con los enemigos de la República. El primer aplastado es el general Sanjurjo. Curas, monjas, frailes, plutócratas y monárquicos huyen despavoridos.

Siguiendo los trámites establecidos en la nueva Constitución, Azaña presentó su dimisión al presidente de la República y este tras las preceptivas consultas con los líderes políticos —Lerroux manifestó de nuevo que no quería ser presidente del gobierno, ya que el nombramiento no iba acompañado del «decreto de disolución», tal como declaró a los periodistas— encargó a Azaña la formación del nuevo gobierno, el primero ordinario de la Segunda República. Azaña intentó que su composición fuera similar a la del Gobierno Provisional, pero Lerroux se negó a participar si continuaban los ministros del PSOE. «O yo o los socialistas, vino a decir [Lerroux] a Azaña», afirma Santos Juliá La decisión de Lerroux de abandonar la coalición respondía también a lo que querían las bases de su partido, cada vez más enfrentadas a los socialistas.
Azaña decidió mantener la coalición republicano-socialista porque estaba convencido de que la democracia no se consolidaría si solo contaba con el apoyo de las clases medias por lo que era necesario atraer a las clases trabajadoras. Descartados los anarcosindicalistas de la CNT porque su propia ideología era contraria al Estado, había que conseguir que los socialistas participaran en las instituciones democráticas como ya estaba sucediendo con mayor o menor fortuna en otros países europeos. Además, el programa de reformas que tenía pensado Azaña sería muy difícil aplicarlo con los socialistas fuera del gobierno. Por otro lado, Azaña prefería tener en la oposición a los radicales antes que a los socialistas —«lanzar a los socialistas a la oposición sería convertir a las Cortes en una algarabía», escribió Azaña en su diario—, aunque fuera a costa de perder el apoyo de parte de las clases medias rurales y urbanas y de ciertos sectores de trabajadores, todos ellos identificados con el partido republicano radical.

### Segundo bienio (1933-1936)
Tras dos años de gobierno de Manuel Azaña durante los cuales se desarrollaron importantes reformas en todos los ámbitos, la coalición republicano-socialista se rompió y el presidente de la República Alcalá Zamora convocó elecciones que se celebrarían en noviembre de 1933.

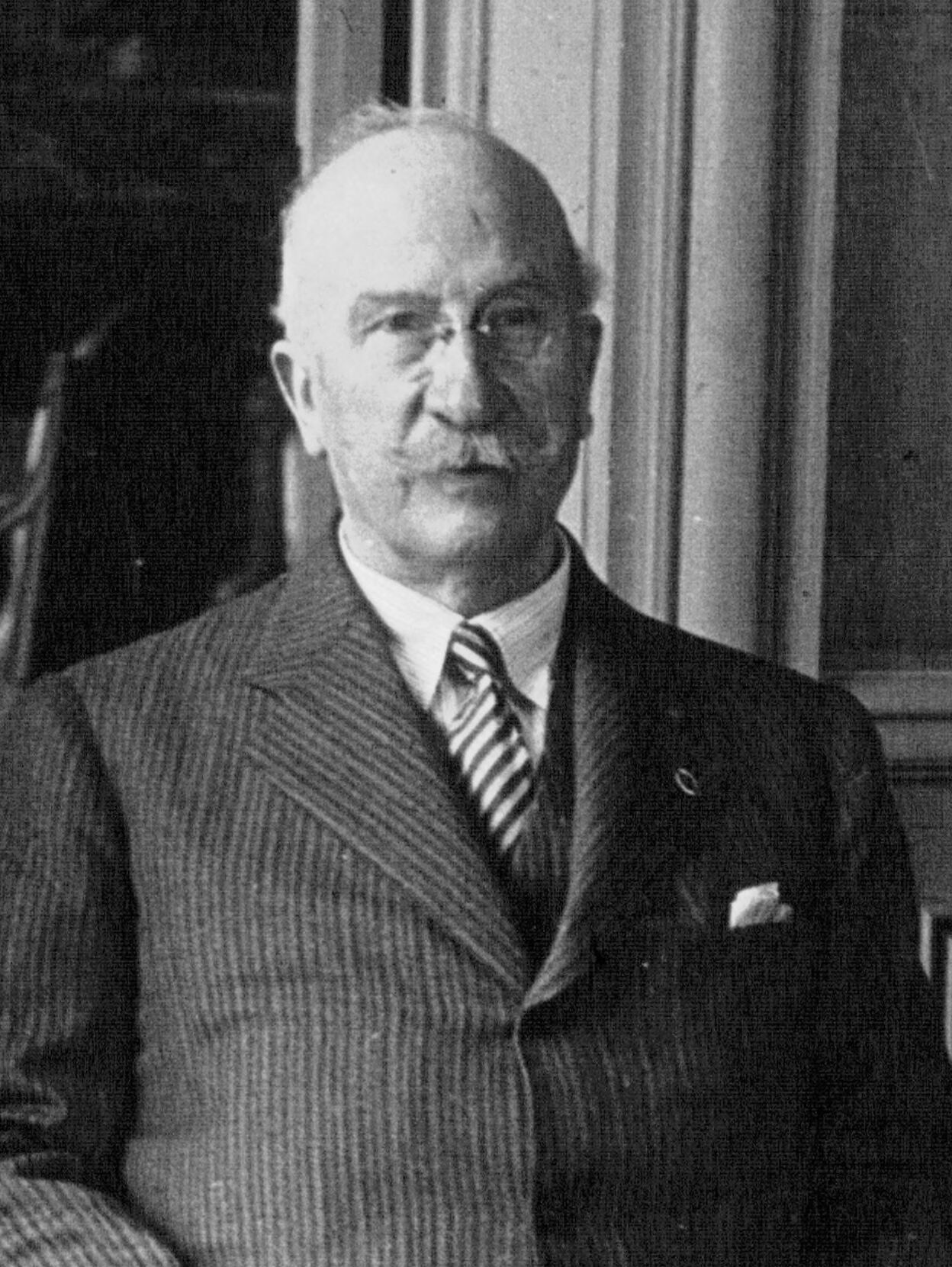
Alejandro Lerroux, líder del Partido Republicano Radical. Tras el triunfo del centro-derecha y de la derecha en las elecciones de noviembre de 1933 formó gobierno con el apoyo parlamentario de la «accidentalista» CEDA de José María Gil Robles con el propósito de «moderar» las reformas del primer bienio.

El Partido Republicano Radical de Alejandro Lerroux, que había encabezado la oposición a los gobiernos de Azaña, especialmente durante 1933, esperaba recoger los frutos de esa campaña y se presentó como una opción de centro, con su propuesta de «República, orden, libertad, justicia social, amnistía». Para ello pactó con otros grupos republicanos de centro-derecha (el Partido Republicano Liberal Demócrata de Melquiades Álvarez y el Partido Republicano Progresista, el partido del presidente de la República, Niceto Alcalá-Zamora) y con la Confederación Española de Derechas Autónomas (CEDA) y el Partido Agrario, las dos formaciones políticas de la derecha no republicana «accidentalista», en las circunscripciones donde fue necesario celebrar segunda vuelta. En cambio, los republicanos de izquierda y los socialistas, que se habían presentado en coalición en las elecciones constituyentes de 1931, ahora lo hicieron por separado. En el PSOE se impuso la postura de Francisco Largo Caballero de romper completamente las relaciones con los republicanos, frente a la posición favorable a la coalición defendida por Indalecio Prieto o Fernando de los Ríos.
El resultado de las elecciones fue una amplia victoria del centro y de la derecha. La CEDA fue la fuerza más votada con 115 diputados, seguida del Partido Republicano Radical que consiguió 102 diputados, por lo que la única opción viable para formar un gobierno estable era que esas dos formaciones políticas alcanzaran algún acuerdo, apoyado por grupos menores, como el Partido Agrario (30 diputados), la Lliga Regionalista (24) o el Partido Republicano Liberal Demócrata (9 diputados), y así alcanzar los 237 diputados necesarios para tener la mayoría en las Cortes.
El líder del Partido Radical Alejandro Lerroux recibió el encargo del presidente de la República Alcalá-Zamora de formar un gobierno «puramente republicano», pero para conseguir la confianza de las Cortes necesitaba el apoyo parlamentario de la CEDA, que quedó fuera del gabinete (siguió sin hacer una declaración pública de adhesión a la República), y de otros partidos de centro-derecha y de derecha (los agrarios y los liberal-demócratas entraron en el gobierno con un ministro cada uno). Como ha señalado Santos Juliá, «los radicales justificaron esa opción como la única vía para incorporar a la derecha católica a la República y lograr así ‘una República para todos los españoles’; la derecha católica de la CEDA la justificó como la mejor manera de acercarse al poder para reformar la Constitución. Respaldado por su triunfo electoral, José María Gil Robles [su líder] se dispuso a llevar a la práctica la táctica de tres fases enunciada dos años antes: prestar su apoyo a un gobierno presidido por Lerroux y dar luego un paso adelante exigiendo la entrada en el gobierno para recibir más tarde el encargo de presidirlo» y, una vez obtenida la presidencia, dar un «giro autoritario» a la República construyendo un régimen similar a las dictaduras corporativistas que acababan de instaurarse en Portugal (1932) y en Austria (1933). Durante la campaña electoral Gil Robles había dejado claro que «la democracia no es para nosotros un fin, sino un medio para ir a la conquista de un Estado nuevo. Llegado el momento, el Parlamento o se somete o lo hacemos desaparecer». Tras su triunfo en las elecciones lanzó la siguiente amenaza: «Hoy, facilitaré la formación de gobiernos de centro; mañana, cuando llegue el momento, reclamaré el poder, realizando la reforma constitucional. Si no nos entregan el poder, y los hechos demuestran que no caben evoluciones derechistas dentro de la República, ella pagará las consecuencias».

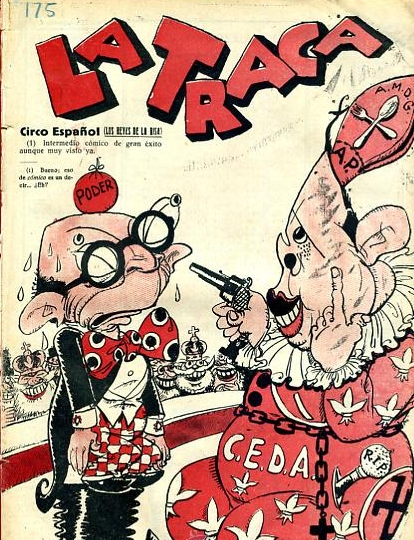
Caricatura del periódico satírico La Traca sobre la presión a la que se vio sometido el gobierno de Ricardo Samper (a la izquierda bajándose los pantalones) por el líder de la CEDA José María Gil Robles (a la derecha con una pistola en la mano, ceñido con un cíngulo de monje y tocado con una mitra que lleva las siglas A.M.D.G., lema de los jesuitas, y A.P., siglas de Acción Popular). El texto dice: "Circo Español (LOS REYES DE LA RISA). (1) Intermedio cómico de gran éxito aunque muy visto ya. (1) Bueno, eso de cómico es un decir... ¿Eh?". Al fondo monarcas coronados riéndose.

Siguiendo su propósito de constituir «una República para todos los españoles», el nuevo gabinete empezó a gobernar con el decidido propósito de «rectificar» el curso emprendido por la República bajo el gobierno de las izquierdas. Lerroux pensaba que sería suficiente «moderar» las reformas del primer bienio, manteniendo la fidelidad a los principios básicos proclamados el 14 de abril, pero pronto surgieron las tensiones porque la CEDA y sus aliados pretendían ir más lejos en la «rectificación» de las mismas.
Diego Martínez Barrio fue el primer miembro del gabinete de Lerroux que dimitió por estar en desacuerdo con la presión que la CEDA ejercía y que inclinaba al gobierno a realizar una política cada vez más derechista. Esto obligó a Lerroux a formar un segundo gobierno el 3 de marzo en el que Rafael Salazar Alonso ocupó la cartera de Gobernación, desde donde acentuaría la dureza en las actuaciones de las fuerzas de orden público. Pero este gobierno solo duró un mes y medio porque cayó a causa de la crisis provocada por la aprobación el 20 de abril de 1934 de la ley de amnistía, que suponía la excarcelación de todos los implicados en el golpe de Estado derechista de 1932 (la «Sanjurjada»), incluido el general Sanjurjo.

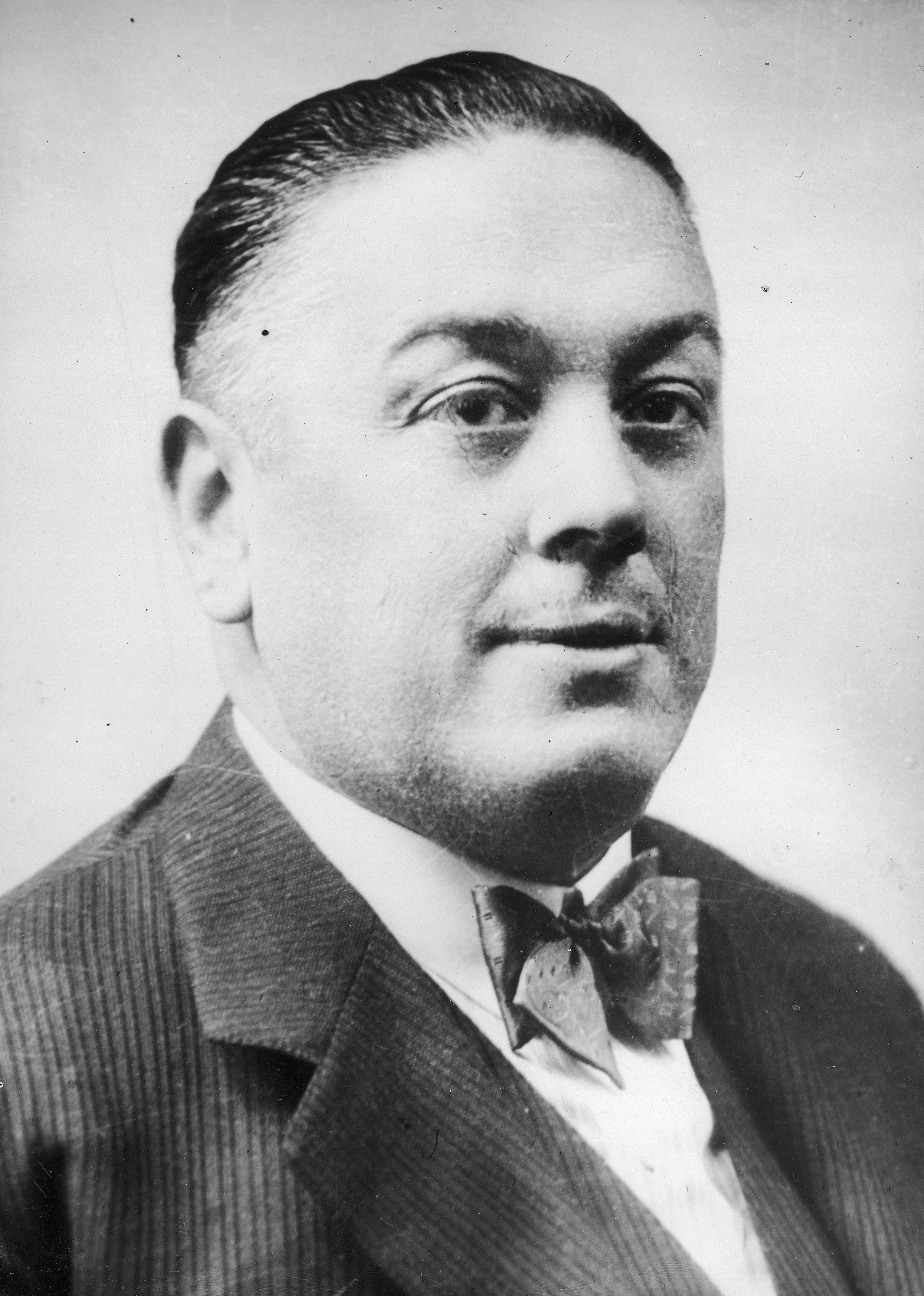
Diego Martínez Barrio abandonó el gobierno de Lerroux y el Partido Republicano Radical en febrero de 1934 en desacuerdo con su «derechización» y fundó poco después Unión Republicana, que iniciaría el acercamiento a Izquierda Republicana, el nuevo partido de Manuel Azaña.

A Lerroux le sustituyó el también radical Ricardo Samper, pero su gobierno nada más nacer perdió el apoyo de diecinueve diputados de su partido que siguieron los pasos de Martínez Barrio: el grupo de disidentes, en un manifiesto publicado el 19 de mayo, afirmaba que dejaba el partido porque este ya no seguía el «viejo ideario radical» y se había «derechizado». Tres meses más tarde, este grupo encabezado por Martínez Barrio se unió al Partido Republicano Radical Socialista (PRRS), encabezado por Félix Gordon Ordás, para dar nacimiento a un nuevo partido llamado Unión Republicana, que pronto inició el acercamiento a Izquierda Republicana, el nuevo partido de Manuel Azaña, surgido en abril de 1934 de la fusión de Acción Republicana, el Partido Republicano Gallego de Santiago Casares Quiroga y el Partido Republicano Radical Socialista Independiente (PRRSI) de Marcelino Domingo.
A la vuelta de las vacaciones parlamentarias, y antes de que se reunieran las Cortes el 1 de octubre, la CEDA anunció que retiraba su apoyo al gobierno de Ricardo Samper y exigía la entrada en el mismo de tres ministros. El motivo aducido fue la supuesta falta de carácter del gobierno de Samper para resolver el conflicto con la Generalidad de Cataluña, presidida por Lluís Companys, con motivo de la aprobación por el parlamento catalán de la Ley de Contratos de Cultivo y la posterior declaración de inconstitucionalidad por el Tribunal de Garantías Constitucionales. Samper dimitió y Alcalá Zamora, a pesar de las presiones que recibió por parte de los republicanos de izquierda para que convocara nuevas elecciones y no consumara la «traición» que suponía «el hecho monstruoso de entregar el gobierno de la República a sus enemigos», se atuvo a las reglas de los sistemas democráticos y propuso a Alejandro Lerroux de nuevo como presidente de un gobierno que incluiría a tres ministros de la CEDA. La composición del nuevo gobierno se hizo pública el día 4 de octubre. Los socialistas cumplieron su amenaza de que desencadenarían la «revolución» si la CEDA accedía al gobierno y convocaron la «huelga general revolucionaria» que comenzaría a las 0 horas del día 5 de octubre. «Una acción revolucionaria cuyas consecuencias fueron desastrosas».

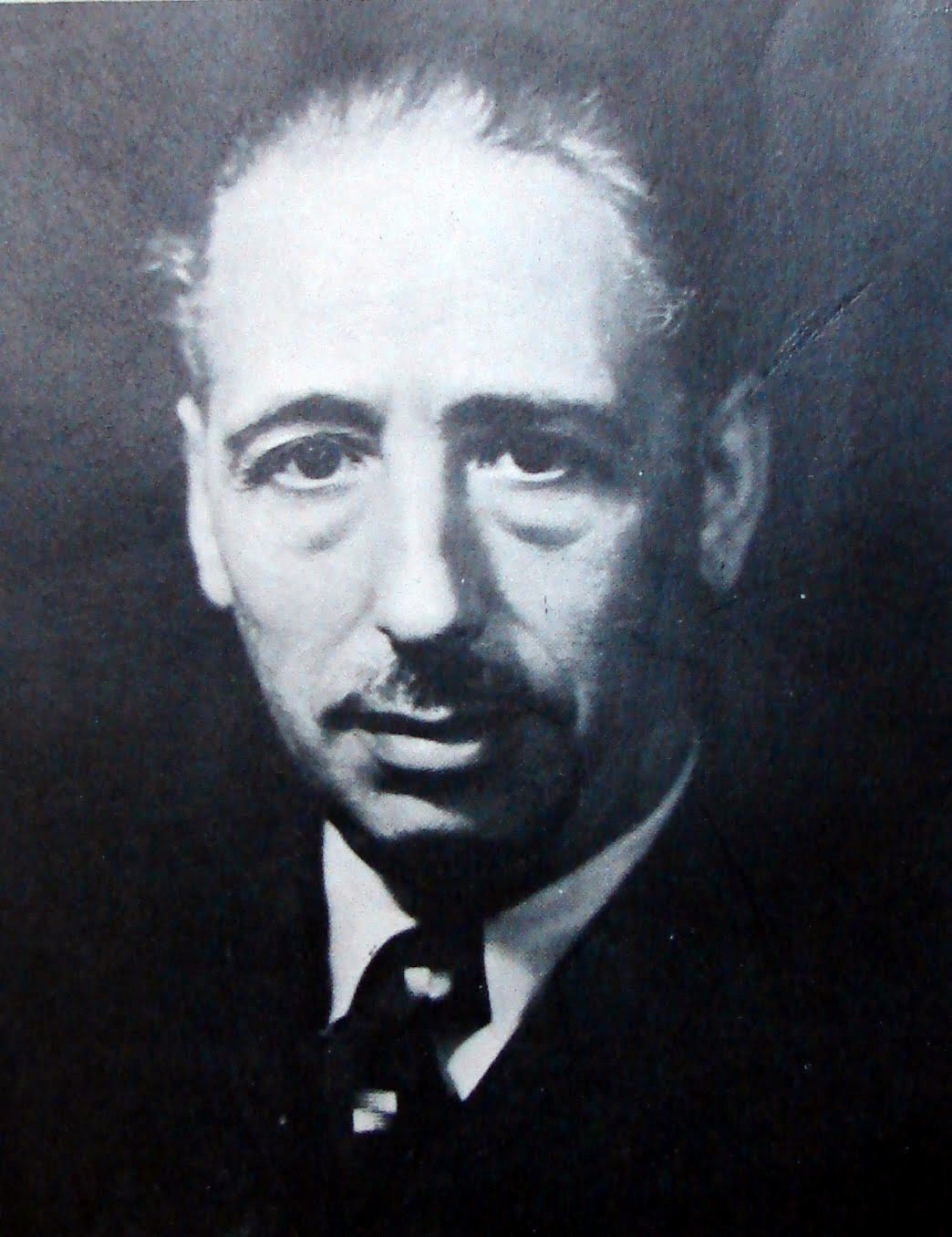
El presidente de la Generalidad de Cataluña Lluís Companys fue juzgado y encarcelado tras la fracasada Proclamación del «Estado Catalán» de octubre de 1934. Saldría de prisión en febrero de 1936 tras la amnistía aprobada por el gobierno del Frente Popular.

La «Revolución de Octubre» de 1934 fue un completo fracaso y tanto socialistas como anarquistas, que salieron de la misma escindidos y muy debilitados, abandonaron la «vía insurreccional». Pero a pesar de ello «Octubre» hizo aumentar en la derecha su temor a que en un próximo intento la «revolución bolchevique» acabara triunfando. El líder monárquico José Calvo Sotelo, antiguo ministro de la dictadura de Primo de Rivera, propuso directamente como alternativa la «desaparición del sistema democrático, sustituido por una dictadura cívico-militar» que daría paso a «la instauración de la monarquía neotradicionalista y del Estado Nuevo totalitario». Sin embargo, el líder de la CEDA José María Gil Robles no secundó esta propuesta y mantuvo la «vía parlamentaria» que había emprendido, aunque acentuando la presión sobre su socio de gobierno, el Partido Republicano Radical, para llevar adelante una política más decididamente «antirreformista» («contrarrevolucionaria»), lo que no dejó de producir crecientes tensiones entre ellos.
Durante esta etapa de los gobiernos radical-cedistas, «a diferencia de lo ocurrido en el periodo de los gobiernos radicales con el apoyo externo de la CEDA», sí se produjo «un desmantelamiento sustancial de las reformas del primer bienio republicano. En mayo de 1935 Lerroux se vio obligado a ampliar el número de ministros de la CEDA —que pasaron de tres a cinco, uno de ellos el propio Gil Robles al frente del Ministerio de la Guerra—, tras la crisis de gobierno provocada por la dimisión de los tres ministros de esta formación política que se negaron a aprobar la conmutación de la pena de muerte por la cárcel de dos de los dirigentes socialistas de la «Revolución de Asturias» (los diputados Ramón González Peña y Teodomiro Menéndez). En consecuencia, en el nuevo gobierno la mayoría ya no la tenían los republicanos de centro-derecha, sino la derecha no republicana «accidentalista» de la CEDA y el Partido Agrario, lo que sucedía por primera vez durante la República, con lo que su política se «derechizó» aún más (el nuevo ministro de Agricultura, Nicasio Velayos Velayos, puso en marcha un programa de «contrarreforma» agraria, el segundo punto del «programa mínimo» de la CEDA, tras la amnistía de los implicados en la «Sanjurjada»).
La cuestión del alcance de la reforma de la Constitución y la de la devolución a la Generalidad catalana de algunas de las competencias que habían sido suspendidas con motivo de la «Revolución de Octubre» abrió una crisis en el gobierno. Así el 17 de septiembre, Lerroux aprovechó la dimisión del ministro de Marina, Antonio Royo Villanova, un furibundo anticatalanista miembro del Partido Agrario que exigía la derogación del Estatuto de Autonomía de Cataluña, al que le siguió su compañero de partido Nicasio Velayos Velayos, para disolver su gobierno y renunciar a seguir al frente del mismo.
Lerroux fue sustituido por un hombre de confianza del presidente de la República Alcalá Zamora, el financiero liberal Joaquín Chapaprieta, que mantuvo la alianza radical-cedista con Lerroux y Gil Robles en el gobierno, e incluyó un ministro de la Lliga Regionalista, para ampliar la base parlamentaria del mismo. Pero este gobierno, formado el 25 de septiembre, se vio afectado por el estallido del escándalo del estraperlo, que provocó la salida de Lerroux del gabinete el 29 de octubre y del resto de ministros radicales, y más tarde por el asunto Nombela que constituyó el golpe definitivo para el Partido Republicano Radical, del que no se recuperaría. El escándalo del estraperlo se convirtió en la tumba de Lerroux y de su partido, «el más sincero y coherente defensor» del sistema democrático, según Gabriele Ranzato.

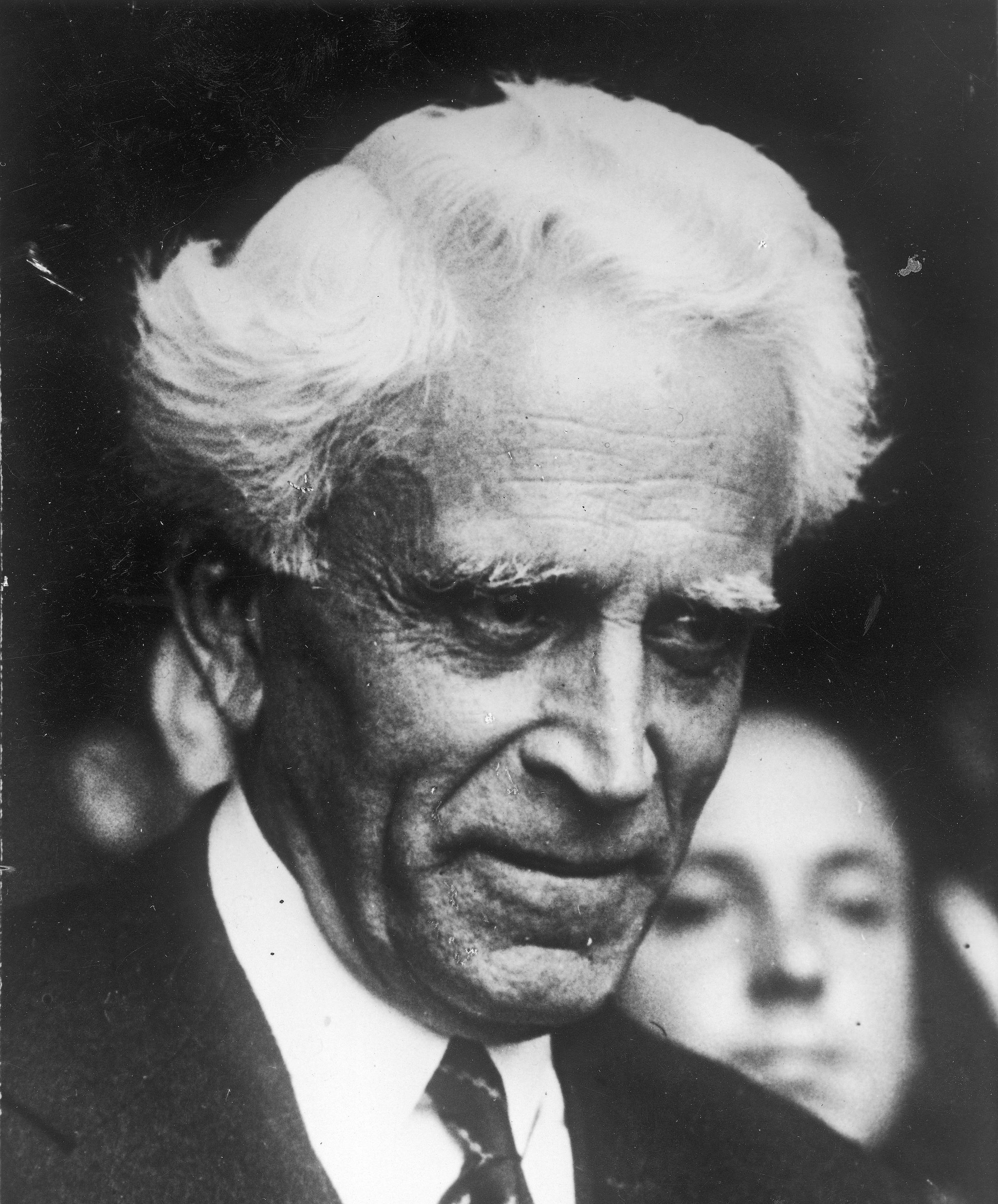
Manuel Portela Valladares fue nombrado por Alcalá Zamora presidente del Gobierno tras haberse negado a nombrar a José María Gil Robles, líder de la «accidentalista» CEDA, por desconfiar de su fidelidad a la República. Portela Valladares fundará desde el Gobierno el Partido del Centro Democrático que será completamente derrotado en las elecciones de febrero de 1936 que fueron ganadas por el Frente Popular.

El hundimiento de los radicales convenció a Gil Robles de que había llegado el momento de culminar su estrategia para alcanzar el poder y retiró el apoyo al gobierno de Chapaprieta. El 9 de diciembre de 1935, el día en que se cumplían cuatro años de la Constitución de 1931 (por lo que a partir de ese momento no era necesaria la mayoría de 2/3 de los diputados para modificar la Constitución, sino que era suficiente con la mayoría absoluta), Gil Robles exigió la presidencia del gobierno. Pero el presidente de la República Alcalá Zamora se negó a dar el poder a una fuerza «accidentalista» que no había proclamado su fidelidad a la República y encargó la formación de gobierno a un independiente de su confianza, Manuel Portela Valladares, quien constituyó un gabinete republicano de centro-derecha excluyendo a la CEDA.
Finalmente, Alcalá Zamora ya no pudo prolongar más la situación de interinidad y disolvió el Parlamento el 7 de enero de 1936. Las elecciones se celebrarían el 16 de febrero, la primera vuelta, y 1 de marzo, la segunda. Al mismo tiempo Alcalá Zamora encargó a Portela Valladares que formara un partido republicano de centro que se presentara a las elecciones con la finalidad de ganarlas y consolidar así la democracia republicana.
Por su parte, Manuel Azaña, que se había convertido tras su injusta detención por los sucesos de octubre de 1934 en un «mártir político» y en un símbolo para la izquierda —Azaña había recorrido el país dando tres mítines multitudinarios: el del campo de Mestalla (Valencia), el 26 de mayo; el de Baracaldo (Vizcaya), el 14 de julio, y el de Comillas (Madrid), el 20 de octubre— propuso la vuelta a la alianza republicano-socialista del primer bienio con el fin de conseguir una «inteligencia republicana» que devolviera al régimen sus valores democráticos. En abril Azaña había alcanzado un pacto de «Conjunción Republicana» entre su propio partido (que ahora se llamaba Izquierda Republicana al fusionarse Acción Republicana el año anterior con el Partido Radical-Socialista «independiente» de Marcelino Domingo y la ORGA de Santiago Casares Quiroga) y la Unión Republicana de Diego Martínez Barrio, que se había escindido en 1934 del Partido Republicano Radical de Lerroux, y el Partido Nacional Republicano de Felipe Sánchez Román.
A mediados de noviembre de 1935 Azaña ofreció al PSOE la formación de la coalición electoral en base al acuerdo de conjunción de las fuerzas de la izquierda republicana. El sector del PSOE encabezado por Francisco Largo Caballero puso como condición que se incluyera al Partido Comunista de España (PCE), lo que motivó la salida de la Conjunción Republicana del partido de Sánchez Román. La firma del pacto entre los republicanos de izquierda y los socialistas tuvo lugar el 15 de enero de 1936. El PSOE cuando estampó su firma lo hizo también en nombre del PCE y de otras organizaciones obreras (el Partido Sindicalista de Ángel Pestaña y el POUM).
El programa de la coalición, que comenzó a ser llamada «Frente Popular», a pesar de que ese término no aparecía en el documento firmado el 15 de enero y de que era un nombre que nunca aceptó Azaña, era el de los republicanos de izquierda (y solo se mencionaban las aspiraciones de las fuerzas «obreras» con las que los republicanos de izquierda no estaban de acuerdo). El programa incluía, en primer lugar, la amnistía para los delitos «políticos y sociales» (el excarcelamiento de todos los detenidos por la «Revolución de Octubre»), la continuidad de la legislación reformista del primer bienio y la reanudación de los procesos de autonomía de las «regiones», que llevaba aparejada la reforma del Tribunal de Garantías Constitucionales. El gobierno estaría formado exclusivamente por republicanos de izquierda y los socialistas le darían su apoyo desde el parlamento para cumplir el programa pactado. Así pues, la alianza de 1936 era circunstancial, limitada a las elecciones, y por tanto bien diferente a la de 1931.

### Frente Popular
El Frente Popular ganó las elecciones y Manuel Azaña formó gobierno que conforme a lo pactado solo estaba integrado por ministros republicanos de izquierda (nueve de Izquierda Republicana y tres de Unión Republicana, más uno independiente, el general Carlos Masquelet, ministro de la guerra). Pero en mayo de 1936 Azaña pasaba a ocupar la Presidencia de la República, tras la destitución por las Cortes de Alcalá Zamora, mientras que la presidencia del Gobierno era desempeñada por uno de sus colaboradores más fieles, Santiago Casares Quiroga.

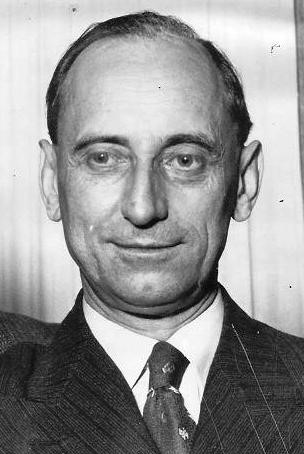
Santiago Casares Quiroga, presidente del gobierno del Frente Popular desde mayo de 1936. Todavía sigue siendo objeto de debate entre los historiadores si su gobierno fue desbordado por la creciente violencia política y los desórdenes públicos y hasta qué punto fue responsable de la inestabilidad de la República durante los dos meses que estuvo en el poder.

El gobierno de Santiago Casares Quiroga, integrado de nuevo por republicanos de izquierda exclusivamente, incluida Esquerra Republicana de Cataluña, continuó con la política que había iniciado el gobierno Azaña, aunque la percepción que tuvieron ciertos sectores de la época, no solo de las derechas, sino también del centro y de la izquierda moderada, era que constantemente estaba cediendo ante la presión de la izquierda revolucionaria, encabezada por el sector largocaballerista del PSOE. Luis Araquistain, principal ideólogo del largocaballerismo, calificó a Casares Quiroga como «un buen hombre de acción» y le conminó a conducir la lucha «todos los días y a todas horas» contra «los enemigos de la República y del proletariado». Sin embargo, el propio Casares Quiroga mostró su inquietud por no lograr controlar el desorden que se iba extendiendo en el discurso de presentación de su gobierno en las Cortes (pronunciado el 19 de mayo) en el que pidió a los representantes de la izquierda del Frente Popular que le prestaran ayuda.
La actitud más firme de Casares Quiroga respondía a las crecientes desavenencias entre los republicanos de izquierda y la izquierda revolucionaria. El primer partido en pronunciarse fue el Partido Nacional Republicano, de Felipe Sánchez Román, que en una declaración del 25 de mayo denunció el «fracaso del llamado Frente Popular [del que no formaba parte] en la forma en que actualmente se desenvuelve» y proponía «la formación de un Gobierno integrado por los representantes de todas las fuerzas republicanas» y «si el Gobierno no cuenta con asistencia parlamentaria, se suspenderán las sesiones de las Cortes». El 11 de junio era el grupo parlamentario de Izquierda Republicana y de Unión Republicana el que instaba al gobierno a restablecer el orden de forma más enérgica. El 29 de junio Diego Martínez Barrio dijo lo mismo que venía reiterando el socialista centrista Indalecio Prieto desde hacía tiempo («Un pueblo no puede vivir en constante estado de insurrección», afirmó), añadiendo que «los republicanos, dentro de la República, no tienen nada que hacer revolucionariamente».

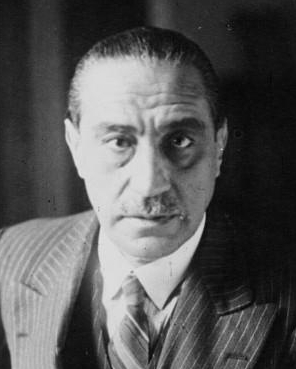
El político republicano conservador Miguel Maura en 1936. Propuso la instauración de una "Dictadura Nacional Republicana" para hacer frente a la amenaza golpista y a la amenaza revolucionaria.

Durante los meses de mayo y junio se produjeran conversaciones entre algunos políticos republicanos y algunos socialistas moderados como Indalecio Prieto y Julián Besteiro, en las que pudo participar el propio presidente de la República Manuel Azaña, para formar un gobierno de «salvación nacional» que hiciera frente a la «agitación revolucionaria» y al posible golpe militar, pero Prieto no quiso partir el PSOE en dos, por lo que el proyecto se mostró inviable al no poder contar con una mayoría suficiente en las Cortes. Por eso se empezó a hablar también de formar una «dictadura republicana». Su principal promotor fue el republicano liberal-conservador Miguel Maura. «Somos los republicanos y aquella parte del socialismo no contaminado con la locura revolucionaria quienes hemos de asumir la tarea de rectificar el rumbo de la República, so pena de vernos en el trance de soportar que de fuera venga, por la derecha o por la izquierda, no sólo la rectificación, sino el barrido integral de todas las instituciones republicanas», escribió Maura.
Durante el importante debate parlamentario celebrado el 16 de junio, el presidente del gobierno Casares Quiroga rechazó el «gobierno de plenos poderes» pues para él, como «republicano y como demócrata» «que ha jurado cumplir y hacer cumplir la Constitución», «no hay necesidad de más poderes que los que están dentro de las leyes aprobadas por las Cortes». Diego Martínez Barrio, el más moderado de los líderes del Frente Popular, también se mostró favorable a la continuidad de la coalición, aunque seguía abogando por un gobierno presidido por Prieto, una alternativa que al parecer todavía acariciaba Azaña.
Pero lo cierto era que el gobierno de Casares Quiroga tenía muchos problemas para hacerse obedecer en todo el territorio nacional. El diario liberal El Sol ya lo había denunciado a finales de mayo: «hay muchas provincias que ofrecen en la actualidad una impresión de falta de autoridad y desacierto en el mando. Pueden contarse en los dedos de una sola mano los gobernadores que saben cumplir con los deberes que el cargo impone». Gabriele Ranzato puntualiza que el problema con los gobernadores civiles no era que desconocieran sus deberes, sino que a menudo «tenían que afrontar situaciones que era difícil resolver incluso con las mejores dotes de temple y energía», porque estaban provocadas por esos «elementos irresponsables» a los que se refería El Sol, es decir, por las «masas proletarias» dirigidas por organizaciones políticas y sindicales cuyo apoyo en las Cortes era imprescindible para la supervivencia del gobierno (una contradicción que ya había denunciado Agustí Calvet Gaziel en La Vanguardia).

### Guerra Civil (1936-1939)
En la tarde del viernes 17 de julio de 1936 se inició en el Protectorado de Marruecos el golpe de Estado que iba a dar inicio a la guerra civil. Esa misma tarde el gobierno de Santiago Casares Quiroga cursó las primeras órdenes al Ejército, a la Marina y a los gobernadores civiles para que actuaran. Al día siguiente la sublevación militar se había extendido a la península y las organizaciones obreras (CNT y UGT) reclamaban «armas para el pueblo» para acabar con ella, a lo que el gobierno se negó.

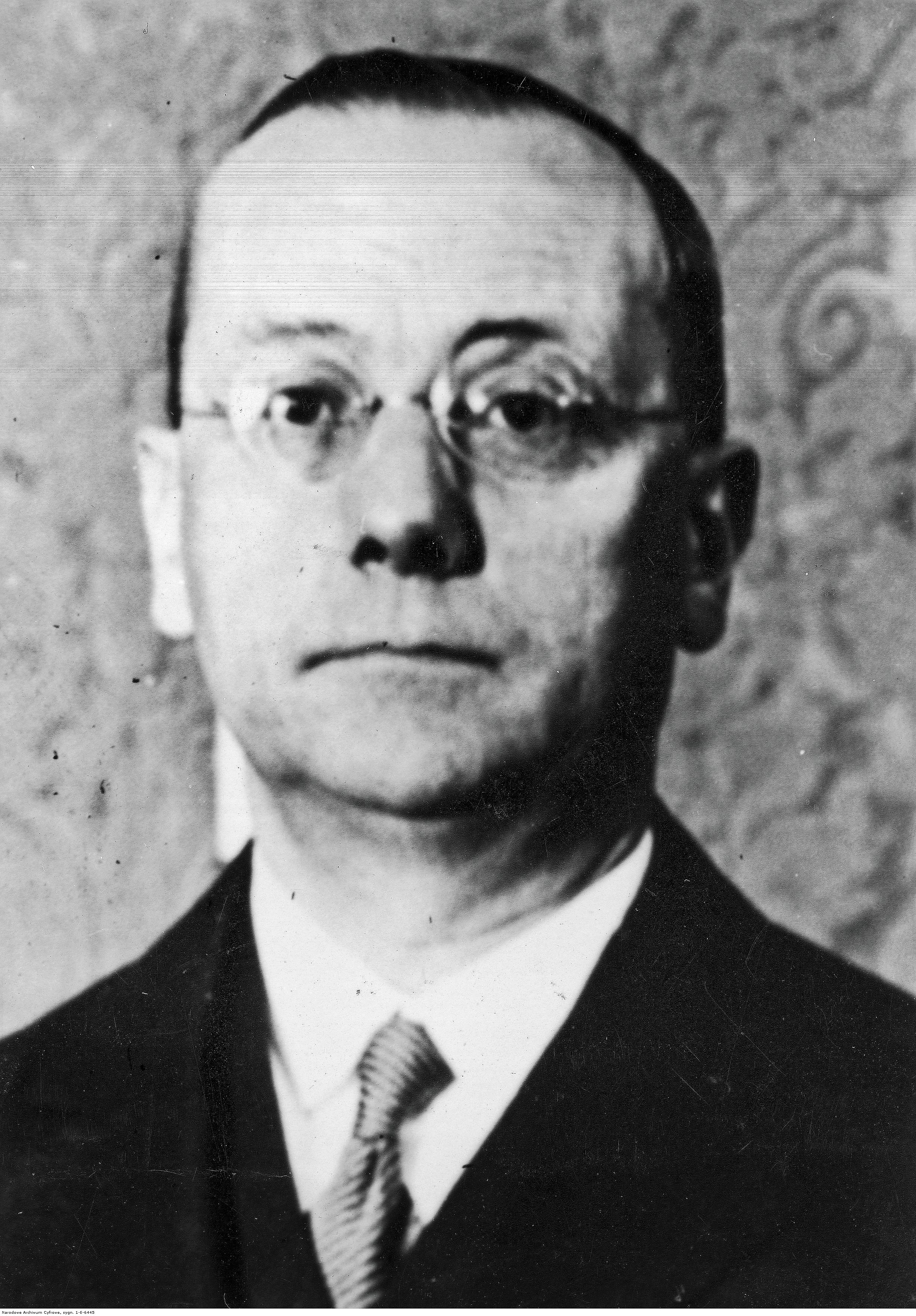
José Giral fue nombrado presidente del Gobierno por Azaña tras la dimisión de Casares Quiroga y el fracaso de Martínez Barrio en su «negociación» con el general golpista Emilio Mola. Giral tomó una decisión trascendental: entregar armas a las dos grandes organizaciones sindicales: UGT y CNT.

La noche de ese sábado 18 de julio Casares Quiroga presentó su dimisión al presidente de la República Manuel Azaña y este encargó a Diego Martínez Barrio, presidente de las Cortes y líder de Unión Republicana, que formara un gobierno con el mayor apoyo político posible, dejando fuera a los dos extremos (la CEDA y el Partido Comunista de España), cuyo objetivo sería conseguir «detener la rebelión» sin recurrir al apoyo armado de las organizaciones obreras. Martínez Barrio formó un gobierno que, aunque difería poco del anterior (no consiguió que se integraran en él los socialistas), incluyó a políticos moderados y dispuestos a llegar a algún tipo de acuerdo con los militares sublevados, como el líder del Partido Nacional Republicano Felipe Sánchez Román, que no llegó a sumarse a la coalición del Frente Popular porque en ella se integró el Partido Comunista, o Justino de Azcárate. En la madrugada del sábado 18 al domingo 19 de julio, Martínez Barrio habló por teléfono con el general Emilio Mola, El Director de la sublevación, pero este se negó rotundamente a cualquier tipo de transacción. Ante este fracaso el «gobierno de conciliación» dimitió a última hora de la tarde del domingo 19 de julio.
Azaña nombró como nuevo presidente del gobierno a un hombre de su partido José Giral, que formó un gobierno integrado únicamente por republicanos de izquierda, aunque con el apoyo explícito de los socialistas. Giral tomó la decisión de entregar armas a las organizaciones obreras, algo a lo que también se había negado Martínez Barrio porque consideraba que ese hecho traspasaba el umbral de la defensa constitucional y «legal» de la República. A causa de esta decisión el Estado republicano perdió el monopolio de la violencia, por lo que no pudo impedir que se iniciara una revolución social, ya que las organizaciones obreras no salieron a la calle «exactamente para defender la República, a la que se le había pasado la oportunidad, sino para hacer la revolución. A donde no había llegado la República con sus reformas, llegarían ellos con la revolución. (...) Un golpe de estado contrarrevolucionario, que intentaba frenar la revolución, acabó finalmente desencadenándola».
El gobierno Giral, integrado únicamente por los republicanos de izquierda, no representaba en absoluto a las fuerzas que estaban llevando a cabo la intensa movilización social, política y militar abierta con la sublevación de julio de 1936. Así que cuando el 3 de septiembre en su marcha hacia Madrid el Ejército de África sublevado, al mando del general Franco, tomó Talavera de la Reina (provincia de Toledo), después de haber cruzado el Estrecho de Gibraltar y ocupado Extremadura, José Giral, falto de apoyos y de autoridad, presentó la dimisión al presidente de la República Manuel Azaña, para que le pudiera sustituir un Gobierno que representara «a todos y cada uno de los partidos políticos y organizaciones sindicales y obreras de reconocida influencia en la masa del pueblo español».

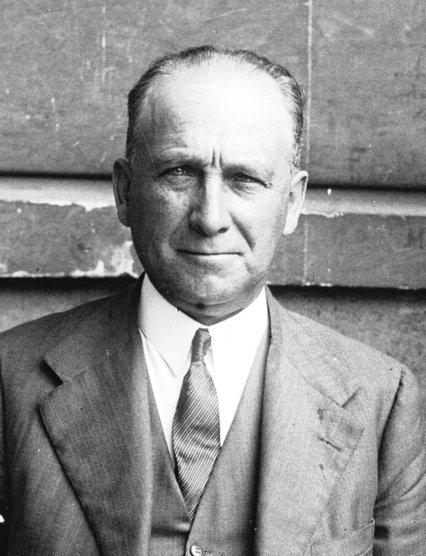
El socialista Francisco Largo Caballero presidió el Gobierno de la República entre septiembre de 1936 y mayo de 1937.

Tras la dimisión de Giral, el presidente de la República Manuel Azaña encargó la formación de un «gobierno de coalición» a Francisco Largo Caballero, el líder socialista de UGT, una de las dos centrales sindicales que, junto con la CNT, estaban protagonizando la revolución. Largo Caballero, que además de la presidencia asumió el ministerio clave de Guerra, entendió este gobierno como una gran «alianza antifascista» y así dio entrada en el gabinete al mayor número posible de representaciones de los partidos y sindicatos que luchaban contra la rebelión. Sin embargo, el gobierno no se completó realmente hasta dos meses después, cuando el 4 de noviembre (en el momento en que las tropas sublevadas ya estaban a las afueras de Madrid) se integraron en él cuatro ministros de la CNT, entre ellos la primera mujer que fue ministra en España, Federica Montseny. La «unidad antifascista» era ya así un hecho. Con una excepción, la de los comunistas antiestalinistas del POUM, cuya presencia en el gabinete fue vetada por el PCE.
En la primavera de 1937, tras la decisión del Generalísimo Franco —máxima autoridad política y militar de la zona sublevada desde el 1 de octubre de 1936— de poner fin por el momento a la toma de Madrid después de la victoria republicana en la batalla de Guadalajara, se abría la perspectiva de una guerra larga y pronto estalló la crisis entre las fuerzas políticas que apoyaban a la República en los «sucesos de mayo de 1937» en Barcelona.
Los «sucesos de mayo», que se saldaron con la derrota de la CNT y del POUM, tuvieron una repercusión inmediata en el gobierno de Largo Caballero. La crisis la provocaron el día 13 de mayo los dos ministros comunistas que amenazaron con dimitir si Largo Caballero no dejaba el Ministerio de la Guerra (el PCE, especialmente desde la caída de Málaga el 8 de febrero, le hacía responsable de las continuas derrotas republicanas) y no disolvía el POUM. En este ataque a Largo Caballero los comunistas contaban con el apoyo de la fracción socialista de Indalecio Prieto, que controlaba la dirección del PSOE, que como los comunistas querían eliminar del gobierno a las organizaciones sindicales, UGT y CNT, y reconstruir el Frente Popular. Al no encontrar los apoyos suficientes para su gobierno Largo Caballero dimitió el 17 de mayo y el presidente Manuel Azaña, que también estaba en desacuerdo con la presencia de las dos centrales sindicales en el gobierno, nombró a un socialista «prietista», Juan Negrín, nuevo jefe de Gobierno. Al día siguiente el órgano de la CNT Solidaridad Obrera declaraba en su editorial: «Se ha constituido un gobierno contrarrevolucionario».

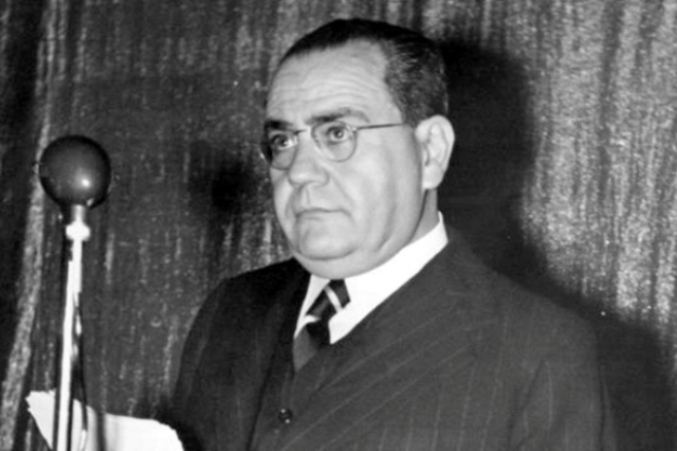
El socialista Juan Negrín fue el último presidente del Gobierno de la República. Su lema fue «resistir es vencer».

El gobierno de Negrín tenía como objetivo fundamental poner fin a la «etapa revolucionaria» de los primeros diez meses de la guerra. Por ello la composición del mismo ya no tuvo el carácter sindical del anterior presidido por Largo Caballero, sino que respondió a la reconstrucción del Frente Popular basada en los dos principales partidos de aquellos momentos en la España republicana, el Partido Socialista Obrero Español (recompuesto tras la desaparición como fuerza de primera línea del «caballerismo») y el Partido Comunista de España, que contaba con el prestigio derivado de la ayuda militar que la Unión Soviética prestaba a la República. Asimismo con este gobierno el discurso sobre la guerra cambió y de la «guerra revolucionaria» se pasó a una «guerra nacional» contra los invasores alemán e italiano y sus aliados franquistas españoles. Según Santos Juliá, detrás de este gobierno estaba Manuel Azaña, que pretendía «un gobierno capaz de defenderse en el interior y de no perder la guerra en el exterior». Esta influencia de Azaña en el gabinete también se concretó en la presencia de José Giral, un hombre de la plena confianza del presidente de la República, al frente del ministerio de Estado, una cartera muy importante dada la internacionalización de la guerra civil española.
Las derrotas militares y el empeoramiento del contexto internacional, desataron las tensiones políticas entre las diversas fuerzas que apoyaban a la República, provocando la crisis de marzo-abril de 1938, la segunda gran crisis interna del bando republicano. Entonces se rompió «el precario consenso en el que se había asentado el primero gabinete Negrín de mayo de 1937» dando paso al enfrentamiento entre el «negrinismo», o partido de la resistencia, y el «antinegrinismo», o partido de la paz. Este último estaba encabezado por el propio presidente de la República Manuel Azaña, apoyado por los republicanos de Izquierda Republicana y Unión Republicana más los nacionalistas catalanes y vascos, y por Indalecio Prieto al frente de un sector del PSOE. Tanto Azaña como Prieto consideraban que los desastres militares de la batalla de Teruel y la ofensiva de Aragón demostraban que el ejército republicano nunca podría ganar la guerra y que había que negociar una rendición con apoyo franco-británico. Frente a ellos, Negrín y el sector del PSOE que lo apoyaba junto con los comunistas eran firmes partidarios de continuar resistiendo bajo la consigna «resistir es vencer». Para Negrín la alternativa de negociar el final de la guerra con el enemigo significaba casi seguro la aniquilación de la República, por lo que la única salida posible era resistir para prolongar la guerra a la espera que se desencadenase en Europa una guerra a escala continental, lo que obligaría a Francia y al Reino Unido a acudir en ayuda de la República.

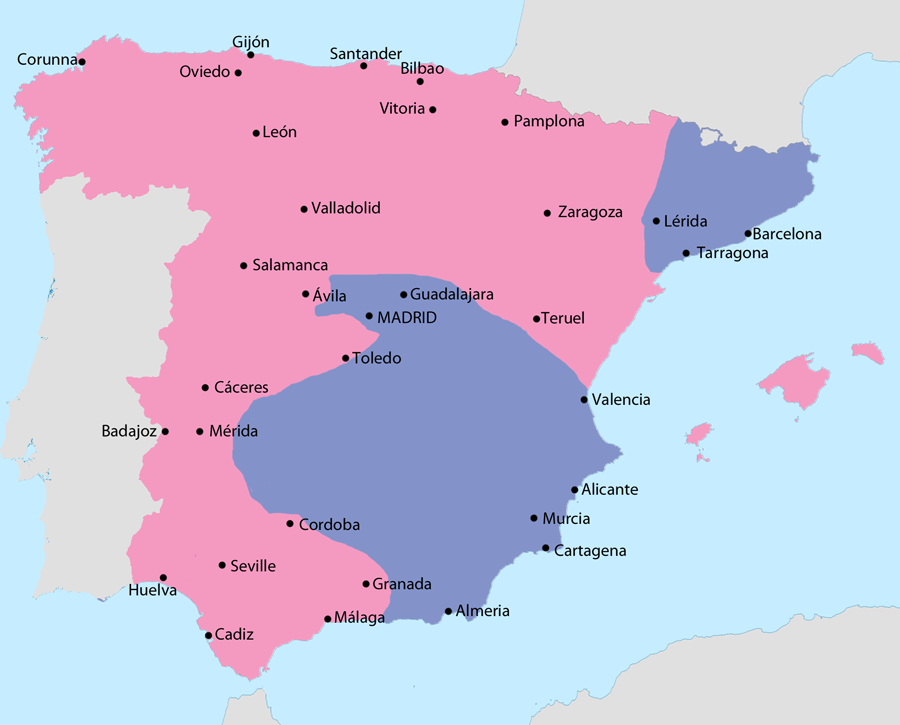
Mapa de la guerra civil española (en rosa la España controlada por el bando sublevado; en azul, la que seguía bajo la autoridad de la República) en julio de 1938, el mes en que se inició la decisiva batalla del Ebro que fue ganada por los «nacionales», lo que les abrió las puertas de Cataluña.

La crisis se saldó con la salida del gobierno de Prieto (habiendo declarado su convicción de que la guerra estaba perdida, Prieto era el peor de los ministros de Defensa posible) y el propio Negrín asumió su cartera. A partir de entonces «la España republicana queda dividida en dos tendencias separadas por las profundas simas de la desconfianza, el recelo y la descalificación mutua». José Giral, que continuó como ministro sin cartera, fue sustituido en el ministerio de Estado por el socialista Julio Álvarez del Vayo. Como ha señalado Julio Aróstegui, este gobierno tuvo que «hacer frente e ir amoldándose al progresivo hundimiento militar de la República, el abandono internacional, el cansancio de la población y la ruptura progresiva de la unidad política frente a la sublevación. Hay, no obstante, una política de Negrín que se mantiene permanentemente como objetivo de guerra y que no hace sino afirmarse cada vez como única alternativa: la de continuación de la guerra hasta el fin en el supuesto de que no era posible obtener del enemigo, de Franco, una verdadera negociación de paz, con condiciones distintas de la rendición».
Ante la victoriosa ofensiva del ejército franquista sobre Cataluña —el 26 de enero de 1939 sus tropas entraban en Barcelona— las autoridades republicanas, encabezadas por el presidente Azaña, cruzaron la frontera el 6 de febrero seguidos de un inmenso éxodo de civiles y militares republicanos que marchaban al exilio. Tres días después, el 9 de febrero, hacía lo mismo el presidente del gobierno, Juan Negrín, pero en Toulouse cogió un avión para regresar a Alicante acompañado de algunos ministros con la intención de reactivar la guerra en la zona centro-sur (el 11 de febrero habían cruzado la frontera las últimas tropas republicanas que defendían Cataluña).

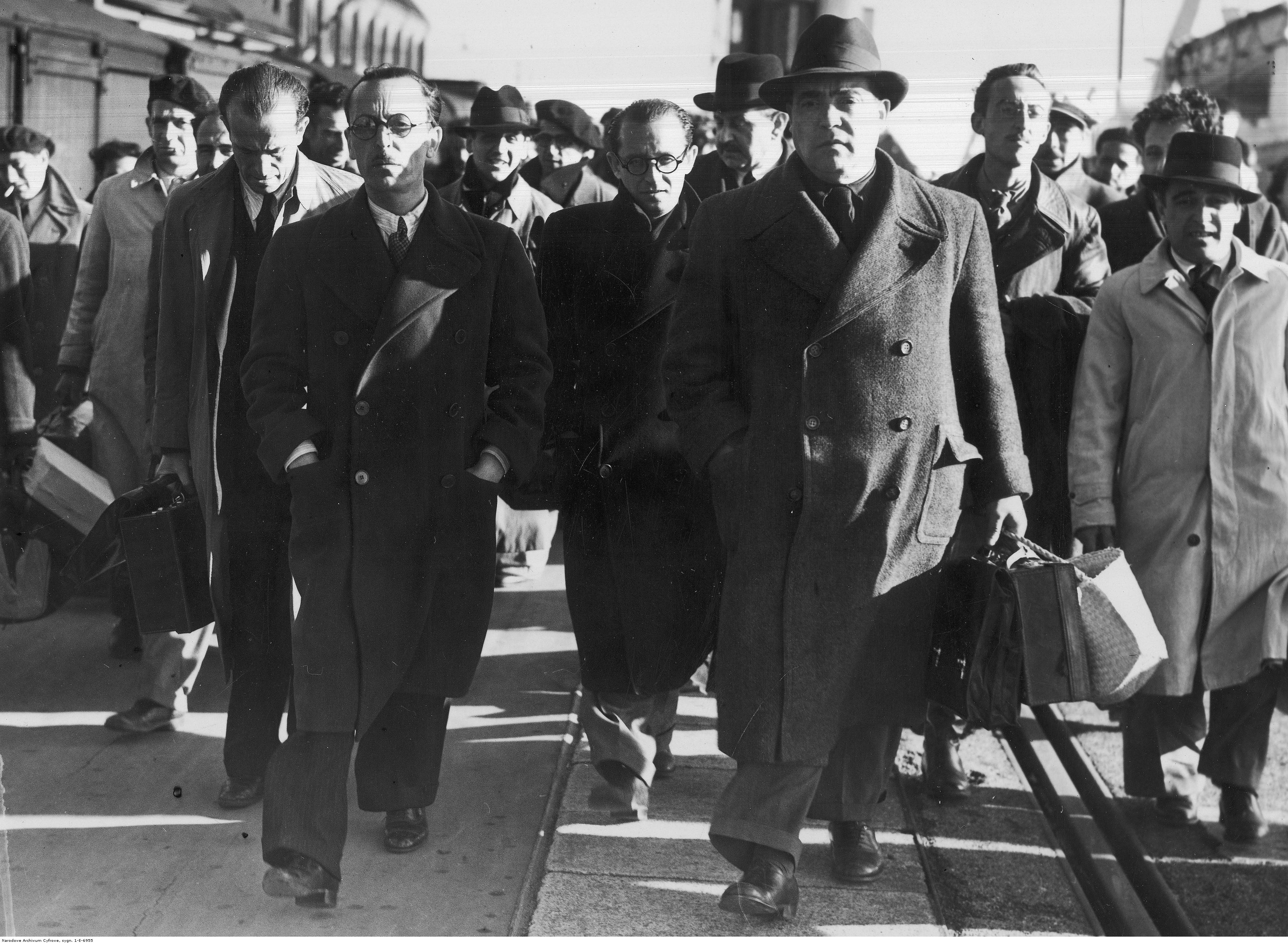
Los miembros del Consejo Nacional de Defensa a su llegada a Londres tras la rendición incondicional de la República. En el centro el coronel Segismundo Casado, que encabezó el golpe que acabó con el gobierno de Negrín, y a su izquierda el socialista «antinegrinista» Wenceslao Carrillo. El socialista Julián Besteiro se quedó en Madrid y moriría en la cárcel.

Negrín había intentado convencer al presidente de la República Manuel Azaña de que también regresara a la zona Centro-Sur, pero este se negó en redondo alegando que la guerra estaba perdida. El 28 de febrero Azaña renunciaba a la Presidencia de la República, tras el reconocimiento de iure del gobierno de Franco como el único legítimo por parte de Reino Unido y de Francia el día anterior. En cumplimiento de lo establecido en la Constitución de 1931 el 3 de marzo se reunía en París la Diputación Permanente de las Cortes republicanas para confirmar a su presidente Diego Martínez Barrio, como presidente interino de la República, aunque al no recibirse respuesta al radiograma enviado al Gobierno de Negrín Martínez Barrio ni asumió el cargo ni regresó a España y la presidencia de la República continuó vacante. Este vacío legal fue aprovechado por el coronel Casado, jefe del Ejército del Centro y cabeza visible de los partidarios de la rendición ante Franco, para justificar el golpe de Estado cuyo triunfo obligó a Negrín y a su gobierno a abandonar definitivamente España (el poder en la zona republicana lo asumió un Consejo Nacional de Defensa).
Consumado el golpe de Casado, el general Franco solo aceptó una «rendición sin condiciones» y el 28 de marzo las tropas «nacionales» hacían su entrada en Madrid y a continuación ocupaban prácticamente sin lucha toda la zona centro-sur que había permanecido bajo la autoridad de la República durante toda la guerra. El 1 de abril de 1939 la radio del bando rebelde («Radio Nacional de España») difundía el último parte de guerra. Como ha destacado el historiador Julio Aróstegui, «el final de la guerra acarreó tragedias masivas como el éxodo de combatientes y población hacia Francia o la captura en masa en el propio puerto de Alicante de quienes pretendían salir en barcos que los vencedores no dejaban llegar a puerto. Los campos de internamiento o los pelotones de ejecución esperaban a todos ellos. Las derivaciones de la guerra civil tardarían muchos años en disiparse».
En cuanto a la historia del republicanismo Ángel Duarte concluye:

Los tiempos de la Guerra Civil no fueron piadosos para con el republicanismo. [...] Lo que ocurre es que los republicanos se ven desbordados en la zona leal, y en la franquista o nacional resultaron liquidados a las primeras de cambio debido a la represión. [...]
 Entre el verano de 1936 y el invierno de 1939, los ideales democráticos se vieron gravemente afectados, de manera sucesiva, por la rebelión militar, la revolución social y su posterior reconducción impulsada por los comunistas. No se trata de procesos equivalentes, pero todos ellos quebraron, o modificaron de raíz y de forma irreversible, los elementos centrales de la cultura republicana. Aunque para el 1 de abril de 1939 ya habían cambiado muchas cosas, lo peor, desde el punto de vista de la continuidad de los valores republicanos, estaba por llegar.

## Represión, resistencia y exilio (1939-1977)

### Los años 1940: la esperanza de la restauración de la República

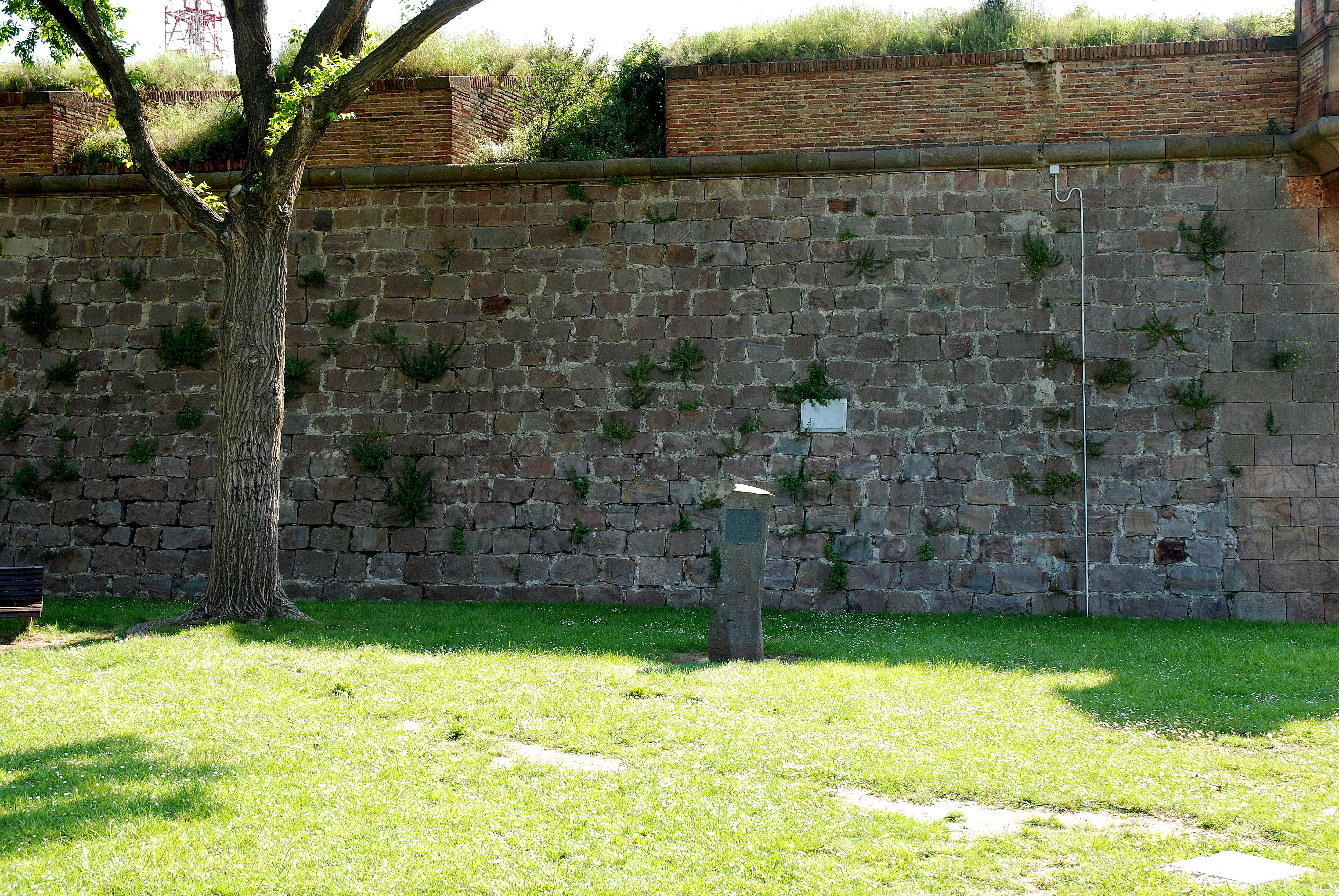
Paredón del castillo de Montjuic donde fue fusilado el presidente de la Generalidad de Cataluña Lluís Companys el 15 de octubre de 1940.

Como ha destacado el historiador Ángel Duarte, «si despiadada fue la experiencia de la guerra mucho más lo fue, indiscutiblemente, la de la derrota y la del exilio». Ya durante la guerra la preocupación fundamental del franquismo fue extirpar cualquier vestigio de República, a la que culpaba de todos los «males» del país por haber «sembrado entre las masas idearios perniciosos». El 15 de octubre de 1940 es fusilado Lluís Companys, presidente de la Generalidad de Cataluña entregado por la Gestapo a la policía franquista. Unas semanas después es el turno del ministro socialista Julián Zugazagoitia, también entregado por los nazis a las autoridades franquistas. Lo republicano solo podrá ser vivido y cultivado en el exilio.
En México Diego Martínez Barrio consiguió aglutinar a los republicanos de izquierda —Unión Republicana, Izquierda Republicana, y Partido Republicano Federal— con la creación de la Acción Republicana Española (ARE), cuyo primer manifiesto, «A los españoles», se hizo público el 14 de abril de 1941, décimo aniversario de la proclamación de la Segunda República Española. En él se declaraba disuelto el Frente Popular y se definía así la posición política de sus integrantes: «Somos republicanos, demócratas y liberales. La República que queremos es ésa, y no otra: la República liberal y democrática». El manifiesto acababa haciendo un llamamiento a las democracias occidentales para que ayudaran a derribar a Franco porque «sin una España libre no será posible una Europa libre». El punto fundamental en que divergía la propuesta de la ARE de la del socialista Indalecio Prieto, que había desplazado de la dirección del PSOE y de la UGT al sector «negrinista», era que propugnaba la reconstrucción de un gobierno republicano que se presentara a los aliados como alternativa a Franco, mientras que Prieto defendía la celebración de un referéndum sobre la forma de gobierno para atraerse el apoyo de los monárquicos.

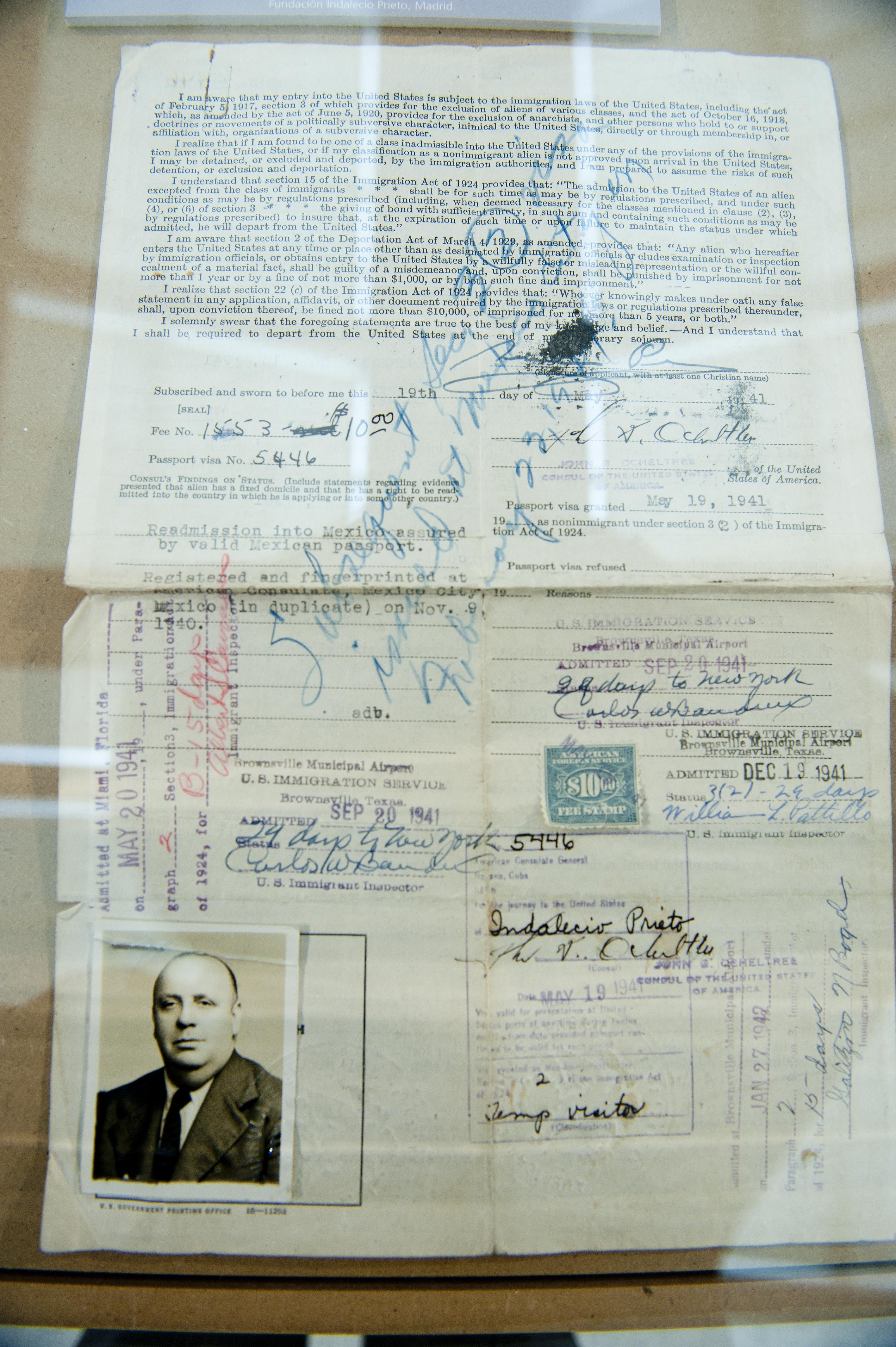
Visado de entrada en los Estados Unidos expedido al socialista Indalecio Prieto (1941). Prieto defendió la celebración de un referéndum sobre la forma de gobierno para atraerse el apoyo de los monárquicos. El acuerdo que alcanzó con José María Gil Robles en agosto de 1948 se convirtió en papel mojado tras el acuerdo alcanzado por el Generalísimo Franco y el pretendiente don Juan de Borbón ese mismo mes, ya que suponía el reconocimiento implícito de la legitimidad del régimen franquista.

Sin embargo, esto no fue obstáculo para que el 25 de noviembre de 1943, por iniciativa de Martínez Barrio, la ARE y los socialistas «prietistas», junto con Esquerra Republicana de Cataluña (ERC), Acció Catalana Republicana (ACR) y el Partido Nacionalista Vasco (PNV), suscribieran en México un «pacto de unidad para restaurar la República» que se concretó con la creación de la Junta Española de Liberación (JEL), lo que constituyó «la primera alianza relativamente amplia de las fuerzas republicanas en el exilio» desde el final de la guerra civil. De la JEL quedaron expresamente excluidos el Partido Comunista de España (PCE) y los socialistas y republicanos «negrinistas». La respuesta del PCE fue impulsar la Unión Nacional Española (UNE), que tras la liberación de Francia llevó a cabo en octubre de 1944 la invasión del valle de Arán que constituyó un completo fracaso —la UNE sería oficialmente disuelta en junio de 1945—. Por otro lado, en 1944 se fundó en Francia la Unión de Intelectuales Españoles (UIE) que estaría presidida por Pablo Picasso, Victoria Kent y el general Emilio Herrera. Publicó durante cuatro años un Boletín y por iniciativa de la UIE se creó el Instituto de Estudios Hispánicos, apelando al recuerdo de la Institución Libre de Enseñanza.
En el mismo mes de octubre de 1944 en que se produjo el desastre de la invasión del valle de Arán, se hizo público el acuerdo alcanzado entre libertarios, socialistas y republicanos del interior —estos últimos encabezados por Régulo Martínez, que había salido de la cárcel en febrero— que daba nacimiento a la Alianza Nacional de Fuerzas Democráticas (ANFD) cuyo objetivo era la formación de un gobierno provisional que restableciera las libertades democráticas y convocara elecciones generales «por el procedimiento del sufragio universal», por lo que se mostraba dispuesta a pactar con las fuerzas monárquicas sin poner como condición la restauración de la República. Así, durante los últimos meses de 1944 los tres miembros del comité nacional de la ANFD mantuvieron contactos con los generales monárquicos Aranda, Kindelán, Saliquet y Alfonso de Orleáns y Borbón, todos ellos convencidos de que el régimen franquista no sobreviviría a la derrota de las potencias del Eje.
Sin embargo, las conversaciones pronto llegaron a un callejón sin salida porque los generales pretendían que las fuerzas representadas en la ANFD aceptaran la restauración de la monarquía sin formar un gobierno provisional y sin que hubiera un referéndum sobre la forma de gobierno. Pero el fracaso final de las mismas se debió sobre todo a la oleada de detenciones que llevó a cabo la policía franquista a finales de 1944 y principios de 1945 —gracias a la delación de un infiltrado, Luis Alfaro, «hijo de un diputado socialista asesinado por los franquistas durante la guerra»— que llevaron a la cárcel a los dirigentes de la ANFD, al comité nacional del Movimiento Libertario y a la ejecutiva del PSOE, así como a destacados políticos monárquicos que habían mantenido contactos con aquellos. Tras la detención de los integrantes de la ANFD, condenados a largas condenas de cárcel, «la mayor parte de los republicanos del interior se fueron desligando de su compromiso político activo, aunque conservaron latente su sentir republicano... De esta manera, en estos años y hasta finales del franquismo, la presencia republicana organizada se tiene que buscar en el exilio».
En noviembre de 1944, al mes siguiente del desastre del Valle de Arán y del nacimiento de la ANFD, Martínez Barrio anunció en México la convocatoria de una reunión de las Cortes de la República, la primera desde el fin de la guerra civil, para el 10 de enero de 1945 con el objetivo de crear un Consejo Nacional de la República Española. Asistieron 72 diputados, de los 205 que vivían en el exilio (104 residían en España, y 88 habían muerto en la guerra, 60 ejecutados por el bando sublevado y 28 por el bando republicano). Los socialistas «prietistas» arguyeron que no existía el quórum suficiente para dar validez a la reunión —se negaron a contabilizar a los 49 diputados que no habían podido asistir, pero que se habían adherido por escrito— por lo que no se pudo aprobar la creación del Consejo Nacional de la República Española y la siguiente reunión prevista quedó aplazada sine die.

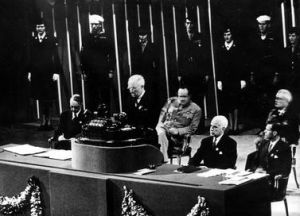
El presidente estadounidense Harry Truman dirigiéndose a los participantes en la Conferencia de San Francisco, de la que el régimen franquista fue excluido, y a la que sí asistieron como invitados destacados políticos republicanos.

Así pues, cuando se celebró la Conferencia de Yalta, entre el 4 y el 11 de febrero de 1945, no existía algo parecido a un gobierno provisional republicano. En la misma los tres grandes (Unión Soviética, Estados Unidos y Gran Bretaña) acordaron «que todos los países liberados y los que actuaron en la órbita del nazismo elijan libremente a sus gobiernos por medio de elecciones libres», lo que suponía una amenaza directa para el régimen franquista. Tras conocerse el acuerdo la JEL hizo público el 14 de febrero un manifiesto en el que pedía que los aliados «quitaran de en medio el obstáculo de la dictadura franquista», para que España pudiera integrarse en las Naciones Unidas. De hecho el 10 de marzo de 1945 el presidente Franklin D. Roosevelt informó a su embajador en Madrid Norman Armour que «nuestra victoria frente a Alemania conllevará el exterminio del nazismo e ideologías afines» por lo que «no hay lugar en las Naciones Unidas para un gobierno fundado en los principios del fascismo».
Así el régimen franquista quedó excluido de la conferencia de San Francisco que daría nacimiento a la ONU, y a la que sí fueron invitados como observadores políticos republicanos del exilio integrados en la JEL. El 19 de junio la Conferencia aprobó una resolución a propuesta del delegado mexicano, y con el apoyo de los delegados francés y estadounidense, en la que se condenó a todos los regímenes que habían surgido gracias al apoyo de la Alemania nazi y de la Italia fascista, una referencia directa a la dictadura franquista. Mientras tanto arreciaba la actividad del maquis.

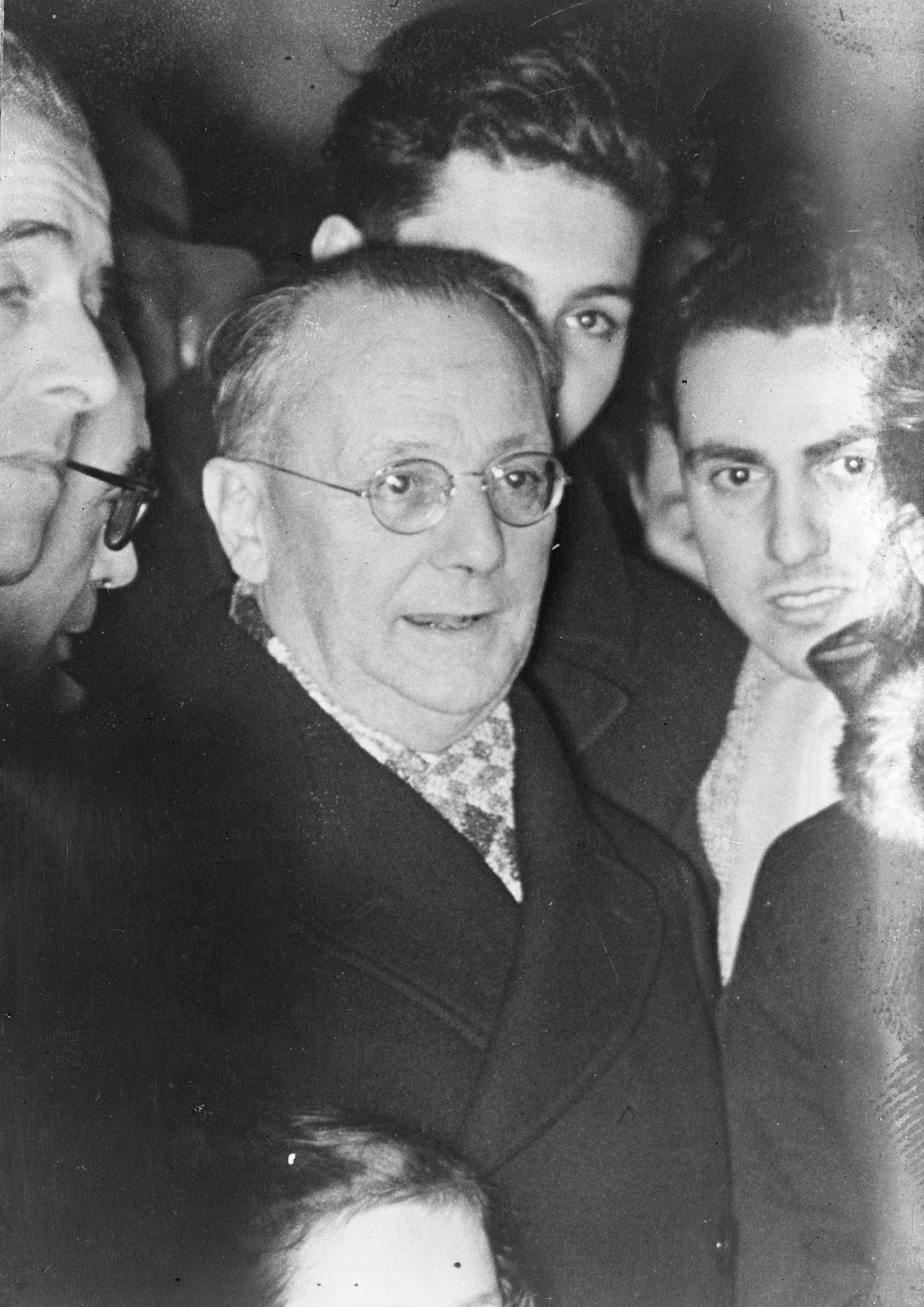
José Giral, presidente del Gobierno de la República en el exilio entre agosto de 1945 y febrero de 1947.

El 17 de agosto de 1945 se celebró una sesión especial de las Cortes republicanas en México, a la que asistieron 96 diputados, en la que se eligió a Diego Martínez Barrio como presidente de la Segunda República Española en el exilio y se nombró un gobierno presidido por José Giral, del que en principio quedaron excluidos los socialistas negrinistas y los comunistas.
El 7 de noviembre Giral presentó su Gobierno ante las Cortes. Estaba integrado por representantes del PSOE, UGT, IR, UR, ERC, ACR y PNV, además del general Juan Hernández Saravia y Ángel Ossorio y Gallardo como independientes. Dos meses antes había vuelto a publicarse la Gaceta Oficial de la República Española, un paso importante en la normalización institucional republicana. Entre febrero y marzo de 1946 la Presidencia de la República y del Gobierno instalaron su residencia oficial en París, en el número 35 de la Avenida Foch. Poco antes de su llegada a la capital francesa se había comenzado a publicar su órgano de prensa (que subsistiría hasta 1947): La Nouvelle Espagne. Hebdomadaire d'Information ('La Nueva España. Semanario de Información'). Entre marzo y mayo de 1946 se incorporaron al Gobierno Santiago Carrillo, por el PCE; Castelao, por los galleguistas; y Rafael Sánchez Guerra, por la derecha republicana. La entrada en el gobierno de un comunista provocó malestar entre los socialistas y la dimisión de Félix Gordón Ordás como presidente de UR, siendo sustituido por Fernando Valera.

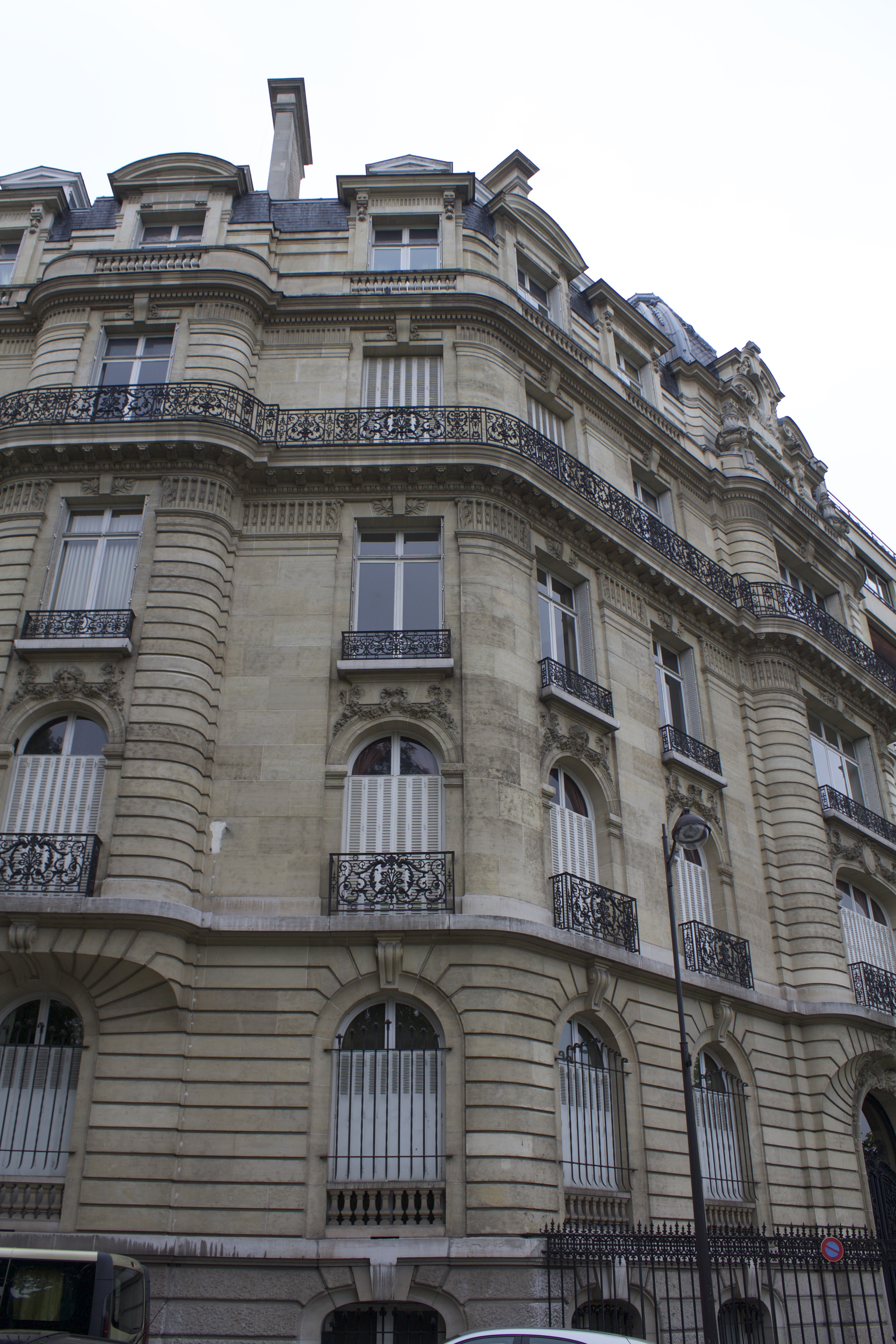
Número 35 de la Avenida Foch de París, sede oficial de la Presidencia y del Gobierno de la República en el exilio desde febrero de 1946 hasta junio de 1960 (en que se trasladó al bulevar Jean Jaurès, a las afueras de París). El edificio fue cedido por el gobierno francés y puesto bajo su protección.

El gobierno republicano no fue reconocido por ninguna de las potencias vencedoras ni por la ONU —solo lo fue por los países del Este de Europa bajo la órbita soviética y por México, Venezuela, Panamá y Guatemala—, por lo que José Giral acabaría presentando su dimisión en febrero de 1947 —dos meses después de que en la declaración de condena del franquismo por la ONU de diciembre de 1946 no se hiciera ninguna mención al gobierno republicano en el exilio—. Otra de las razones de su dimisión fue que Giral se oponía a las conversaciones que estaba manteniendo el socialista Indalecio Prieto con José María Gil Robles en representación de los monárquicos. La respuesta del Gobierno había sido tajante:

Ni monarquía ni plebiscito ni mediación, ¡¡¡¡República!!!! El Gobierno no puede admitir, ni admitirá para nuestra patria, más régimen que el de una República democrática, auténtica expresión de la voluntad popular. No hay transacciones ni admite el Gobierno de la República que mediante la equívoca fórmula de un plebiscito... se tratase de imponer en España una Monarquía marcada, históricamente, por el descrédito y los abusos.

Por este último motivo la oposición republicana se dividió entre los partidarios de aliarse con los monárquicos y aceptar un referéndum sobre la forma de gobierno, y los que siguieron defendiendo la legitimidad republicana. Otro motivo de enfrentamiento fue la estrategia a seguir: si continuar con la lucha guerrillera como fase previa a la insurrección popular (como estaban practicando la CNT, el PSOE y el PCE), o, por el contrario, dar prioridad a la lucha diplomática para forzar una acción internacional de las grandes potencias y la ONU (como defendían los nacionalistas vascos y catalanes, y los partidos republicanos).

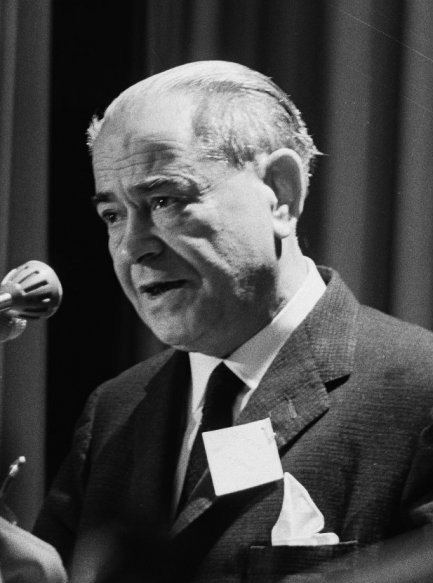
El socialista Rodolfo Llopis presidió el gobierno de la República en el exilio tras la dimisión de José Giral en febrero de 1947, pero solo estuvo en el cargo hasta agosto. Fue secretario general del PSOE en el exilio desde 1948 hasta 1974.

Tras la dimisión de Giral en febrero de 1947 —en ese momento estaban siendo sometidos a un Consejo de Guerra en Madrid catorce republicanos acusados de organizarse para derribar el régimen franquista—, el presidente de la República Martínez Barrio encargó la formación de gobierno al secretario general del PSOE Rodolfo Llopis, pero este dimitió en agosto tras la decisión del Congreso de su partido celebrado en julio en Toulouse de apoyar la posición de Indalecio Prieto que ya estaba negociando con los monárquicos. Le sustituyó Álvaro de Albornoz, pero en su gobierno ya solo participaron los partidos republicanos IR, UR y Partido Republicano Federal (PRF), como ocurrirá con los siguientes gobiernos hasta su final en 1977. Siguió defendiendo que la República era el régimen legítimo de España «en tanto la voluntad nacional no diga otra cosa», lo que implicaba el completo rechazo a «todo convenio, pacto o maniobra que pretenda sacrificar el derecho de la República, previamente al resultado de una consulta electoral».
La alternativa de Prieto también acabó en un completo fracaso debido al acuerdo que alcanzaron el Generalísimo Franco y el heredero del trono español don Juan de Borbón el 25 de agosto de 1948 que suponía un reconocimiento implícito de la legitimidad del régimen franquista, lo que dejaba sin efecto el pacto formalizado en San Juan de Luz tres días después entre Prieto y José María Gil Robles, en representación de los monárquicos juanistas no colaboracionistas, en el que habían acordado luchar conjuntamente para derribar a la dictadura franquista tras lo cual se formaría un gobierno provisional que convocaría un plebiscito para decidir el «régimen político definitivo», republicano o monárquico. Poco después del fiasco Indalecio Prieto dimitió como presidente del PSOE —«Mi fracaso es completo», reconoció—, siendo sustituido por Rodolfo Llopis. Los partidos republicanos, por su parte, reiteraron que la República era la «única legitimidad política», aunque se abrieron a la posibilidad de que fuera un «Gobierno liberal y democrático de carácter nacional», no necesariamente el Gobierno de la República en el exilio, el que, tras la salida de Franco del poder, presidiera las elecciones en las que se decidiría la forma de gobierno. En agosto de 1947 Fernando Valera se quejaba en L'Espagne Républicaine, editada en Toulouse, de que la falta de sentido colectivo institucional de los republicanos había sido la causa de su fracaso:

Si hubiera habido instituciones, ya no habría tiranía; España sería hoy una democracia ejemplar en el concierto de las democracias tibias y claudicantes, y la emigración habría recobrado, con el honor, el bienestar, la libertad y la patria. Si hubiera habido instituciones, ya habría patria y República.

### De 1950 a 1975: las esperanzas frustradas

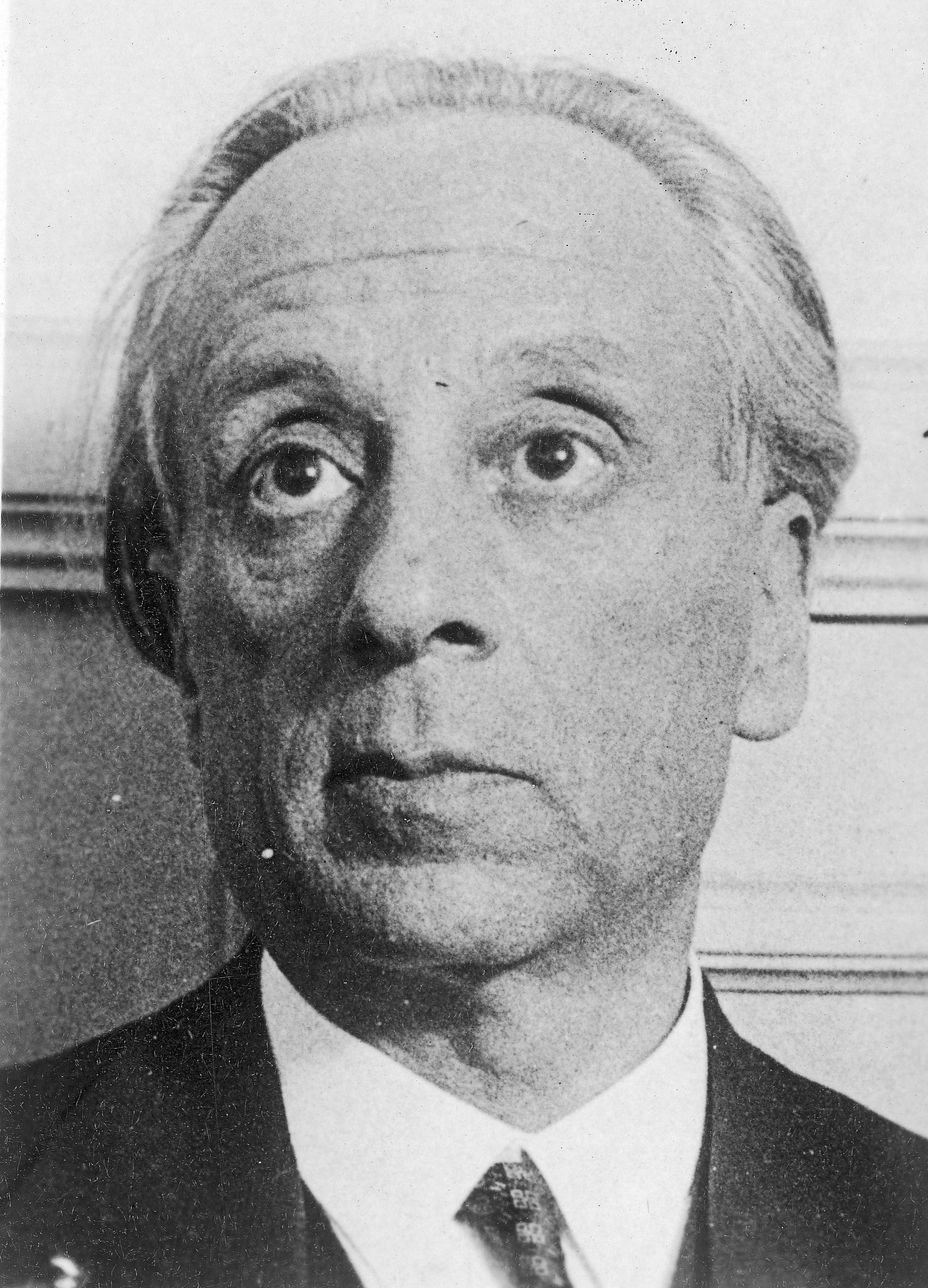
Álvaro de Albornoz fue presidente del Gobierno de la República en el exilio entre agosto de 1948 y julio de 1951. Renunció al cargo tras la revocación de la condena del régimen franquista acordada por la Asamblea General de las Naciones Unidas en noviembre de 1950.

El 4 de noviembre de 1950 la Asamblea General de la ONU derogaba la resolución de diciembre de 1946 en la que se condenaba al régimen franquista, iniciándose así el fin de su «ostracismo» internacional. A raíz de esta decisión el Gobierno de Álvaro de Albornoz presentó la dimisión, pero el presidente de la República le ratificó su confianza. Sin embargo, Albornoz desde México, a donde se había marchado sin ánimo de regresar y dejando en Francia a su gobierno, le envió a Martínez Barrio una carta el 8 de julio de 1951 en la que le presentaba su renuncia irrevocable. Entonces el presidente de la República le encargó la formación de Gobierno a Félix Gordón Ordás, que estuvo integrado por miembros de su partido Unión Republicana (UR) y por Joan Puig i Ferreter de Esquerra Republicana y por Julio Just a título personal, porque su partido Izquierda Republicana (IR) se mostró en desacuerdo con la línea de «acción» que quería seguir Gordón Ordás. «¿Qué es eso de afirmar el principio de nuestro derecho y aceptar una solución transitoria? La República no puede transigir, no debe jamás transigir», decía un artículo publicado en Política, el órgano de IR.
Ante la entrada de la España franquista en la ONU en 1955 —el ingreso en la UNESCO tres años antes ya había provocado las protestas de los republicanos: «Ingresó en la UNESCO, el régimen nacido al grito de ¡Muera la Inteligencia! Han destruido el alma europea»; se ha cometido «una cobarde traición al pueblo esclavizado de España... y una injuria a los altos ideales de libertad»—, los partidos republicanos UR, IR y PRF, junto con el PSOE, el POUM, la CNT, ERC y PNV hicieron público un manifiesto desde el exilio en el que se comprometían a:

derribar a Franco por todos los procedimientos a nuestro alcance y sustituirlo por un Gobierno provisional de carácter nacional, sin signo institucional definido, que otorgue una amplia amnistía, restaure las libertades públicas y convoque elecciones para que el pueblo español, con pleno derecho y absolutas garantías, opte por el régimen de su preferencia.

También como respuesta a «la entrada de Franco en la ONU» Gordón Ordás formó un nuevo gobierno, integrado exclusivamente por personas vinculadas a UR o sin partido, y que se mantuvo hasta 1959. Durante este segundo mandato Gordón Ordás mantuvo contactos con «las agrupaciones políticas clandestinas del interior», consciente de que «la España de mañana ha de ser para los jóvenes y no para nosotros», lo que acabaría provocando la crisis de su gobierno. Para las nuevas generaciones antifranquistas la cuestión de la forma de gobierno se había convertido en tangencial, porque lo fundamental para ellas era traer la democracia a España.
En febrero de 1959 las conversaciones mantenidas durante varios años por UR y IR para fusionarse, en las que también participó inicialmente el Partido Republicano Federal, llegaron a buen término y así nació Acción Republicana Democrática, que en su congreso fundacional celebrado en París en junio de 1960 se acordó añadir el término Española por lo que su nombre definitivo sería Acción Republicana Democrática Española (ARDE). En el «Manifiesto Fundacional» hecho público en julio de 1959 ARDE asumía «la tradición del republicanismo liberal español, movimiento ideológico que no ha estado exento en el curso de su historia de deficiencias y fallas circunstanciales, pero que desde mediados del siglo XIX ha sido el exponente del más encendido fervor patriótico en pro de la regeneración de nuestro país». «No tenemos inconveniente en aceptar como procedimiento correcto para salir de la situación actual sin violencias, el recurso a una consulta electoral, presidido por un gobierno provisional», se decía también en el «Manifiesto Fundacional» (no se exigía, por tanto, que el gobierno provisional fuera necesariamente republicano). Más de la mitad de los 141 firmantes del Manifiesto residían en México (52) o en Francia (30). Sólo seis eran del «interior». En su inmensa mayoría pertenecían a las clases medias. Su órgano de expresión fue la revista República editada en París.

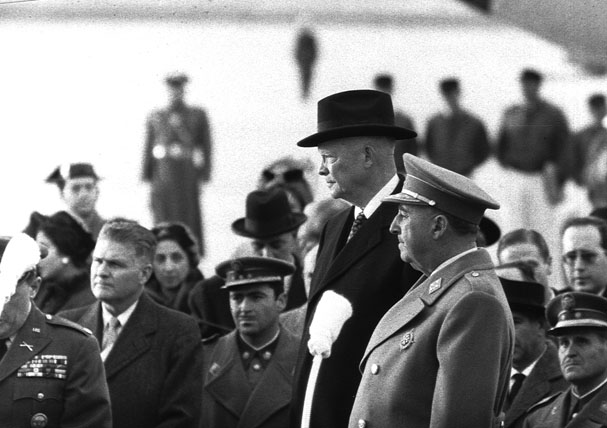
La visita del presidente estadounidense Eisenhower a España en 1959, considerada como el símbolo del fin del aislamiento internacional del régimen franquista, indignó a los republicanos. El gobierno republicano en el exilio presidido por Félix Gordón Ordás dimitió, siendo sustituido por uno encabezado por el general republicano Emilio Herrera.

La visita del presidente estadounidense Eisenhower a España en 1959 indignó a los republicanos que se sintieron traicionados por el líder del «mundo libre». El gobierno de Gordón Ordás dimitió y le sustituyó otro presidido por el general Emilio Herrera. Pero este gobierno duró muy pocos meses porque el 1 de enero de 1962 moría el Presidente de la República Martínez Barrio, siendo sustituido de forma interina por Luis Jiménez de Asúa, presidente de las Cortes en funciones. Asúa residía en Buenos Aires y encargó la formación de gobierno a otro exiliado en la capital argentina, Claudio Sánchez Albornoz. Sánchez Albornoz se trasladó a París y allí no tuvo otra opción que constituir su gobierno contando con «los de siempre» (Fernando Valera, José Maldonado, Julio Just, Félix Gordón Ordás y el general Herrera). Una prueba de la irrelevancia política del Gobierno de la República en el exilio fue que Sánchez Albornoz no fue invitado a la reunión que mantuvieron en Múnich en junio de 1962 representantes de la oposición antifranquista del exilio y del interior (y que la prensa española, totalmente controlada por el régimen, llamó «el contubernio de Munich»). Pero sí que participaron miembros del gobierno de Sánchez Albornoz en su calidad de integrantes de ARDE, el único partido que lo sustentaba.

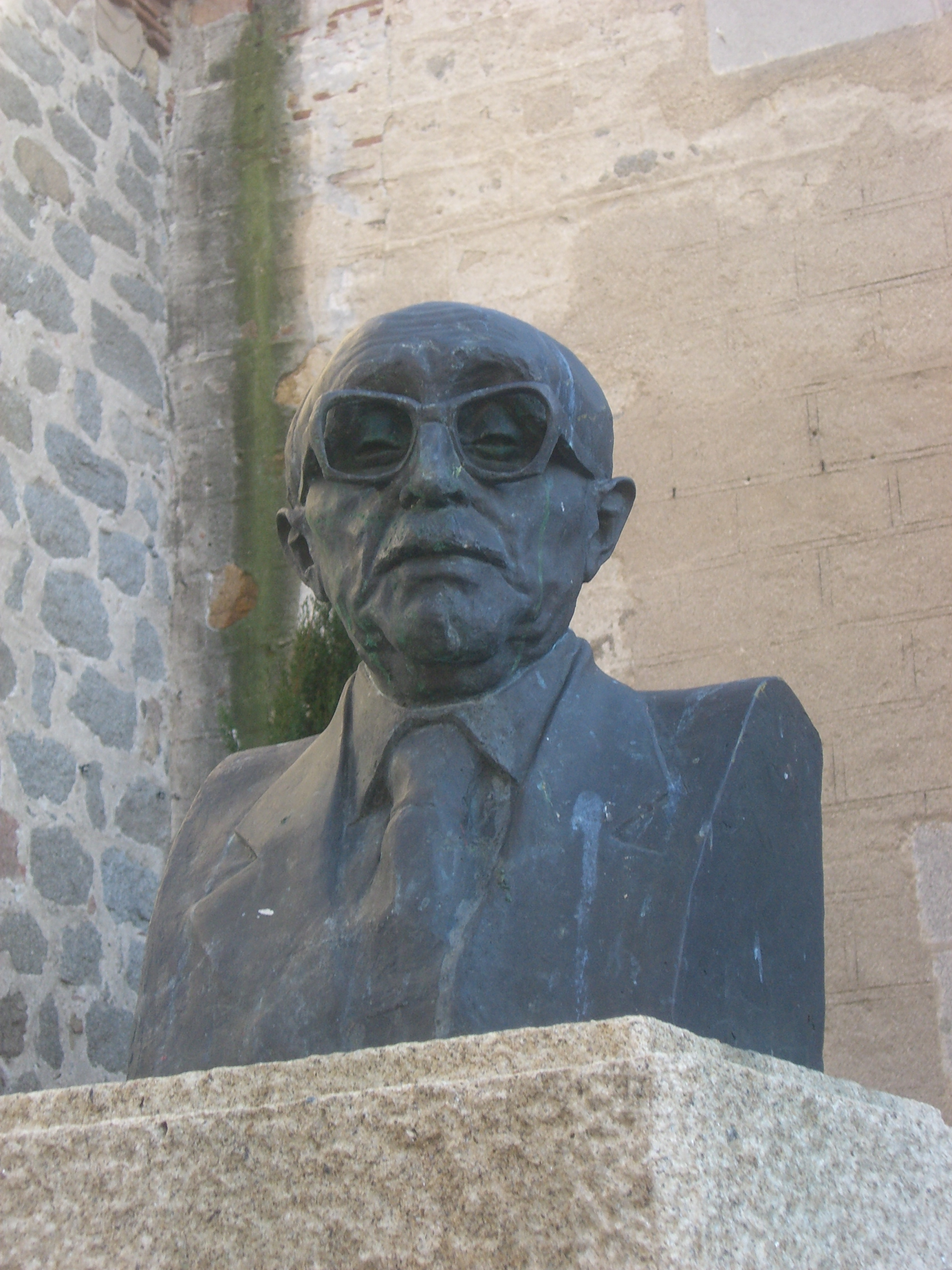
Busto del monumento levantado en Ávila a Claudio Sánchez Albornoz, presidente del Gobierno de la República en el exilio entre enero de 1962 y febrero de 1971.

Con motivo del referéndum franquista de 1966 el núcleo mexicano de ARDE hizo pública una proclama denunciando al «totalitario» régimen franquista. Esta acababa diciendo:

Los españoles republicanos como liberales auténticos y responsables del futuro histórico de la patria, solo podemos acoger esta actitud del franquismo con temor respecto a un porvenir que nos parece cada vez más sombrío y peligroso y con repugnancia por constituir, además de un anacronismo en los tiempos que vivimos, una nueva afrenta para la dignidad ciudadana.

Cuando en 1968 se produjo la invasión de Checoslovaquia por los tanques soviéticos que puso fin a la primavera de Praga, la revista España Republicana editada en Buenos Aires —«la cabecera regular más activa que quedaba del republicanismo histórico»— equiparó el «totalitarismo» de Franco con el de «los discípulos de Stalin»:

Todos los totalitarismos son idénticos y alérgicos a las libertades. No cambian tan fácilmente de piel. De igual forma, la dictadura franquista por mucho que se disfrace sigue fiel a sus principios. A los primeros intentos de ejercer los derechos humanos, Franco —como los discípulos de Stalin— los estrangula. Nada es más parecido que lo aparentemente contrario. Por eso en Praga y en Madrid son tan ásperos, dolorosos y heroicos los caminos hacia la libertad.

En noviembre de 1970 falleció Jiménez de Asúa siendo sustituido en la Presidencia de la República por José Maldonado. Este le reiteró su confianza a Sánchez Albornoz, pero al no conseguir formar un gobierno más representativo dimitió en febrero de 1971. Maldonado encargó entonces la formación de gobierno a Fernando Valera que constituyó uno muy reducido integrado como los anteriores por republicanos de ARDE más un independiente, Antonio Alonso Baños.
El 31 de mayo de 1971 se reunió en París la Junta Permanente del Estado de la República Española. Estuvieron presentes el presidente de la República, José Maldonado; el de las Cortes republicanas, Joan Casanelles; el del Gobierno, Fernando Valera; los expresidentes del Gobierno Rodolfo Llopis, Félix Gordón Ordás, Claudio Sánchez Albornoz y Julio Just; el presidente de la Generalidad de Cataluña, Josep Tarradellas, y el del Gobierno Vasco, Jesús María de Leizaola. Todos ellos reiteraron su compromiso con las instituciones republicanas como última expresión de la voluntad popular y declararon ilegales, por vicio de origen del régimen franquista, la Ley Orgánica del Estado y la Ley de Sucesión en la Jefatura del Estado por lo que el príncipe Juan Carlos, nombrado en julio de 1969 por el Generalísimo Franco para sucederle «a título de rey», carecía de toda legitimidad.

## Transición (1975-2000)
Como ha destacado Ángel Duarte, «en el exilio, el republicanismo vivió una lenta agonía. De cultura política dotada de multiplicidad de registros... había pasado a ser cosa del pasado. Desligados sus administradores de las dinámicas de resistencia interior a la dictadura, obligados por su condición de extranjeros a no intervenir en los asuntos internos del país de acogida... los materiales y las propuestas republicanas se fueron anquilosando, calcificando. [...] Fuera de su medio ambiente lo republicano languideció». «En la Transición su recuerdo es tenue; el patrimonio de sus perspectivas liberadoras para la sociedad española menospreciado por, supuestamente, obsoleto cuando no arriesgado o simplemente alejado de la realidad concreta, material y espiritual de los hombres y mujeres de este país», añade Duarte.

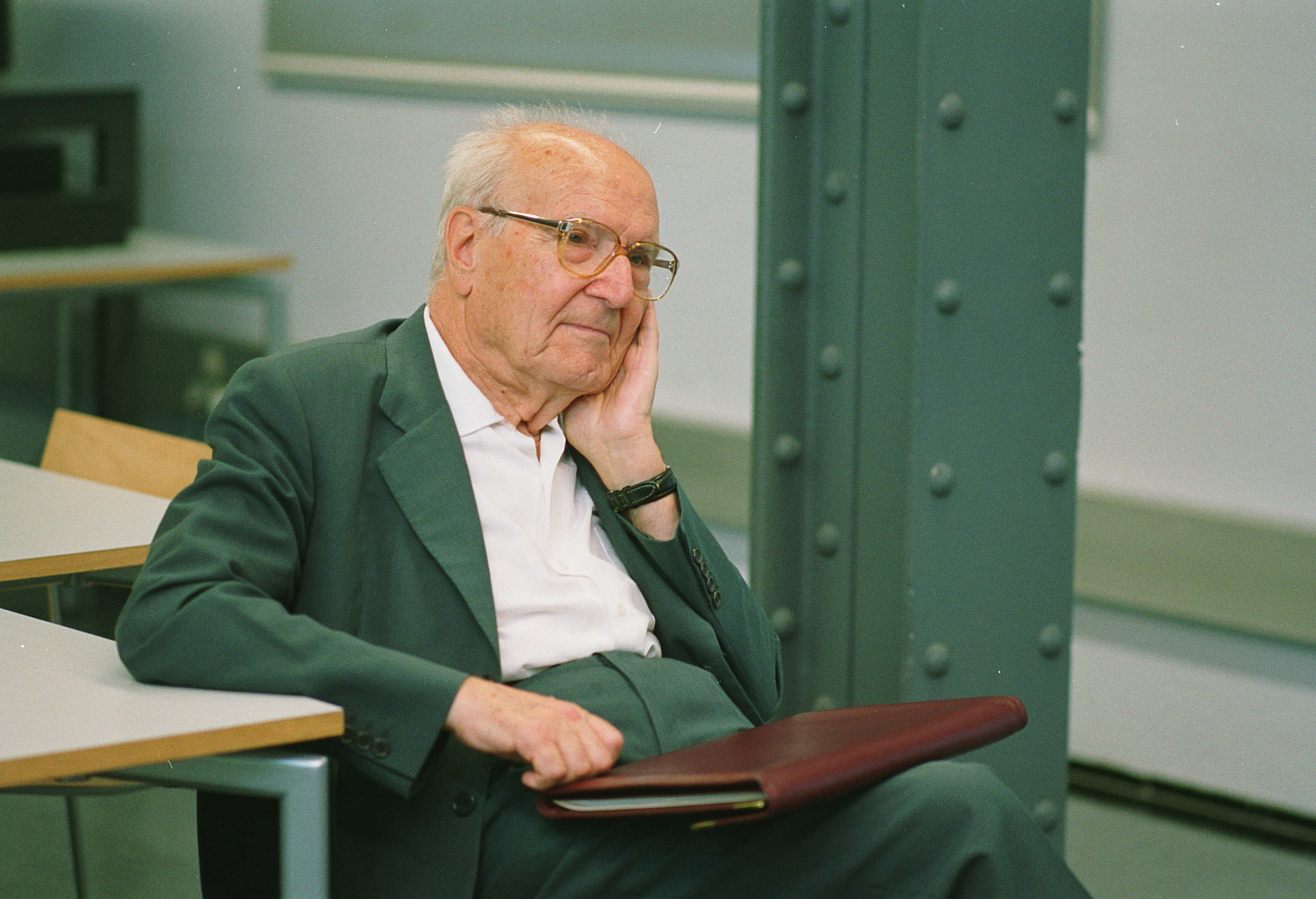
Heribert Barrera, de Esquerra Republicana de Cataluña (aunque no pudo presentarse con ese nombre) fue el único diputado de los partidos republicanos históricos presente en las Cortes salidas de las primeras elecciones democráticas celebradas en 1977.

ARDE fue completamente ignorado y marginado de las conversaciones que mantuvieron el gobierno de Adolfo Suárez y la oposición antifranquista (esta había renunciado a la celebración de un referéndum en el que se decidiera la forma de gobierno, por lo que aceptaba de facto la Monarquía «franquista» de Juan Carlos I). En noviembre de 1976 ARDE denunció que la monarquía era la pura continuidad del franquismo:

La monarquía como solución al problema de la sustitución del franquismo y sus secuelas no es más ni menos que la fórmula para salvar —en todo o en parte— a las oligarquías dominantes y a los privilegios e intereses bastardos y antisociales sostenidos durante cuarenta años a la sombra del franquismo.

ARDE tampoco pudo concurrir a las elecciones de junio de 1977 porque fue rechazada su solicitud de legalización, ya que «somos y nos llamamos republicanos y aspiramos por tanto a cambiar el sistema monárquico por una República democrática». En el pleno nacional celebrado por primera vez en el interior de España (concretamente en Madrid) en octubre de 1976 ARDE había manifestado su propósito «de participar pacíficamente en la política española sin renuncia de ninguna clase a nuestra esencia republicana que encarna la máxima expresión de una democracia integral». Lo mismo le sucedió a Esquerra Republicana de Cataluña que tuvo que presentarse a las elecciones bajo la candidatura Esquerra de Catalunya, consiguiendo un escaño, por lo que su líder Heribert Barrera fue el único diputado de los partidos republicanos históricos en las nuevas Cortes.

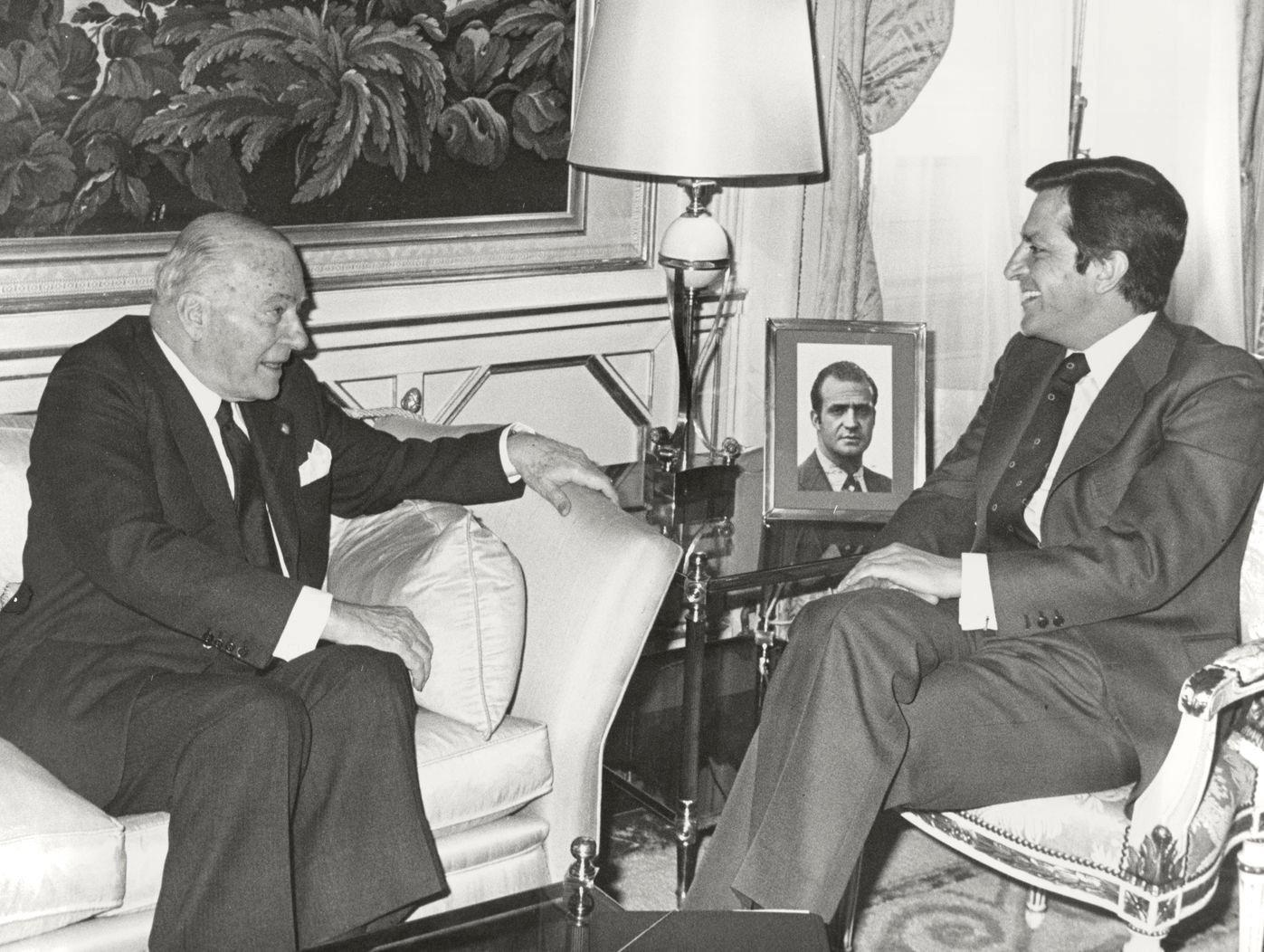
Josep Tarradellas, presidente de la Generalidad de Cataluña en el exilio, aparece junto al presidente del Gobierno español Adolfo Suárez (a la derecha) durante la entrevista que mantuvieron en septiembre de 1977 en el Palacio de la Moncloa, tras la cual fue restablecida esa institución republicana.

En cuanto se celebraron las elecciones, las primeras democráticas desde 1936, el Gobierno republicano en el exilio aceptó el resultado, a pesar de que a su juicio eran numerosas «las taras de esa consulta electoral». En consecuencia, el 21 de junio de 1977, el mismo día en que se hicieron públicos los resultados oficiales de las elecciones, José Maldonado, presidente de la República, y Fernando Valera, presidente del Gobierno republicano, anunciaron en una nota oficial que ponían término a la «misión histórica de las Instituciones de la República en el exilio».
ARDE fue finalmente legalizado y pudo celebrar su primer congreso en Madrid los días 22 a 25 de septiembre de 1977 —poco después era legalizada Izquierda Republicana que se había desgajado de ARDE y que años más tarde sería uno de los socios fundadores de Izquierda Unida—. La única institución republicana que fue restablecida fue la Generalidad de Cataluña —en ese mismo mes de septiembre de 1977— tras la entrevista que mantuvieron su presidente en el exilio, Josep Tarradellas, y el presidente del Gobierno español Adolfo Suárez.
La historiadora Alicia Alted Vigil concluye:

En suma, los republicanos no fueron protagonistas activos de la transición. Su proyecto político, ARDE, no terminó de encajar en la sociedad posfranquista, pero, a pesar de todo, la coherencia contradictoria de sus ideales, reflejada en esa República exiliada, fue un elemento esencial en el largo camino hacia la democracia en España.

## SigloXXI

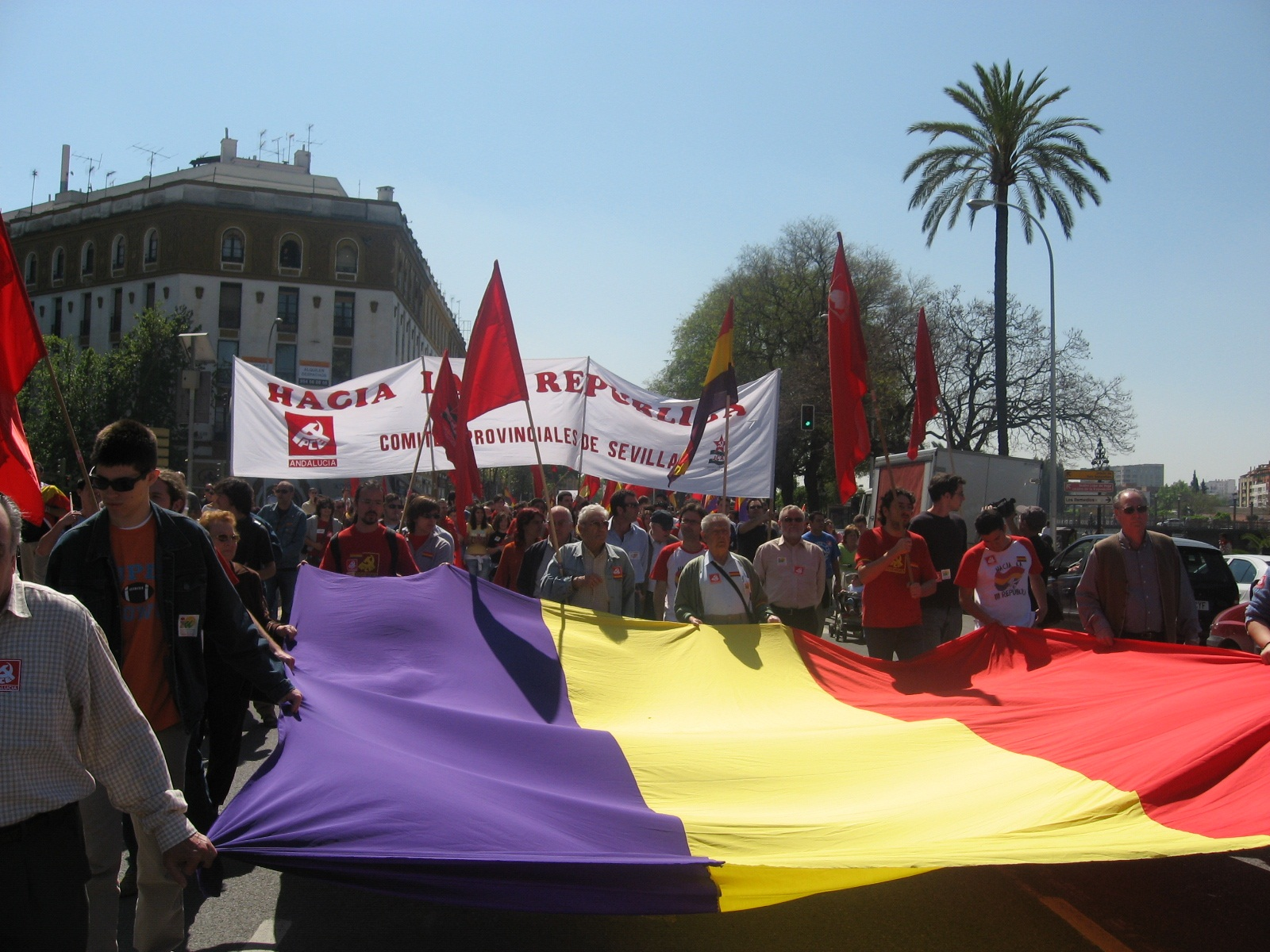
Manifestación por la III República en Sevilla (14-4-2006).

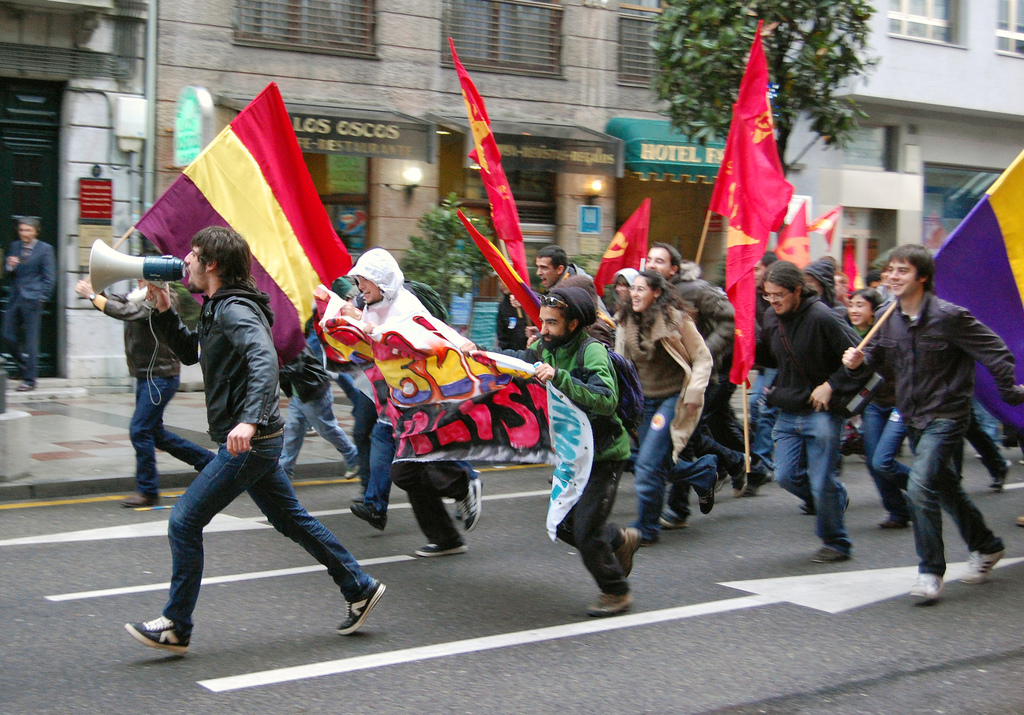
Manifestación en Oviedo a favor de la III República en abril de 2009.

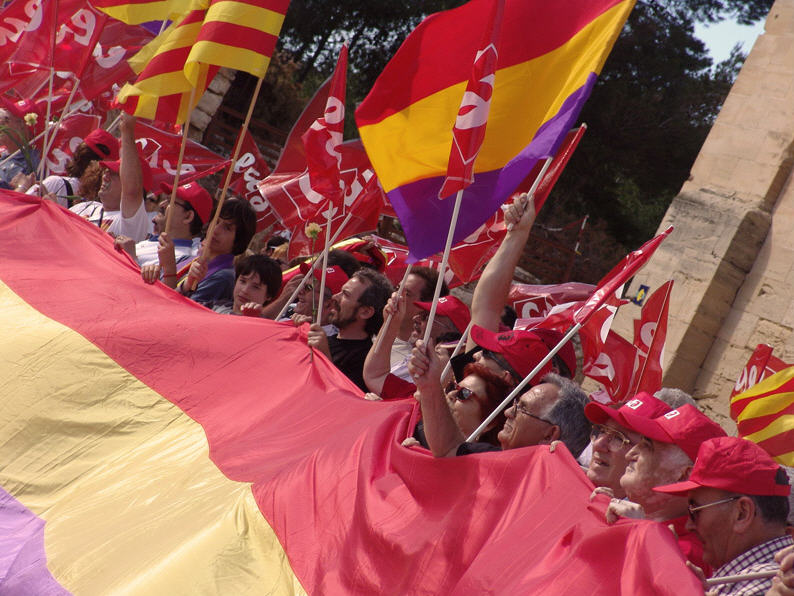
Militantes de Esquerra Unida i Alternativa (IU) en Corvera d'Ebre.

En el siglo XXI se ha producido una recuperación del republicanismo en España. Se suele mencionar como un hito destacado la conferencia que pronunció Julio Anguita, excoordinador de Izquierda Unida, en el Ateneo Barcelonés el 7 de diciembre de 2001 que llevaba por título «Hacia la III República». Prueba de ello es la proliferación de las banderas republicanas en las manifestaciones protagonizadas por los partidos, organizaciones, sindicatos o entidades de izquierda (unido a la ausencia en ellas de la rojigualda). O el lema coreado por los participantes: «España mañana será republicana».
En Andalucía el 26 de julio de 2007 se creó la Red de Municipios por la Tercera República, cuando once ayuntamientos andaluces presentaron en el Parlamento Andaluz una moción para solicitar la apertura de un proceso constituyente que permitiese la instauración de una república en España.
En 2013 —en plena crisis de la monarquía de Juan Carlos I, quien en junio del año siguiente abdicaría en favor de su hijo Felipe VI— el historiador Ángel Duarte valoraba así la situación del republicanismo en España:

Nos hallamos, más allá de las filas concretas de los partidos, en los movimientos sociales, en segmentos cada vez más amplios de opinión, ante un apogeo del republicanismo como idea moral y horizonte de compromiso cívico con el bien común. Germina entre los nietos que se preguntaron hace una década por sus abuelos. [...] No nos encontramos, simplemente, ante una moda generacional, aunque sean los más jóvenes quienes, desprendidos del recuerdo de la guerra y la dictadura, muestren una mayor inclinación por ese modelo de organización institucional. No nos encontramos, aunque también contenga ese ingrediente, con un argumento de mera oposición a la monarquía. Es, eso sí, como venimos insistiendo, una propuesta que contiene elevadas dosis de impugnación tanto de la monarquía como de la Transición.